# 天文学に関する記事の一覧
天文学に関する記事の一覧（てんもんがくにかんするきじのいちらん）では、天文学に関連する記事を一覧としてまとめる。
| 英数字 | - | 数字 | A-G | H | I-L | M | N | O | P-S | T-Z | ギリシア文字 | 記号 |

| ア行 | - | あ | い | う | え | お |
| カ行 | - | か | き | く | け | こ |
| サ行 | - | さ | し | す | せ | そ |
| タ行 | - | た | ち | つ | て | と |
| ナ行 | - | な | に | ぬ | ね | の |

| ハ行 | - | は | ひ | ふ | へ | ほ |
| マ行 | - | ま | み | む | め | も |
| ヤ行 | - | や |    | ゆ |    | よ |
| ラ行 | - | ら | り | る | れ | ろ |
| ワ行 | - | わ |    |    |    |    |

## 英数字

### 数字
1185年5月1日の日食 - 1859年の太陽嵐 - 1882年の大彗星 - 1901年5月18日の日食 - 1903年3月29日の日食 - 1904年3月17日の日食 - 1904年9月9日の日食 - 1905年8月30日の日食 - 1907年1月14日の日食 - 1908年1月3日の日食 - 1910年5月9日の日食 - 1911年4月28日の日食 - 1911年10月22日の日食 - 1912年4月17日の日食 - 1912年10月10日の日食 - 1914年8月21日の日食 - 1915年8月10日の日食 - 1916年2月3日の日食 - 1918年6月8日の日食 - 1919年5月29日の日食 - 1922年9月21日の日食 - 1923年9月10日の日食 - 1925年1月24日の日食 - 1926年1月14日の日食 - 1927 LA - 1927年6月29日の日食 - 1929年5月9日の日食 - 1930年4月28日の日食 - 1932年8月31日の日食 - 1936年6月19日の日食 - 1937年6月8日の日食 - 1937年12月2日の日食 - 1940年10月1日の日食 - 1941年9月21日の日食 - 1943年2月4日の日食 - 1944年1月25日の日食 - 1945年7月9日の日食 - 1947年5月20日の日食 - 1948年5月9日の日食 - 1950年までの宇宙飛行 - 1951年3月7日の日食 - 1951年の宇宙飛行 - 1952年2月25日の日食 - 1952年の宇宙飛行 - 1953年の宇宙飛行 - 1954年6月30日の日食 - 1954年の宇宙飛行 - 1955年6月20日の日食 - 1955年12月14日の日食 - 1955年の宇宙飛行 - 1956年の宇宙飛行 - 1957年の宇宙飛行 - 1958年4月19日の日食 - 1958年の宇宙飛行 - 1959年10月2日の日食 - 1959年の宇宙飛行 - 1960年の宇宙飛行 - 1961年2月15日の日食 - 1961年の宇宙飛行 - 1962年2月5日の日食 - 1962年の宇宙飛行 - 1963年7月20日の日食 - 1963年の宇宙飛行 - 1964年の宇宙飛行 - 1965年5月30日の日食 - 1965年11月23日の日食 - 1965年の宇宙飛行 - 1966年5月20日の日食 - 1966年11月12日の日食 - 1966年の宇宙飛行 - 1967年の宇宙飛行 - 1968年9月22日の日食 - 1968年の宇宙飛行 - 1969年の宇宙飛行 - 1970年3月7日の日食 - 1970年の宇宙飛行 - 1971年の宇宙飛行 - 1972年7月10日の日食 - 1972年の宇宙飛行 - 1972年の昼間火球 - 1973年6月30日の日食 - 1973年の宇宙飛行 - 1974年の宇宙飛行 - 1976年4月29日の日食 - 1977年10月12日の日食 - 1979年2月26日の日食 - 1980年2月16日の日食 - 1981年2月4日の日食 - 1981年7月31日の日食 - 1983年6月11日の日食 - 1984年5月30日の日食 - 1984年11月22日の日食 - 1987年9月23日の日食 - 1988年3月18日の日食 - 1989年3月の磁気嵐 - 1990年7月22日の日食 - 1991 BA - 1991年7月11日の日食 - 1992年6月30日の日食 - 1993 RO - 1994年5月10日の日食 - 1994年11月3日の日食 - 1995年4月29日の日食 - 1995年10月24日の日食 - 1997年3月9日の日食 - 1998 DK36 - 1998 KY26 - 1998 WW31 - 1998年2月26日の日食 - 1998年8月22日の日食 - 1999 XS35 - 1999年2月16日の日食 - 1999年8月11日の日食 - 1RXS J160929.1-210524 - 1SWASP J140747.93-394542.6 - 1SWASP J140747.93-394542.6 b - 2000 SG344 - 2000年以前に発見された太陽系外惑星の一覧 - 2000年に発見された太陽系外惑星の一覧 - 2001 QR322 - 2001 QW322 - 2001年に発見された太陽系外惑星の一覧 - 2001マーズ・オデッセイ - 2002 AA29 - 2002年に発見された太陽系外惑星の一覧 - 2003 SM84 - 2003 YN107 - 2003 LA7 - 2003 YQ179 - 2003年に発見された太陽系外惑星の一覧 - 2004 FH - 2004 TG10 - 2004 TN1 - 2004 XP14 - 2004 XR190 - 2004年に発見された太陽系外惑星の一覧 - 2005 HC4 - 2005 SB223 - 2005 VD - 2005 VX3 - 2005年に発見された太陽系外惑星の一覧 - 2006 HH123 - 2006 QH181 - 2006 RH120 - 2006年3月29日の日食 - 2006年に発見された太陽系外惑星の一覧 - 2007 VK184 - 2007 WD5 - 2007年に発見された太陽系外惑星の一覧 - 2008 CT1 - 2008 EA32 - 2008 HJ - 2008 LC18 - 2008 TC3 - 2008 TS26 - 2008年8月1日の日食 - 2008年に発見された太陽系外惑星の一覧 - 2009 JF1 - 2009年1月26日の日食 - 2009年7月22日の日食 - 2009年に発見された太陽系外惑星の一覧 - 2010 EQ169 - 2010 EU65 - 2010 GB174 - 2010 JL88 - 2010 KQ - 2010 KZ39 - 2010 TJ - 2010 TK7 - 2010年1月15日の日食 - 2010年7月11日の日食 - 2010年に発見された太陽系外惑星の一覧 - 2010年の宇宙飛行 - 2011 CQ1 - 2011 DS - 2011 MD - 2011 MD5 - 2011 QF99 - 2011 WT2 - 2011年12月10日の月食 - 2012 DA14 - 2012 DR30 - 2012 SQ31 - 2012 TV - 2012 VP113 - 2012年5月20日の日食 - 2012年に発見された太陽系外惑星の一覧 - 2013 BL76 - 2013 ET - 2013 LA2 - 2013 LR6 - 2013 MZ5 - 2013 PS13 - 2013 SY99 - 2013年チェリャビンスク州の隕石落下 - 2014 AA - 2014 FE72 - 2014 JO25 - 2014 RC - 2014 UN271 - 2015 DR215 - 2015 TB145 - 2015年3月20日の日食 - 2015年に発見された太陽系外惑星の一覧 - 2016 AJ193 - 2016 DV1 - 2016 WF9 - 2016年3月9日の日食 - 2017 MB7 - 2017年8月21日の日食 - 2017年に発見された太陽系外惑星の一覧 - 2018 AG37 - 2018 LF 16 - 2018 VG18 - 2018年1月31日の月食 - 2018年に発見された太陽系外惑星の一覧 - 2019 FA - 2019 GC6 - 2019 OK - 2019 XS - 2019年1月6日の日食 - 2019年12月26日の日食 - 2020 AP1 - 2020 BE102 - 2020 BX12 - 2020 CD3 - 2020 CW - 2020 FA31 - 2020 FY30 - 2020 HA10 - 2020 HS7 - 2020 JA - 2020 JJ - 2020 LD - 2020 MK4 - 2020 OY4 - 2020 PP1 - 2020 QG - 2020 SL1 - 2020 SO - 2020 SW - 2020 UA - 2020 VT1 - 2020 VT4 - 2020 VV - 2020 XL5 - 2020 XR - 2020年6月21日の日食 - 2020年に発見された太陽系外惑星の一覧 - 2021 AV7 - 2021 DR15 - 2021 DW1 - 2021 GW4 - 2021 LL37 - 2021 PH27 - 2021 UA1 - 2021年5月26日の月食 - 2021年11月19日の月食 - 2021年に地球へ接近した小惑星の一覧 - 2021年に発見された彗星の一覧 - 2021年に発見された太陽系外惑星の一覧 - 2022 AE1 - 2022 BX1 - 2022 EB5 - 2022 FD1 - 2022 NX1 - 2022 QX4 - 2022 UQ1 - 2022年に地球へ接近した小惑星の一覧 - 2022年に発見された太陽系外惑星の一覧 - 2024年10月2日の日食 - 21cm線 - 2dF銀河赤方偏移サーベイ - 2M1207 - 2M1207b - 2MASS - 2MASS J03480772-6022270 - 2MASS J04372171+2651014 b - 2MASS J11193254-1137466 - 2MASS J1155-7919 b - 2MASS J21265040-8140293 - 30メートル望遠鏡 - 30メートル望遠鏡反対運動 - 3C 58 - 3C 147 - 3C 179 - 3C 273 - 3C 279 - 3C 48 - 3I/ATLAS - 3等星の一覧 - 4C 37.11 - 4U 0142+61 - 500メートル球面電波望遠鏡 - 5大学電波天文台 - 6344 P-L - 6mミリ波電波望遠鏡 - 6Q0B44E - 775年の宇宙線飛来 - 7月ペガスス座流星群 - 8千年紀

### A-G
AAVSO (小惑星) - Abell 7 - Abell 12 - Abell 13 - Abell 262 - Abell 2029 - ACE (探査機) - ACRIMSAT - ADS 7251 - ADS 16402 - AGILE - AG星表 - AMOS (小惑星) - Am星 - ANS - ANS (小惑星) - ANTARES - Ap/Bp星 - APL (小惑星) - APM 08279+5255 - Arp 220 - ASTE望遠鏡 - ASTRO-G - AT2018cow - ATLAS彗星 (C/2019 Y4) - ATLAS彗星 (P/2019 LD2) - AURIGA - A型主系列星 - A型小惑星 - B2FH論文 - B612 (小惑星) - B612財団 - BAM (小惑星) - BATTeRS - BD+14 4559 - BD+20°307 - BD +31°1048 - BD +48°740 - BD-08°2823 - BD-17°63 - BDF-3299 - Be星 - BLC-1 - BOOMERanG - BOSSグレートウォール - B型主系列星 - B型準矮星 - B型小惑星 - C/1664 W1 - CARMA - CARMENES - CD -38°245 - CD銀河 - Celestia - CERGA - CfA赤方偏移サーベイ - CFBDSIR 1458+10 - CFBDSIR J214947.2-040308.9 - Cha 110913-773444 - CHEOPS - CHIPSat - CH星 - CID-42 - ClG J2143-4423フィラメント - CLOVER (電波望遠鏡) - CNEOS 2014-01-08 - CNOサイクル - COBE - COBE (小惑星) - COCONUTS-2b - CORAVEL - COROT - CoRoT-1 - CoRoT-1b - CoRoT-2 - CoRoT-2b - CoRoT-4 - CoRoT-4b - CoRoT-5 - CoRoT-5b - CoRoT-6 - CoRoT-6b - CoRoT-7 - CoRoT-7b - CoRoT-9b - Cos-B - COSMOS J100054.13+023434.9 - CREDO - CTA-102 - CuSP - C型小惑星 - C・ミシェル・オルムステッド - DART (探査機) - DDO 190 - DEN 0255-4700 - DEN 1048-3956 - DNA (小惑星) - D型小惑星 - EBEX - EBLM J0555-57 - Ecliptic Plane Input Catalog - EGRET - EGS-zs8-1 - EGSY8p7 - Einstein@home - ELODIE - Encyclopedia Astronautica - Encyclopedia of Cosmos - EPIC 249631677 b - EPIC 249893012 b - EPIC 249893012 c - EPIC 249893012 d - eROSITA - ESA (小惑星) - ESO 137-001 - ESO 439-26 - ESO 510-G13 - ESO 97-G13 - ESPRESSO - ESRO 2B - EURECA - EUVE - EXOSAT - E型小惑星 - Failed supernova - FINDS Exo-Earths - FUSE (人工衛星) - F型主系列星 - F型小惑星 - G2 (星雲) - Gaia14aae - GAISH (小惑星) - GALEX (人工衛星) - GCIRS 13E - GJ 1005 - GJ 1061 - GJ 1151 - GJ 1214 - GJ 1214 b - GJ 1245 - GJ 2056 - GJ 3021 - GJ 3082 b - GJ 3379 - GJ 3470 - GJ 3470 b - GJ 3512 - GJ 3929 - Gladii Electorales Saxonici - GN-z11 - GOES 15 - GOI (小惑星) - GRB 060614 - GRB 080319B - GRB 080916C - GRB 090423 - GRB 090429B - GRB 101225A - GRB 110328A - GRB 130603B - GRB 670702 - GRB 970228 - GRB 970508 - GRB 991216 - GREX-PLUS - GSC 02620-00648 - GSC 02652-01324 - GSC 03089-00929 - GSC 03549-02811 - GW170104 - GW170814 - GW170817 - GW190521 - GZK限界 - G型主系列星 - G型小惑星

### H
HII領域 - HabEx - HAL (小惑星) - HARPS-N - HAT-P-1b - HAT-P-2b - HAT-P-3 - HAT-P-3b - HAT-P-4 - HAT-P-4b - HAT-P-5 - HAT-P-5b - HAT-P-6 - HAT-P-6b - HAT-P-7 - HAT-P-7b - HAT-P-8 - HAT-P-8b - HAT-P-9 - HAT-P-9b - HAT-P-11 - HAT-P-11b - HAT-P-12 - HAT-P-12b - HAT-P-13 - HAT-P-13b - HAT-P-14 - HAT-P-14b - HAT-P-15 - HAT-P-21 - HAT-P-23 - HAT-P-26 - HAT-P-29 - HAT-P-34 - HAT-P-36 - HAT-P-38 - HAT-P-40 - HAT-P-42 - HATS-72 - HATネット - HD1 - HD 1 - HD 142 - HD 142 b - HD 1461 - HD 1461 b - HD 1502 - HD 2039 - HD 2039 b - HD 2638 - HD 2638 b - HD 3167 - HD 4113 - HD 4113 b - HD 4203 - HD 4208 - HD 4208 b - HD 4308 - HD 4628 - HD 5388 - HD 5980 - HD 6434 - HD 6718 - HD 6869 - HD 7199 - HD 7924 - HD 8535 - HD 8574 - HD 9446 - HD 9578 - HD 10180 - HD 10180の惑星 - HD 10307 - HD 10780 - HD 11506 - HD 12661 - HD 13931 - HD 13931 b - HD 15082 - HD 15407A - HD 16175 - HD 16760 - HD 17092 - HD 17156 - HD 17156 b - HD 18742 - HD 20367 - HD 20782 - HD 20782 b - HD 20868 - HD 21749 - HD 23079 - HD 23596 - HD 24040 - HD 27894 - HD 28185 - HD 28185 b - HD 28254 - HD 28678 - HD 30177 - HD 30562 - HD 30856 - HD 32518 - HD 33142 - HD 33283 - HD 33564 - HD 34445 - HD 37124 - HD 37605 - HD 38283 - HD 40307 - HD 40307 b - HD 40307 c - HD 40307 d - HD 40307 f - HD 40307 g - HD 40979 - HD 43197 - HD 43691 - HD 44219 - HD 45350 - HD 45652 - HD 47536 - HD 48265 - HD 49674 - HD 49798 - HD 50554 - HD 52265 - HD 63454 - HD 63765 - HD 67087 - HD 68988 - HD 69830 - HD 70642 - HD 72659 - HD 73256 - HD 73534 - HD 74156 - HD 74423 - HD 75289 - HD 75898 - HD 76700 - HD 80606とHD 80607 - HD 80606 b - HD 82886 - HD 82943 - HD 83443 - HD 85390 - HD 85512 b - HD 85951 - HD 86081 - HD 86264 - HD 92788 - HD 93083 - HD 93129A - HD 95086 - HD 96063 - HD 96167 - HD 98219 - HD 98618 - HD 98800 - HD 99109 - HD 100546 - HD 100623 - HD 100655 - HD 100777 - HD 101065 - HD 101930 - HD 102117 - HD 102195 - HD 102272 - HD 102365 - HD 102956 - HD 104304 - HD 104985 - HD 107146 - HD 108147 - HD 108236 - HD 109246 - HD 111232 - HD 114729 - HD 114762 b - HD 115404 - HD 116798 - HD 117618 - HD 118203 - HD 124448 - HD 125612 - HD 128311 - HD 130322 - HD 131399 - HD 131496 - HD 133131 - HD 134064 - HD 136418 - HD 137388 - HD 139139 - HD 140283 - HD 141937 - HD 142415 - HD 145457 - HD 147018 - HD 147506 - HD 147513 - HD 148427 - HD 149026 - HD 149026 b - HD 149143 - HD 152581 - HD 153950 - HD 156411 - HD 158259 - HD 161693 - HD 162826 - HD 164604 - HD 164922 - HD 167042 - HD 167128 - HD 168746 - HD 169830 - HD 170469 - HD 171238 - HD 173416 - HD 173739とHD 173740 - HD 175541 - HD 179949 - HD 180902 - HD 181342 - HD 181720 - HD 183263 - HD 186302 - HD 187085 - HD 187123 - HD 188753 - HD 189733 - HD 189733 b - HD 191939 - HD 191939 b - HD 191939 c - HD 191939 d - HD 192263 - HD 192310 - HD 192699 - HD 194013 - HD 197027 - HD 204313 - HD 205739 - HD 206267A - HD 206610 - HD 208487 - HD 210277 - HD 212771 - HD 213240 - HD 213240 b - HD 213885 - HD 215497 - HD 215497 b - HD 216770 - HD 216770 b - HD 217107 - HD 217107 b - HD 217107 c - HD 218566 - HD 219134 b - HD 219828 - HD 219828 b - HD 221287 - HD 221287 b - HD 221568 - HD 222582 - HD 222582 b - HD 224693 - HD 224693 b - HD 231701 - HD 240210 - HD 240210 b - HD 269810 - HD 290327 - HE 0107-5240 - HE0450-2958 - HE 1327-2326 - HE 1523-0901 - HEAO-1 - HEAO-2 - HEAO-3 - Hen2-104 - Henize 206星雲 - HETE - HH 46/47 - HIP 65 Ab - HIP 5158 - HIP 12961 - HIP 13044 - HIP 13044 b - HIP 14810 - HIP 38594 b - HIP 41378 - HIP 57050 - HIP 65426 - HIP 67522 b - HIP 70849 - HIP 79431 - HIP 85605 - HIP 107772 b - HIP 116454 b - HiZ-GUNDAM - HLX-1 - HMFモデル - HR 858 - HR 5171 - HR 5183 - HR 8799 - HR 8799 b - HR 8799 c - HR 8799 d - HR 8799 e - Hunt for Exomoons with Kepler - HV 2112 - HZ 21

### I-L
IAU (小惑星) - Ia型超新星 - IBEX (人工衛星) - Ib・Ic型超新星 - IC 342 - IC 405 - IC 1101 - IC 1613 - IC 2118 - IC 2177 - IC 2391 - IC 2602 - IC 2944 - IC 4406 - IC 4592 - IC 5146 - ICON (人工衛星) - IGR J17091-3624 - II型ケフェイド変光星 - II型超新星 - IKAROS - IMAGE (人工衛星) - IRAM30m望遠鏡 - IRAS - IRAS 00500+6713 - IRAS 16293-2422 - IRAS 17163-3907 - IRAS 18059-3211 - IRAS・荒貴・オルコック彗星 - IRAS彗星 - IRAS彗星 (126P) - IRC-10414 - IRTS - ISEE-3/ICE - ISO (小惑星) - ISOHDFS 27 - ITA (小惑星) - IUE - J002E3 - J0313-1806 - J2000.0 - JACK大宮 - JASMINE計画 - JPL Horizons On-Line Ephemeris System - JPL Small-Body Database - JUICE (探査機) - J型小惑星 - K2ミッションで発見された太陽系外惑星の一覧 - K2-3 - K2-18 - K2-18b - K2-19 - K2-24 - K2-28 - K2-32 - K2-58 - K2-72 - K2-72e - K2-99b - K2-138 - K2-187 - K2-229 - K2-229b - K2-384 - K2-2016-BLG-0005Lb - KAGAYA - KAGRA - KELT-9b - Kepler Input Catalog - Kepler object of interest - KIAM (小惑星) - KIC 8462852 - KIC 9832227 - Kilodegree Extremely Little Telescope - KISSプロジェクト - KITSAT-A - KMT-2019-BLG-2073 - KOI-5 - KOI-74b - KOI-456.04 - KOI-1843.03 - KOI-4878.01 - Kojima-1L - KStars - K型主系列星 - K型小惑星 - L 168-9 - L5協会 - LB 11146 - LBQS 1429-008 - LBV 1806-20 - LHS 288 - LHS 292 - LHS 1140b - LHS 1723 - LHS 1815 b - LHS 3844 - LHS 3844 b - LINEAR彗星 (165P) - LINEAR彗星 (176P) - LINEAR彗星 (354P) - LISA パスファインダー - LiteBIRD - LTT 1445 - LOFAR - LP 890-9 - LP 890-9 c - LP 944-20 - LTT 9779 - LUNAR DREAM CAPSULE PROJECT - LunIR - Lupus-TR-3 - Lupus-TR-3b - L型小惑星

### M
M1-92 - M2 (天体) - M3 (天体) - M4 (天体) - M5 (天体) - M6 (天体) - M7 (天体) - M9 (天体) - M10 (天体) - M11 (天体) - M12 (天体) - M13 (天体) - M14 (天体) - M15 (天体) - M18 (天体) - M19 (天体) - M21 (天体) - M22 (天体) - M23 (天体) - M24 (天体) - M25 (天体) - M26 (天体) - M28 (天体) - M29 (天体) - M30 (天体) - M32 (天体) - M34 (天体) - M35 (天体) - M36 (天体) - M37 (天体) - M38 (天体) - M39 (天体) - M40 (天体) - M41 (天体) - M43 (天体) - M46 (天体) - M47 (天体) - M48 (天体) - M49 (天体) - M50 (天体) - M51-ULS-1b - M52 (天体) - M53 (天体) - M54 (天体) - M55 (天体) - M56 (天体) - M58 (天体) - M59 (天体) - M60 (天体) - M61 (天体) - M62 (天体) - M63 (天体) - M65 (天体) - M66 (天体) - M67 (天体) - M68 (天体) - M69 (天体) - M70 (天体) - M71 (天体) - M72 (天体) - M73 (天体) - M74 (天体) - M75 (天体) - M76 (天体) - M77 (天体) - M78 (天体) - M79 (天体) - M80 (天体) - M81 (天体) - M82 (天体) - M83 (天体) - M84 (天体) - M85 (天体) - M86 (天体) - M87 (天体) - M88 (天体) - M89 (天体) - M90 (天体) - M91 (天体) - M92 (天体) - M93 (天体) - M94 (天体) - M95 (天体) - M96 (天体) - M98 (天体) - M99 (天体) - M100 (天体) - M101 (天体) - M102 (天体) - M103 (天体) - M105 (天体) - M106 (天体) - M107 (天体) - M108 (天体) - M109 (天体) - M110 (天体) - MACHO - MACS0647-JD - MACS1149-JD - MASCOT (ランダー) - MAGIC (望遠鏡) - MAROON-X - MASTER彗星 (C/2020 F5) - MAVEN - MAXI J1910-057/Swift J1910.2-0546 - MEarth - MeerKAT - Mel 71 - Mel 111 - Mercury-P - Microlensing Observations in Astrophysics - MOA-2007-BLG-192L - MOA-2007-BLG-192Lb - MOA-2007-BLG-400Lb - MOA-2008-BLG-310L - MOA-2008-BLG-310Lb - MOA-2011-BLG-293Lb - MOA-2011-BLG-262L b - MOA-2015-BLG-337 b - MOMO (ロケット) - MOST (人工衛星) - Multi-site All-Sky Camera - Mz 3 - M型小惑星

### N
NameExoWorlds - Nano-JASMINE - NASA (小惑星) - NASA Exoplanet Archive - NASAが制定したガンマ線天体の星座 - NEARシューメーカー - NEAT彗星 (189P) - NEOSSat - NEOWISE彗星 (C/2020 F3) - NFWプロファイル - NGC 1 - NGC 2 - NGC 3 - NGC 4 - NGC 5 - NGC 7 - NGC 8 - NGC 9 - NGC 10 - NGC 11 - NGC 12 - NGC 13 - NGC 14 - NGC 15 - NGC 16 - NGC 17 - NGC 18 - NGC 19 - NGC 20 - NGC 21 - NGC 22 - NGC 23 - NGC 24 - NGC 25 - NGC 26 - NGC 27 - NGC 28 - NGC 30 - NGC 31 - NGC 32 - NGC 33 - NGC 35 - NGC 36 - NGC 37 - NGC 38 - NGC 39 - NGC 40 - NGC 41 - NGC 42 - NGC 43 - NGC 44 - NGC 45 -NGC 46 - NGC 47 - NGC 48 - NGC 49 - NGC 50 - NGC 51 - NGC 52 - NGC 53 - NGC 54 - NGC 55 - NGC 57 - NGC 59 - NGC 60 - NGC 80 - NGC 82 - NGC 83 - NGC 87 - NGC 88 - NGC 89 - NGC 91 - NGC 92 - NGC 145 - NGC 147 - NGC 162 - NGC 185 - NGC 188 - NGC 206 - NGC 246 - NGC 247 - NGC 252 - NGC 253 - NGC 281 - NGC 288 - NGC 300 - NGC 308 - NGC 310 - NGC 313 - NGC 316 - NGC 362 - NGC 390 - NGC 400 - NGC 401 - NGC 402 - NGC 408 -NGC 453 - NGC 457 - NGC 474 - NGC 510 - NGC 514 - NGC 520 - NGC 559 - NGC 595 - NGC 604 - NGC 625 - NGC 634 - NGC 663 - NGC 752 - NGC 772 - NGC 891 - NGC 895 - NGC 1055 - NGC 1073 - NGC 1087 - NGC 1097 - NGC 1232 - NGC 1234 - NGC 1260 - NGC 1261 - NGC 1275 - NGC 1277 - NGC 1300 - NGC 1313 - NGC 1360 - NGC 1365 - NGC 1512 - NGC 1555 - NGC 1600 - NGC 1637 - NGC 1672 - NGC 1705 - NGC 1806 - NGC 1851 - NGC 1988 - NGC 1995 - NGC 1999 - NGC 2024 - NGC 2060 - NGC 2080 - NGC 2169 - NGC 2174 - NGC 2207とIC 2163 - NGC 2217 - NGC 2244 - NGC 2261 - NGC 2346 - NGC 2359 - NGC 2360 - NGC 2362 - NGC 2403 - NGC 2419 - NGC 2438 - NGC 2442/2443 - NGC 2477 - NGC 2506 - NGC 2516 - NGC 2683 - NGC 2770 - NGC 2775 - NGC 2787 - NGC 2867 - NGC 2915 - NGC 2976 - NGC 2997 - NGC 3054 - NGC 3079 - NGC 3109 - NGC 3115 - NGC 3132 - NGC 3184 - NGC 3195 - NGC 3201 - NGC 3310 - NGC 3314 - NGC 3370 - NGC 3382 - NGC 3532 - NGC 3552 - NGC 3593 - NGC 3596 - NGC 3603-A1 - NGC 3626 - NGC 3628 - NGC 3766 - NGC 3949 - NGC 3953 - NGC 3982 - NGC 3992 - NGC 4026 - NGC 4027 - NGC 4030 - NGC 4151 - NGC 4214 - NGC 4216 - NGC 4236 - NGC 4244 - NGC 4308 - NGC 4314 - NGC 4319 - NGC 4372 - NGC 4395 - NGC 4414 - NGC 4449 - NGC 4559 - NGC 4565 - NGC 4567とNGC 4568 - NGC 4609 - NGC 4618 - NGC 4625 - NGC 4631 - NGC 4697 - NGC 4725 - NGC 4755 - NGC 4833 - NGC 4889 - NGC 4945 - NGC 5005 - NGC 5010 - NGC 5033 - NGC 5078 - NGC 5084 - NGC 5189 - NGC 5195 - NGC 5248 - NGC 5253 - NGC 5286 - NGC 5315 - NGC 5474 - NGC 5584 - NGC 5694 - NGC 5713 - NGC 5823 - NGC 5866 - NGC 6002 - NGC 6025 - NGC 6027 - NGC 6067 - NGC 6087 - NGC 6101 - NGC 6124 - NGC 6193 - NGC 6231 - NGC 6240 - NGC 6302 - NGC 6334 - NGC 6352 - NGC 6357 - NGC 6369 - NGC 6397 - NGC 6537 - NGC 6541 - NGC 6729 - NGC 6744 - NGC 6745 - NGC 6752 - NGC 6822 - NGC 6826 - NGC 6872とIC 4970 - NGC 6885 - NGC 6888 - NGC 6934 - NGC 6946 - NGC 7006 - NGC 7129 - NGC 7243 - NGC 7317 - NGC 7318 - NGC 7319 - NGC 7320 - NGC 7331 - NGC 7479 - NGC 7522 - NGC 7635 - NGC 7662 - NGC 7742 - NGC 7790 - NGC 7793 - NGC 7814 - NGTS-1b - NGTS-4b - NGTS-11b - NGTS-12 - NGTS-13 - NGTS-14Ab - NICER - NOT (小惑星) - NSF国立光赤外線天文学研究所 - NuSTAR - NWA 1934 - NWA 4734 - NWA 7034 - NWA 7325 - N体シミュレーション

### O
OB型星 - OCA-DLR小惑星サーベイ - ODINUS - OGLE-2003-BLG-235/MOA-2003-BLG-53 - OGLE-2003-BLG-235Lb/MOA-2003-BLG-53Lb - OGLE-2005-BLG-071L - OGLE-2005-BLG-071Lb - OGLE-2005-BLG-169L - OGLE-2005-BLG-169Lb - OGLE-2005-BLG-390L - OGLE-2005-BLG-390Lb - OGLE-2006-BLG-109L - OGLE-2006-BLG-109Lb - OGLE-2006-BLG-109Lc - OGLE-2007-BLG-368L - OGLE-2007-BLG-368Lb - OGLE-2016-BLG-1928 - OGLE-2018-BLG-0677L b - OGLE-TR-10 - OGLE-TR-56 - OGLE-TR-56b - OGLE-TR-111 - OGLE-TR-111b - OGLE-TR-113 - OGLE-TR-113b - OGLE-TR-132 - OGLE-TR-132b - OGLE-TR-182 - OGLE-TR-182b - OGLE-TR-211 - OGLE-TR-211b - OGLE2-TR-L9 - OGLE2-TR-L9b - OJ 287 - OKEANOS - Optical Gravitational Lensing Experiment - orbit@home - OWL望遠鏡 - O型主系列星 - O型小惑星

### P-S
PCAS - PDS 70 - PG1159型星 - PH1b - PICARD (人工衛星) - PJ352-15 - PLATO (宇宙望遠鏡) - PROBA-2 - Probing Lensing Anomalies Network - PROCYON - PS1-10afx - PSO J030947.49+271757.31 - PSO J318.5338-22.8603 - PSR B1257+12 - PSR B1257+12 A - PSR B1257+12 B - PSR B1257+12 C - PSR B1257+12 D - PSR B1509-58 - PSR B1620-26 - PSR B1620-26 b - PSR B1913+16 - PSR B1919+21 - PSR B1937+21 - PSR J0537-6910 - PSR J0737-3039 - PSR J1719-1438 - PSR J1719-1438 b - PSR J1748-2446ad - PSR J1909-3744とEQ J190947-374414 - PTF11kx - P型小惑星 - Qatar Exoplanet Survey - Qiball - QSO B1146+111 - QSO B1359+154 - QSO J0005-0006 - QSO J0635-7516 - Quasi-star - Q型小惑星 - R85 - R136 - R136a1 - R136a2 - R136a3 - R136c - RATAN-600 - RCWカタログ - RD1 - RG 0050-2722 - RHESSI - ROSAT - Rp過程 - RT-70 - RX J0822-4300 - RXTE - R型小惑星 - S Ori 70 - S/2000 (1998 WW31) 1 - S/2001 (2001 QW322) 1 - S/2001 (66063) 1 - S/2001 (66391) 1 - S/2003 J 2 - S/2003 J 3 - S/2003 J 4 - S/2003 J 5 - S/2003 J 9 - S/2003 J 10 - S/2003 J 12 - S/2003 J 15 - S/2003 J 16 - S/2003 J 18 - S/2003 J 19 - S/2003 J 23 - S/2003 J 24 - S/2004 S 3 - S/2004 S 4 - S/2004 S 6 - S/2004 S 7 - S/2004 S 12 - S/2004 S 13 - S/2004 S 17 - S/2004 S 20 - S/2004 S 21 - S/2004 S 22 - S/2004 S 23 - S/2004 S 24 - S/2004 S 25 - S/2004 S 26 - S/2004 S 27 - S/2004 S 28 - S/2004 S 29 - S/2004 S 30 - S/2004 S 31 - S/2004 S 32 - S/2004 S 33 - S/2004 S 34 - S/2004 S 35 - S/2004 S 36 - S/2004 S 37 - S/2004 S 38 - S/2004 S 39 - S/2006 S 1 - S/2006 S 3 - S/2007 S 2 - S/2007 S 3 - S/2009 S 1 - S/2010 J 1 - S/2010 J 2 - S/2011 J 1 - S/2011 J 2 - S/2015 (136472) 1 - S/2016 J 1 - S/2016 J 2 - S/2017 J 1 - S/2017 J 2 - S/2017 J 3 - S/2017 J 4 - S/2017 J 5 - S/2017 J 6 - S/2017 J 7 - S/2017 J 8 - S/2017 J 9 - S/2018 J 1 - S/2019 S 1 - S/2020 (2020 BX12) 1 - S2 (恒星) - S5 0014+81 - S14 - Sagittarius Window Eclipsing Extrasolar Planet Search - SAMPEX - SAS-2 - S・A・ミッチェル (小惑星) - SCP 06F6 - SCR 1845-6357 - SDSS J0013+1523 - SDSS J065133.338+284423.37 - SDSS J0946+1006 - SDSS J1004+411 - SDSS J110217.48+411315.4 - SDSS J122859.92+104033.0 - SEGUE 2 - SETI@home - SETI協会 - SGR 0418+5729 - SGR 1806-20 - Sh2-101 - Sh2-155 - Sh2-274 - SHGb02+14a - SIMBAD - SMACS J0723.3–7327 - SME (人工衛星) - SMSS J031300.36-670839.3 - SN 185 - SN 386 - SN 393 - SN 1000+0216 - SN 1006 - SN 1054 - SN 1572 - SN 1987A - SN 2002bj - SN 2005ap - SN 2005gj - SN 2005gl - SN 2006gy - SN 2006jc - SN 2007bi - SN 2008D - SN 2011dh - SN 2011fe - SN 2014J - SN 2020fqv - SOAR 望遠鏡 - SOHO (探査機) - SOHO彗星 (322P) - SOHO彗星 (C/2007 M5) - Solar-C EUVST - SonotaCo Network - SOPHIE - SORCE - SPHEREx - SS 433 - SSSPM J1549-3544 - Stellarium - Stephenson 2-18 - STEREO - STS-9 - STS-30 - STS-31 - STS-34 - STS-37 - STS-45 - STS-51 - STS-51-F - STS-54 - STS-55 - STS-56 - STS-61 - STS-61-C - STS-63 - STS-66 - STS-67 - STS-69 - STS-85 - STS-93 - STS-95 - STSAT-3 - SWAN彗星 (C/2002 O6) - SWAN彗星 (C/2020 F8) - SWAN彗星 (P/2005 T4) - SWARM (人工衛星) - SWAS - SWEEPS-04 - SWEEPS-11 - Swift J174510.8-262411 - S型星 - S型小惑星

### T-Z
TAMA300 - Terrestrial Planet Finder - TESS - TESS Follow-up Observing Program - TESS Hunt for Young and Maturing Exoplanets - TESS object of interest - TESSが発見した惑星の一覧 - The Sky - The TESS-Keck Survey - TIC 168789840 - TN J0924-2201 - TOI-125 - TOI-125 d - TOI-157 b - TOI-169 b - TOI-174 - TOI-175 - TOI-175 b - TOI-175 c - TOI-178 - TOI-257 b - TOI-270 - TOI-451 - TOI-500 - TOI-540 b - TOI-561 - TOI-677 b - TOI-696 - TOI-700 - TOI-700 b - TOI-700 c - TOI-700 d - TOI-712 - TOI-732 - TOI-755 - TOI-763 - TOI-849 b - TOI-1130 - TOI-1246 - TOI-1266 - TOI-1338 - TOI-1338 b - TOI-1452 b - TOI-1670 - TOI-1728 b - TOI-1749 - TOI-2076 - TOI-2109 b - TOI-2180 b - TOI-2202 - TOI-2257 b - TOI-2285 b - TOI-2319 - TOI-4599 - TRACE - TRAPPIST - TRAPPIST-1 - TRAPPIST-1b - TRAPPIST-1c - TRAPPIST-1d - TRAPPIST-1e - TRAPPIST-1f - TRAPPIST-1g - TRAPPIST-1h - TRAPPIST-1i - TrES-1 - TrES-2 - TrES-3-TrES-4 - TSUBAME (人工衛星) - TTV法によって発見された太陽系外惑星の一覧 - TUGSAT-1 - TVLM 513-46546 - TYC 2505-672-1 - TYC 8241 2652 1 - TYC 8998-760-1 - T型小惑星 - U1.27 - UDF 423 - UDF 542 - UDF 2150 - UDF 2457 - UDF 7556 - UDF12-3895-7114 - UDF12-3921-6322 - UDF12-3947-8076 - UDF12-4106-7304 - UDF12-4265-7049 - UDF12-4344-6547 - UDFj-39546284 - UESAC - UGC 2885 - UGPS 0722-05 - ULAS J1120+0641 - ULAS J1342+0928 - UNITEC-1 - V774104 - VB 10 - VERA - VFTS 102 - VFTS 352 - Virgo - VIRGOHI21 - VizieR - VSOP計画 - V型小惑星 - W 49B - WASP-1 - WASP-1b - WASP-2 - WASP-2b - WASP-3 - WASP-3b - WASP-4 - WASP-4b - WASP-5 - WASP-5b - WASP-6 - WASP-6b - WASP-7 - WASP-7b - WASP-8 - WASP-8b - WASP-9 - WASP-10 - WASP-10b - WASP-11/HAT-P-10 - WASP-11b/HAT-P-10b - WASP-12 - WASP-12b - WASP-13 - WASP-13b - WASP-14 - WASP-14b - WASP-15 - WASP-15b - WASP-16 - WASP-16b - WASP-17 - WASP-17b - WASP-18 - WASP-18b - WASP-19 - WASP-19b - WASP-20 - WASP-20b - WASP-21 - WASP-22 - WASP-24 - WASP-28b - WASP-32 - WASP-34 - WASP-38 - WASP-39 - WASP-43 - WASP-43b - WASP-47 - WASP-50 - WASP-52 - WASP-60 - WASP-62 - WASP-63 - WASP-64 - WASP-69 - WASP-71 - WASP-72 - WASP-76b - WASP-79 - WASP-80 - WASP-96b - WASP-107b - WASP-108 - WASP-121 - WASP-121b - WASP-148 - WASP-161 - WD 0806-661 - WD 0810-353 - WD 1145+017 b - WD 1425+540 - WD 1856+534 - WD 1856+534 b - Wikisky - WIND (探査機) - WIRE (人工衛星) - WISE 0410+1502 - WISE J085510.83-071442.5 - WISE J104915.57-531906.1 - WISE J224607.57-052635.0 - WISEPA J182831.08+265037.8 - WISE彗星 - WISE彗星 (245P) - WIYN (小惑星) - WMAP - WMAPコールドスポット - W・M・ケック天文台 - WOH G64 - Wow! シグナル - WR 102ka - WR 104 - WR 112 - WR 134 - WRESAT - XEUS - XMASS - XMM-Newton - XO-1 - XO-1b - XO-2 - XO-2Nb - XO-3 - XO-3b - XO-4 - XO-4b - XO-5 - XO-5b - XO-6b - XO-7b - XO望遠鏡 - X型小惑星 - X線観測衛星 - X線天文学 - X線バースター - X線パルサー - X線分光撮像衛星 - X線連星 - YSES 2b - YORP (小惑星) - ZABADAK (小惑星) - ZERO (ロケット) - Z項 - Zの会 (小惑星)

### ギリシア文字
κ機構 - Λ-CDMモデル - Ω星団

### 記号
(3708) 1974 FV1 - (4953) 1990 MU - (6178) 1986 DA - (7482) 1994 PC1 - (7760) 1990 RW3 - (10302) 1989 ML - (15810) 1994 JR1 - (15874) 1996 TL66 - (20826) 2000 UV13 - (26308) 1998 SM165 - (29075) 1950 DA - (31669) 1999 JT6 - (35396) 1997 XF11 - (45802) 2000 PV29 - (52768) 1998 OR2 - (53319) 1999 JM8  - (55565) 2002 AW197 - (55636) 2002 TX300 - (55637) 2002 UX25 - (59358) 1999 CL158 - (65407) 2002 RP120 - (66063) 1998 RO1 - (66391) 1999 KW4 - (83983) 2002 GE39 - (84522) 2002 TC302 - (84922) 2003 VS2 - (87269) 2000 OO67 - (89959) 2002 NT7 - (90568) 2004 GV9 - (98943) 2001 CC21 - (99907) 1989 VA - (101429) 1998 VF31 - (119979) 2002 WC19 - (120348) 2004 TY364 - (121514) 1999 UJ7 - (124695) 2001 SR136 - (136617) 1994 CC - (143649) 2003 QQ47 - (145451) 2005 RM43 - (145452) 2005 RN43 - (152679) 1998 KU2 - (153591) 2001 SN263 - (153814) 2001 WN5 - (162000) 1990 OS - (163249) 2002 GT - (202421) 2005 UQ513 - (208996) 2003 AZ84 - (225088) 2007 OR10 - (229762) Gǃkúnǁʼhòmdímà - (278361) 2007 JJ43 - (285263) 1998 QE2 - (300163) 2006 VW139 - (307261) 2002 MS4 - (308635) 2005 YU55 - (308933) 2006 SQ372 - (309239) 2007 RW10 - (311999) 2007 NS2 - (323137) 2003 BM80 - (325749) 2009 WC53 - (343158) 2009 HC82 - (367789) 2011 AG5 - (374851) 2006 VV2 - (419624) 2010 SO16 - (444030) 2004 NT33 - (445473) 2010 VZ98 - (459883) 2007 EB26 - (469219) 2016 HO3 - (469306) 1999 CD158 - (471143) 2010 EK139 - (523639) 2010 RE64 - (523731) 2014 OK394 - (523759) 2014 WK509 - (523794) 2015 RR245 - (524522) 2002 VE68 - (532037) 2013 FY27 - (541132) 2015 TG387 - (543354) 2014 AN55 - (589683) 2010 RF43 - (594913) 2020 AV2

## ア行

### あ
アークティカ (小惑星) - アークトゥルス - アークトゥルス・ストリーム - アークミニット・マイクロケルビン・イメージャー - アーサー・C・クラーク - アーサー・エディントン - アーサー・ミラー (小惑星) - アーダルベルタ (小惑星) - アーダルベルト・クリューガー - アーデルグンデ (小惑星) - アーデルハイト (小惑星) - アーネ (小惑星) - アーネスト・ウィリアム・ブラウン - アーネスト・ジョンソン - アーノルダ (小惑星) - アーノルド・クレモラ - アーバサクサ (小惑星) - アープ・アトラス - アーミスティシア (小惑星) - アームストロング (小惑星) - アーリヤバタ - アーリヤバタ (人工衛星) - アールグンデ (小惑星) - アールチェ (小惑星) - アーレンザ (小惑星) - アイーダ (小惑星) - アイガイオン (衛星) - アイザック・ニュートン - アイザック・ニュートン (小惑星) - アイジンガー (小惑星) - アイスキューブ・ニュートリノ観測所 - アイスクラピア (小惑星) - アイソン彗星 - アイダミナ (小惑星) - 会津 (小惑星) - アイトネ (衛星) - アイナー・ヘルツシュプルング - 愛の入江 - アイヒスフェルディア (小惑星) - アイボール・アース - 姶良市 (小惑星) - アイリス星雲 - アインシュタイン (小惑星) - アインシュタインの十字架 - アインシュタイン半径 - アヴィニョン (小惑星) - アウエ (小惑星) - アウグスタ (小惑星) - アウグスト・コプフ - アヴシュク (小惑星) - アウソニア (小惑星) - アウトノエ (衛星) - アウトノマ (小惑星) - アウレリア (小惑星) - アウロラ (小惑星) - アエオリア (小惑星) - アエギナ (小惑星) - アエグレ (小惑星) - アエテルニタス (小惑星) - アエトゥサ (小惑星) - アエトラ (小惑星) - アエトリア (小惑星) - アエネアス (小惑星) - アエミリア (小惑星) - アエリア (小惑星) - アエリータ (小惑星) - アエンナ (小惑星) - 青色はぐれ星 - アオエデ (衛星) - 青木昌勝 - アオテアロア (小惑星) - 青葉 (小惑星) - 青森 (小惑星) - 青森市中央市民センター - アオラキ (小惑星) - アガーテ (小惑星) - アカイア (小惑星) - 赤い長方形星雲 - アカエイ星雲 - 明石 (小惑星) - アガシー (小惑星) - 明石市立天文科学館 - 縣秀彦 - あかつき (探査機) - アカデミア (小惑星) - 赤羽賢司 - 赤平清蔵 (小惑星) - アガメムノン (小惑星) - あかり (人工衛星) - 明るい恒星の一覧 - 秋田 (小惑星) - 秋田ふるさと村 - 秋津島 (小惑星) - 秋山 (小惑星) - 秋山万喜夫 - アギラール (小惑星) - アキレス (小惑星) - アクィタニア (小惑星) - アクイレギア (小惑星) - 悪石島 (小惑星) - アクティブSETI - アグニア (小惑星) - アグネス (小惑星) - アグネス・クラーク - アグラオニケ - アグラヤ (小惑星) - アグリコラ (小惑星) - アグリッパ (天文学者) - アグリッピナ (小惑星) - アクロマート - アグンティーナ (小惑星) - あけぼの (人工衛星) - 上松 (小惑星) - アケルナル - 亜恒星天体 - 赤穂 (小惑星) - アコンカグア (小惑星) - 朝霧 (小惑星) - 麻田剛立 - 旭川市科学館 サイパル - 朝比奈 (小惑星) - アサフ (小惑星) - アサフ・ホール - 浅見敦夫 - アザレア (小惑星) - アジア (小惑星) - アジアーゴDLR小惑星サーベイ - アジア太平洋地域宇宙機関会議 - アジアの宇宙競争 - アシェン光 - 足摺 (小惑星) - 蘆野敬三郎 - アジムシュカイ (小惑星) - アシュブルック (小惑星) - アシュブルック・ジャクソン彗星 - アズール (人工衛星) - あすか (人工衛星) - アスカシ (小惑星) - アスキー (小惑星) - アスク (小惑星) - アスクレピウス (小惑星) - アスケラ (小惑星) - 梓川 (小惑星) - アスタ (小惑星) - あすたむらんど徳島 - アスタルテ (小惑星) - アステリア (小惑星) - アステリズム - アステロード (小惑星) - アステローペ (小惑星) - アストラエア (小惑星) - アストリッド (小惑星) - アストロサット -アストロノーティカ (小惑星) - アストロノミー - アストロノミー・アンド・アストロフィジックス - アストロノミカルジャーナル - アストロノミシェ・ナハリヒテン - アストロフィジカルジャーナル - アストロラーベ - アストロン (人工衛星) - アスパシア (小惑星) - アスプリンダ (小惑星) - アスポリナ (小惑星) - アスボルス (小惑星) - アスレーク (小惑星) - アソシエーション (天文学) - アタカマ宇宙論望遠鏡 - アタカマ大型ミリ波サブミリ波干渉計 - アタナシア (小惑星) - アタマンティス (小惑星) - 熱海 (小惑星) - アダム・カリー (小惑星) - アダムズ (小惑星) - アダム・マシンガー - アダム・リース (天体物理学者) - アタラ (小惑星) - 安曇野 (小惑星) - アタランテ (小惑星) - アタリア (小惑星) - 安家洞 (小惑星) - 厚木市子ども科学館 - アック (小惑星) - アッティカ (小惑星) - アッティラ (小惑星) - あつひろ・たいせい (小惑星) - アッベ式接眼鏡 - アッペンツェラ (小惑星) - アテ (小惑星) - アティラ (小惑星) - アティラ群 - アデーレ (小惑星) - アデオナ (小惑星) - アテネ (小惑星) - アデリンダ (小惑星) - アデレード (小惑星) - アテン (小惑星) - アテン群 - アデン・マイネル - アトール (小惑星) - アトキンソン (小惑星) - アトッサ (小惑星) - アドニス (小惑星) - アドメテ (小惑星) - アドラー・プラネタリウム・アンド・天文学博物館 - アトラス (衛星) - アドラステア (衛星) - アドラステア (小惑星) - アトランティス・カオス - アドリア (小惑星) - アドリアナ (小惑星) - アドルフィーネ (小惑星) - アドレア (小惑星) - アトロポス (小惑星) - アナクサゴラス (小惑星) - アナクレオン (小惑星) - アナコスティア (小惑星) - アナスタシア (小惑星) - アナスチグマート - アナトーリヤ (小惑星) - アナトール・フランス (小惑星) - アナヒタ (小惑星) - アナ・ルシア (小惑星) - アナンケ (衛星) - アナンケ群 - アニ (小惑星) - アニーカ (小惑星) - アニー・J・キャノン賞 - アニー・ジャンプ・キャノン - アニトラ (小惑星) - アヌビス (小惑星) - アヌベルシュヌ (小惑星) - アネット (小惑星) - アノマロカリス (小惑星) - アブー・アリー・ハイヤート - アブストラクタ (小惑星) - アブノバ (小惑星) - アフマートヴァ (小惑星) - アプラナート - アフリカ (小惑星) - アフロディーテ (小惑星) - アブンダンティア (小惑星) - 阿部修 - 安部裕史 - アペラ (小惑星) - アポクロマート - アポフィス (小惑星) - アポロ (小惑星) - アポロ5号 - アポロ8号 - アポロ11号 - アポロ12号 - アポロ14号 - アポロ15号 - アポロ16号 - アポロ17号 - アポロA-105 - アポロ群 - アポロ・ソユーズテスト計画 - アポロニア (小惑星) - アマースティア (小惑星) - アマゾーネ (小惑星) - アマタ (小惑星) - アマチュア天文学 - アマテラス (小惑星) - アマテル - アマテル (惑星) - 天の川 - アマラスンタ (小惑星) - アマリア (小惑星) - アマリリス (小惑星) - アマルテア (衛星) - アマルテア (小惑星) - アマンダ (小惑星) - アミーチ (小惑星) - アミキティア (小惑星) - 網状星雲 - アムネスティア (小惑星) - アムネリス (小惑星) - アムブロシア (小惑星) - アムン (小惑星) - アムンゼニア (小惑星) - アメデ・ムーシェ - アメノウズメ (小惑星) - アメリア (小惑星) - アメリカ (小惑星) - アメリカ海軍天文台 - アメリカ国立電波天文台 - アメリカ天文学会 - アメリカ変光星観測者協会 - アメンエムヘト (小惑星) - アモール (小惑星) - アモール群 - アヤ (小惑星) - 綾子 (小惑星) - 愛子 (小惑星) - あやぱに (小惑星) - 綾部市天文館パオ - 新井優 - アラウダ (小惑星) - アラガスタ (小惑星) - 荒貴源一 - 荒木俊馬 - 荒木博志 - アラクネ (小惑星) - アラゴ (小惑星) - あらせ - アラビア (小惑星) - アラビス (小惑星) - アラベラ (小惑星) - アラリア (小惑星) - アラン・グース - アラン・ヘール (天文学者) - アラン・モーリー - アラン・リゴー彗星 - アラン・ローラン彗星 - アリアドネ (小惑星) - アリーネ (小惑星) - アリエル (衛星) - アリエル1号 - アリエル5号 - アリエルの地形一覧 - アリコスキ (小惑星) - アリス (小惑星) - アリスタイオス (小惑星) - アリスタルコス - アリスタルコス (小惑星) - アリスタルフ・ベロポルスキ - アリストテレス - アリゾナ (小惑星) - アリンダ (小惑星) - アリンダ族 - アルヴァン・クラーク - アルヴァン・グラハム・クラーク - アルヴィネ (小惑星) - アルエット (小惑星) - アル＝カーシー - アルカディア (小惑星) - アルカトオス (小惑星) - アルキメデス - アルキュオネウス (電波銀河) - アルクメーネ (小惑星) - アルケ (衛星) - アルケステ (小惑星) - アルゲランダー (小惑星) - アルゲランダー記法 - アルゴ座 - アルコル - アルゴル - アルゴル型変光星 - アルゴルパラドックス - アルザシア (小惑星) - アルシノエ (小惑星) - アルジュナ群 - アル・スーフィー (小惑星) - アルステーデ (小惑星) - アルゼンチーナ (小惑星) - アルタイル - アルタイルへのメッセージ - アルタエア (小惑星) - アルチーデ (小惑星) - アルテク (小惑星) - アルデバラン - アルデバランb - アルテミス (小惑星) - アルテミス・コロナ - アルデュイナ (小惑星) - アルトゥル・アウヴェルス - アルトゥール・クラウス (小惑星) - アルトドルファー (小惑星) - アルノ・ヴァハマン - アルノルト・シュヴァスマン - アルヒェンホルト (小惑星) - アルヒェンホルト天文台 - アルビオリックス (衛星) - アルビオン (小惑星) - アルビレオ - アルファ磁気分光器 - アルファ反応 - アルファ・ベータ・ガンマ理論 - アルトナ (小惑星) - アルニカ (小惑星) - アルバート・ウィルソン - アルハゼン (小惑星) - アルハンブラ (小惑星) - アルビノーニ (小惑星) - アルファルド - アルフォンシーナ (小惑星) - アルフォンス・ボレリー - アルフラガヌス - アルフレート・ボーアマン - アルフレッド・シュミット (天文学者) - アル・プロホロフ (小惑星) - アルベド - アルベド地形 - アルベニス (小惑星) - アルベルト (小惑星) - アルベルト・アインシュタイン - アルベルト・ブルゼフスキ - アルベルト・マルト - アルマ (小惑星) - アルマゲスト - アルミーダ (小惑星) - アルメニア (小惑星) - アルメリア (小惑星) - アルモル (小惑星) - アルロン (小惑星) - 亜鈴状星雲 - アレーテ (小惑星) - アレキサンダー・ウィルソン (天文学者) - アレキサンダー・ボクセンバーグ - アレキパ (小惑星) - アレクサンダー・ジェイミソン - アレクサンダー・フォーブズ - アレクサンドラ (小惑星) - アレクサンドリアのテオン - アレクサンドリアのメネラウス - アレクサンドル・ザイツェフ (天文学者) - アレクサンドル・ショーマス - アレクサンドル・ドイチュ - アレクサンドル・パングレ - アレクサンドル・フリードマン - アレクシス・クレロー - アレクセイ・トルストイ (小惑星) - アレクセイ・ハンスキイ - アレクト (小惑星) - アレゲニア (小惑星) - アレシボ天文台 - アレシボ・メッセージ - アレッタ (小惑星) - アレテイア (小惑星) - アレトゥーサ (小惑星) - アレマニア (小惑星) - アレンダ (小惑星) - アレン・テレスコープ・アレイ - アローザ (小惑星) - アロコス (小惑星) - アロンソ (小惑星) - 淡路 (小惑星) - アンカイオス (小惑星) - アンカラ (小惑星) - アンガラ (小惑星) - アングロ・オーストラリアン惑星探査 - アンゲリカ (小惑星) - 暗黒銀河 - 暗黒星雲 - 暗黒星雲の一覧 - 暗黒物質 - アンゴラ (小惑星) - アンサ (小惑星) - アンジェリーナ (小惑星) - 暗視装置 - アンソール (小惑星) - アンソニー・アヴェニ - アンタレス - アンテ (衛星) - アンティオペ (小惑星) - アンティキティラ島の機械 - アンティクレイア (小惑星) - アンティゴネ (小惑星) - アンティノウス座 - アンデルス・セルシウス - アンテロス (小惑星) - 安藤裕康 (天文学者) - 安藤有益 - 安徳 (小惑星) - アントニア (小惑星) - アントニア・モーリ - アントニー・ヒューイッシュ - アントニーン・ムルコス - アントニオ・アベッティ - アントニオ・デ・ウジョーア - アントニン・ベチヴァル - アンドリュー・グラハム - アンドルシェフカ天文観測所 - アンドレア・ゲズ - アンドレアス・セラリウス - アンドレア・ボアッティーニ - アンドレ・パトリー - アンドロマケ (小惑星) - アンドロメダ銀河 - アンドロメダ銀河の伴銀河一覧 - アンドロメダ座 - アンドロメダ座2番星 - アンドロメダ座7番星 - アンドロメダ座8番星 - アンドロメダ座14番星 - アンドロメダ座15番星 - アンドロメダ座51番星 - アンドロメダ座I - アンドロメダ座II - アンドロメダ座III - アンドロメダ座IV - アンドロメダ座V - アンドロメダ座VIII - アンドロメダ座IX - アンドロメダ座X - アンドロメダ座XIX - アンドロメダ座GY星 - アンドロメダ座R星 - アンドロメダ座RS星 - アンドロメダ座RU星 - アンドロメダ座RV星 - アンドロメダ座S星 - アンドロメダ座WY星 - アンドロメダ座アルファ星 - アンドロメダ座イータ星 - アンドロメダ座イオタ星 - アンドロメダ座イプシロン星 - アンドロメダ座ウプシロン星 - アンドロメダ座ウプシロン星b - アンドロメダ座ウプシロン星c - アンドロメダ座ウプシロン星d - アンドロメダ座ウプシロン星e - アンドロメダ座オミクロン星 - アンドロメダ座オメガ星 - アンドロメダ座カッパ星 - アンドロメダ座ガンマ星 - アンドロメダ座クシー星 - アンドロメダ座シータ星 - アンドロメダ座ゼータ星 - アンドロメダ座タウ星 - アンドロメダ座デルタ星 - アンドロメダ座ニュー星 - アンドロメダ座の恒星の一覧 - アンドロメダ座パイ星 - アンドロメダ座ファイ星 - アンドロメダ座ベータ星 - アンドロメダ座ミュー星 - アンドロメダ座ラムダ星 - アントン・シュタウス - アンナ (小惑星) - アンナ・ゲルマン (小惑星) - アンナ・パヴロワ (小惑星) - アンニーバレ・デ・ガスパリス - アンネフランク (小惑星) - アンネリーゼ (小惑星) - アンネレス (小惑星) - 庵野秀明 (小惑星) - アンバルツミャン (小惑星) - アンハルト (小惑星) - アンパンマン (小惑星) - アンフィマコス (小惑星) - アンフィトリテ (小惑星) - アン・ブロンテ (小惑星) - アンペラ (小惑星) - 安徽 (小惑星) - アンリ (小惑星) - アンリ・J・ペロタン - アンリエッタ (小惑星)- アンリ兄弟 - アンリ・ドゥブオーニュ - アンリ・ミヌール

### い
イアハート (小惑星) - イアペトゥス (衛星) - イアペトゥスの地形一覧 - イアンテ (小惑星) - イアン・リドパス - イーサルミ (小惑星) - イータカリーナ星雲 - 飯舘村 (小惑星) - イーディス (小惑星) - 飯豊山 (小惑星) - イープル (小惑星) - イーミントラウト (小惑星) - イヴァ (小惑星) - イヴリン (小惑星) - イェーツ・カップ (小惑星) - イェーリバラ (小惑星) - イエス (小惑星) - イェソンダ (小惑星) - イェッタ (小惑星) - イエナ (小惑星) - イェニー (小惑星) - イエベス40m電波望遠鏡 - 延安 (小惑星) - イェンシュ (小惑星) - イオ (衛星) - イオ (小惑星) - イオカステ (衛星) - イオの火山活動 - イオの地形一覧 - イオランダ (小惑星) - イオン-分子反応 - 井狩康一 - イカルス (小惑星) - イカロス (恒星) - イギリス式赤道儀 - イギリス赤外線望遠鏡 - イグアス (小惑星) - イグアノドン (小惑星) - イクシオン (小惑星) - 生田緑地 - 井口聖 - イクレア (小惑星) - 池内了 - 池内了 (小惑星) - 池禅尼 (小惑星) - 池村俊彦 - 池谷 (小惑星) - 池谷薫 (アマチュア天文家) - 池谷・関彗星 (C/1965 S1) - 池谷・張彗星 - 池谷・村上彗星 - 生駒大洋 - イザナキ (小惑星) - イザナミ (小惑星) - イザベラ (小惑星) - 勇 (小惑星) - イサラ (小惑星) - 石垣 (小惑星) - 石垣島天文台 - 石黒 (小惑星) - 石黒信由 - 石黒正人 - イシス (小惑星) - 石田五郎 - 石田五郎 (小惑星) - 石塚睦 - 石鎚山 (小惑星) - イジャーク (小惑星) - 異種星 - イシュタル (小惑星) - イジュドゥバル (小惑星) - 異常分散レンズ - イジラク (衛星) - 伊豆 (小惑星) - イステル・カオス - イストリア (小惑星) - イスパニア (小惑星) - イズベルガ (小惑星) - 泉川俊英 - イスメーネ (小惑星) - 出雲晶子 - 李純之 (小惑星) - 緯線 - 位相欠陥 - イソノエ (衛星) - 磯部琇三 - イソルダ (小惑星) - イゾンツォ (小惑星) - イタ (小惑星) - イダ (アマルテア) - イダ (小惑星) - 井田茂 - 板垣 (小惑星) - 板垣公一 - イダとダクティルの地形一覧 - 板橋区立教育科学館 - 伊丹十三 (小惑星) - イタリア (小惑星) - イタロ・カルヴィーノ (小惑星) - 一行 - 位置天文学 - 一戸直蔵 - 市村 (小惑星) - 市村義美 - いっかくじゅう座 - いっかくじゅう座3番星 - いっかくじゅう座R星 - いっかくじゅう座T星 - いっかくじゅう座U星 - いっかくじゅう座V523星 - いっかくじゅう座V838星 - いっかくじゅう座X-1 - いっかくじゅう座X星 - いっかくじゅう座アルファ星 - いっかくじゅう座の恒星の一覧 - いっかくじゅう座ベータ星 - 厳島 (小惑星) - 一寸法師 (小惑星) - イダルゴ (小惑星) - 一戸 (小惑星) - いて座 - いて座A - いて座A* - いて座AR星 - いて座KW星 - いて座RW星 - いて座V1059星 - いて座VX星 - いて座W星 - いて座アルファ星 - いて座イータ星 - いて座イプシロン星 - いて座オメガ星 - いて座ガンマ2星 - いて座シグマ星 - いて座ストリーム - いて座ゼータ星 - いて座タウ星 - いて座デルタ星 - いて座ニュー1星 - いて座の恒星の一覧 - いて座パイ星 - いて座ファイ星 - いて座ベータ1星 - いて座ベータ2星 - いて座ミュー星 - いて座ラムダ星 - いて座矮小楕円銀河 - いて座矮小不規則銀河 - いて・りゅうこつ腕 - 緯度 - 伊藤和幸 - 伊藤謙哉 - 伊藤勝司 - 移動天文車 - イドゥナ (小惑星) - イドゥベルガ (小惑星) - イトカワ (小惑星) - 糸守 (小惑星) - 稲垣 (小惑星) - イナラダス (小惑星) - イナリ (小惑星) - イヌイット群 (衛星) - 犬山 (小惑星) - イネス (小惑星) - イノ (小惑星) - 井上毅 (学芸員) - 井上四郎 (天文家) - 井上傑 - 井上允 - 伊能忠敬 - 伊能忠敬測量の碑・星座石 - 伊野田繁 - 射場保昭 - 茨城 (小惑星) - イバルリ (小惑星) - イフィゲニア (小惑星) - イプシロン・ザ・ロケット - イブン・シャーティル - イベントホライズンテレスコープ - 今給黎 (小惑星) - 今井裕 (天文学者) - イマトラ (小惑星) - イミロア天文学センター - イムヒルデ (小惑星) - イムホテプ (小惑星) - イライジャー・バリット - イラン・ラモーン (小惑星) - 入江良一 - 入来 (小惑星) - イリザロフ (小惑星) - イリス (小惑星) - イリュリア (小惑星) - いるか座 - いるか座18番星 - いるか座18番星b - いるか座V339星 - いるか座アルファ星 - いるか座イプシロン星 - いるか座デルタ星 - いるか座の恒星の一覧 - いるか座ベータ星 - イルザ (小惑星) - イルゼ (小惑星) - イルゼヴァ (小惑星) - イルゼビル (小惑星) - イルハン天文表 - イルマ (小惑星) - 入間 (小惑星) - 入間川重恒 - イルマタル (小惑星) - イルムガルト (小惑星) - イレーネ (小惑星) - イレナエア (小惑星) - 色指数 (天文) - 色収差 - イロナ (小惑星) - 岩泉 (小惑星) - 岩木山 (小惑星) - 岩手 (小惑星) - 岩橋善兵衛 - 岩見沢郷土科学館 - 岩本 (小惑星) - 岩本彗星 - 岩本雅之 - イワン・オシポビッチ・ヤルコフスキー - インヴァネス・コロナ - インガルス (小惑星) - イングヴェルデ (小惑星) - イングスタッド (小惑星) - イングリット (小惑星) - イングリット・ファン・ハウテン＝フルーネフェルト - インゲボルク (小惑星) - インゲ・レーマン (小惑星) - いんさつしつ座 - インシデンティア (小惑星) - 隕石 - 隕石の一覧 - 隕石の空中爆発の一覧 - インタープラネタリー・トランスポート・システム - インディアナ (小惑星) - インディアン座 - インディアン座アルファ星 - インディアン座イプシロン星 - インディアン座の恒星の一覧 - インディアン座ロー星 - インテグラル (宇宙望遠鏡) - インデックスカタログ - インテラムニア (小惑星) - インテルコスモス1号 - インドゥストリア (小惑星) - インナ (小惑星) - インパラ (小惑星) - インフラトン - インプリネッタ (小惑星) - インフレーション時代

### う
ヴァーサ (小惑星) - ヴァーツラフ (小惑星) - ヴァーツラフ・ノイマン (小惑星) - ヴァーリア (小惑星) - ヴァールタ (小惑星) - ヴァールボーイ (小惑星) - ヴァイキング大陸 - ヴァイセ・ローゼ (小惑星) - ヴァチカーナ (小惑星) - ヴァッサー (小惑星) - ヴァナディース (小惑星) - ヴァネッサ・メイ (小惑星) - ヴァハマン (小惑星) - ヴァルカン高原 - ヴァルダ (小惑星) - ヴァルター・フィリガー - ヴァルトブルク (小惑星) - ヴァルトラウト (小惑星) - ヴァルナ (小惑星) - ヴァルプルガ (小惑星) - ヴァルベック (小惑星) - ヴァレスカ (小惑星) - ヴァレリア (小惑星) - ヴァレンティーネ (小惑星) - ヴァン・アレン帯 - ヴァンゲリス (小惑星) - ヴァンダ (小惑星) - ヴァン・マーネン星 - ヴィーク (小惑星) - ヴィーチャ (小惑星) - ヴィープリ (小惑星) - ヴィエイラ (小惑星) - ヴィエンナ (小惑星) - ヴィオラ (小惑星) - ヴィオレッタ (小惑星) - ヴィキア (小惑星) - ウィキペディア (小惑星) - ヴィグディス (小惑星) - ヴィクトール・クノール - ヴィクトル・アンバルツミャン - ヴィシバダ (小惑星) - ヴィシュニャン天文台 - ヴィスビュー (小惑星) - ヴィソツキー (小惑星) - ヴィツ・ギンツブルグ (小惑星) - ヴィットリオ・ゴレッティ - ヴィトリド・ツェラスキー - ヴィニフェラ (小惑星) - ヴィラ＝ロボス (小惑星) - ウィリアミーナ・フレミング - ウィリアム・クック (小惑星) - ウィリアム・クラブトリー - ウィリアム・クランチ・ボンド - ウィリアム・デニング - ウィリアム・デラム - ウィリアム・トムソン (地質学者) - ウィリアム・ハーシェル - ウィリアム・ハーシェル望遠鏡 - ウィリアム・パーソンズ - ウィリアム・ハギンズ - ウィリアム・ハモンド・ライト - ウィリアム・ファウラー - ウィリアム・ヘンリー・ピッカリング - ウィリアム・ロバート・ブルックス - ウィリー・マッコール (小惑星) - ヴィリニュス (小惑星) - ヴィリュイスク (小惑星) - ウィルソン・ハリントン彗星 - ヴィルタネン (小惑星) - ヴィルト (小惑星) - ヴィルトゥス (小惑星) - ヴィルト第2彗星 - ウィルヒョー (小惑星) - ウィルヘルミナ (小惑星) - ヴィルヘルム・オルバース - ヴィルヘルム・グリーゼ - ヴィルヘルム・フェルスター - ヴィルヘルム・フォン・ビーラ - ヴィルヘルム・ローレンツ - ヴィレブロルト・スネル - ウィレム・ド・ジッター - ウィレム・ヤコブ・ルイテン - ウィンチェスター (小惑星) - ヴィンチェンツォ・ザッパラ - ヴィンチェンツォ・チェルッリ - ヴィンチェンティーナ (小惑星) - ウィントン (小惑星) - ヴィンドボナ (小惑星) - ウィンバリー (小惑星) - ウージェニア (小惑星) - ウーゾー (小惑星) - 呉健雄 (小惑星) - ウーテ (小惑星) - ウールヒクシドゥール (小惑星) - ウェイウォット (衛星) - ヴェーリンギア (小惑星) - ヴェーン (小惑星) - ウェザリル (小惑星) - ウェスタールンド1-26 - ウェスターボーク合成電波望遠鏡 - ウェスト (小惑星) - ウェスト・コホーテク・池村彗星 - ウェスト彗星 - ヴェスト・スライファー - ヴェストファール彗星 - ウェストファリア (小惑星) - 上田 (小惑星) - 上田穣 - 上田清二 - 上田誠也 (小惑星) - 上田夕紀華 (小惑星) - ウェッソン (小惑星) - ヴェテラニヤ (小惑星) - ヴェニアミン・ジェコフスキー - ヴェヌシア (小惑星) - ヴェネチア (小惑星) - ヴェネチア・バーニー - ヴェラ (小惑星245番) - ヴェラ (小惑星1302番) - ヴェラ・ルービン - ヴェリタス (小惑星) - ヴェルダンディ (小惑星) - ヴェルヌ (小惑星) - ヴェレニア (小惑星3551番) - ヴェロッキオ (小惑星) - ヴェロニカ (小惑星) - ヴォイジャー大陸 - ウォーリー (小惑星) - ウォーレン・デラルー - うお座 - うお座54番星 - うお座107番星 - うお座109番星 - うお座I - うお座II - うお座EL星 - うお座アルファ星 - うお座イータ星 - うお座イオタ星 - うお座イプシロン星 - うお座オミクロン星 - うお座オメガ星 - うお座ガンマ星 - うお座ゼータ星 - うお座の恒星の一覧 - うお座パイ星 - うお座ベータ星 - ヴォルガ (小惑星) - ヴォルケンシュタイン (小惑星) - ウォルター・アダムズ (小惑星) - ウォルター・シドニー・アダムズ - ウォルター・バーデ - ウォルター・フレデリック・ゲイル - ヴォルチェ (小惑星) - ウォルフ359 - ウォルフ424 - ウォルフ1061 - ウォルフ1061 c - ウォルフ1061 d - ヴォルフィアナ (小惑星) - ウォルフ黒点相対数 - ヴォルフ彗星 - ヴォルフ・ハリントン彗星 - ヴォルフラーツハウゼン (小惑星) - ウォルフ・ライエ星 - ウォンバット (小惑星) - ウカシェヴィチ (小惑星) - 宇吉郎 (小惑星) - 右京大夫 (小惑星) - ウクライナ (小惑星) - うさぎ座 - うさぎ座R星 - うさぎ座RX星 - うさぎ座T星 - うさぎ座U星 - うさぎ座アルファ星 - うさぎ座イータ星 - うさぎ座イプシロン星 - うさぎ座ガンマ星 - うさぎ座ゼータ星 - うさぎ座の恒星の一覧 - うさぎ座ベータ星 - うさぎ座ミュー星 - ウジェーヌ・デルポルト - うしかい座 - うしかい座38番星 - うしかい座BL星 - うしかい座i星 - うしかい座V星 - うしかい座イータ星 - うしかい座イオタ星 - うしかい座イプシロン星 - うしかい座カッパ星 - うしかい座ガンマ星 - うしかい座クシー星 - うしかい座シータ星 - うしかい座シグマ星 - うしかい座ゼータ星 - うしかい座タウ星 - うしかい座タウ星b - うしかい座デルタ星 - うしかい座の恒星の一覧 - うしかい座ベータ星 - うしかい座ボイド - うしかい座ミュー星 - うしかい座ラムダ型星 - うしかい座ラムダ星 - うしかい座ロー星 - うしかい座矮小銀河 - うしかい座矮小銀河II - うしかい座矮小銀河III - 臼田 (小惑星) - 臼田宇宙空間観測所 - うすだスタードーム - 臼ばえ (小惑星) - 渦巻銀河 - 渦巻銀河の一覧 - 雨村 (小惑星) - 打上げウィンドウ - 内田正男 - 内那政憲 - 宇宙 - 宇宙医学 - 宇宙移民 - 宇宙エレベーター技術競技会 - 宇宙開発 - 宇宙開発競争の年表 - 宇宙開発の年表 - 宇宙化学 - 宇宙科学 - 宇宙科学博覧会 - 宇宙気候学 - 宇宙技術 - 宇宙空間 - 宇宙空間物理学 - 宇宙軍 - 宇宙検閲官仮説 - 宇宙原理 - 宇宙工学 - 宇宙ジェット - 宇宙重力波背景放射 - 宇宙授業 - 宇宙食 - 宇宙人 - 宇宙塵 - 宇宙進化論 - 宇宙図 - 宇宙ステーション - 宇宙政治学 - 宇宙生物学 - 宇宙線による核破砕 - 宇宙葬 - 宇宙速度 - 宇宙太陽光発電 - 宇宙探査機 - 宇宙探査機の一覧 - 宇宙定数 - 宇宙天気予報 - 宇宙における地球の位置 - 宇宙ニュース - 宇宙ニュートリノ背景 - 宇宙のインフレーション - 宇宙のエンドゲーム - 宇宙の加速膨張 - 宇宙の形 - 宇宙の距離梯子 - 宇宙の再電離 - 宇宙の終焉 - 宇宙の年表 - 宇宙の年齢 - 宇宙の晴れ上がり - 宇宙の日 - 宇宙マイクロ波背景放射 - 宇宙博2014 - 宇宙飛行 - 宇宙飛行士 - 宇宙飛行の年表 - 宇宙ひも - 宇宙服 - 宇宙物理たんbot - 宇宙フロンティア財団 - 宇宙文明 - 宇宙望遠鏡 - 宇宙望遠鏡科学研究所 - 宇宙論 - 宇宙論の年表 - 宇宙論パラメータ - ウッコ (小惑星) - ウッセイ (小惑星) - 宇都宮章吾 - 宇都宮・ジョーンズ彗星 - 宇都宮彗星 - 宇都宮彗星 (C/1997 T1) - 宇都宮彗星 (C/2002 F1) - 内海洋輔 - 宇都文昭 - ウトラ (小惑星) - ウナ (小惑星) - ウニヴェルシタス (小惑星) - ウニタス (小惑星) - ウファ (小惑星) - ウプサラ銀河カタログ - ウフル - ウマル・ハイヤーム (小惑星) - うみへび座 - うみへび座C星 - うみへび座R星 - うみへび座TW星 - うみへび座TWアソシエーション - うみへび座U星 - うみへび座V星 - うみへび座W星 - うみへび座イオタ星 - うみへび座イプシロン星 - うみへび座ウプシロン1星 - うみへび座ガンマ星 - うみへび座銀河団 - うみへび座・ケンタウルス座超銀河団 - うみへび座シグマ星 - うみへび座σ流星群 - うみへび座ゼータ星 - うみへび座ニュー星 - うみへび座の恒星の一覧 - うみへび座パイ星 - うみへび座ベータ星 - 梅林信治 - ウラ (小惑星) - 浦川聖太郞 - ウラジーミル・アルビツキー - ウラジレーナ (小惑星) - 浦田武 - 浦田・新島彗星 - ヴラティスラヴィア (小惑星) - ウラド・アルノルダ (小惑星) - ウラニア (小惑星) - ウラニアの鏡 - ウラヌス・オービター・プローブ - ウラノメトリア - ウルカ過程 - ウルグ・ベク (小惑星) - ウルサ (小惑星) - ウルスラ (小惑星) - ウルダ (小惑星) - ヴルタヴァ (小惑星) - ウルトライェクトゥム (小惑星) - ウルバヌス八世の星々 - ウルラ (小惑星) - ウルリケ (小惑星) - ウンシュトルト (小惑星) - ウンセット (小惑星) - ウンディナ (小惑星) - 運動星団 - 海野和三郎 - ウンブリエル

### え
エアリー0 - エアレンデル - エイスリーン (小惑星) - 衛星 - 衛星の命名 - エイセ・エイシンガ - エイセ・エイシンガ・プラネタリウム - エイダ (小惑星) - エイトケン (小惑星) - エイトク (クレーター) - エイベル・カタログ - エイホ (小惑星) - エイラ (小惑星) - エヴァ (小惑星) - エヴェンキア (小惑星) - エウアンテ (衛星) - エウカリス (小惑星) - エウクテモン - エウクラテ (小惑星) - エウクレイデス (小惑星) - エウゲニシス (小惑星) - エウケラデ (衛星) - エウテルペ (小惑星) - エウドクソス - エウドラ (小惑星) - エウニケ (小惑星) - エウノミア (小惑星) - エウノミア族 - エウフェミア (小惑星) - エウフロシネ (小惑星) - エウボエア (小惑星) - エウポリエ (衛星) - エウリクレイア (小惑星) - エウリディケ (小惑星) - エウリドメ (衛星) - エウリノーメ (小惑星) - エウリュバテス - エウレカ (小惑星) - エウロパ (衛星) - エウロパ (小惑星) - エウロパ・クリッパー - エウロパの地形一覧 - エーギル (衛星) - エオス (小惑星) - エオス族 - 江上 (小惑星) - エカルド (小惑星) - エキセントリック・プラネット - 液体鏡式望遠鏡 - エキドナ (衛星) - エキピロティック宇宙論 - エギュイヨン (小惑星) - エクスプローラー1号 - エクスプローラー3号 - エクスプローラー6号 - エクスプローラー7号 - エクスプローラー10号 - エクスプローラー11号 - エクスプローラー33号 - エクスプローラー35号 - エクスプローラー49号 - エクソ・イオ - エクソマーズ - エケクルス (小惑星) - エゲリア (小惑星) - エゲル (小惑星) - エコ足立 (小惑星) - エコー (小惑星) - 枝幸 (小惑星) - エスキモー星雲 - エスクランゴナ (小惑星) - エステル (小惑星) - エストニア (小惑星) - エスペラント (小惑星) - 蝦夷 (小惑星) - エチオピア (小惑星) - エッカート (小惑星) - エッシャー (小惑星) - エッジワース (小惑星) - エッジワース・カイパーベルト - エッジワース・カイパーベルト天体 - エッダ (小惑星) - エティエンヌ・レオポール・トルーヴェロ - エディソナ (小惑星) - エディントン光度 - エテリジア (小惑星) - 江戸 (小惑星) - エドゥアール・ステファン - エドゥアルダ (小惑星) - エドゥアルト・ハイス - エドウィン (小惑星) - エドウィン・ハッブル - エドウィン・フォスター・コディントン - エトヴェシュ (小惑星) - エドナ (小惑星) - エドブルガ (小惑星) - エドマンド・テイラー・ホイッテーカー - エドモンソン (小惑星) - エドモンド・ハレー - エドワード・エマーソン・バーナード - エドワード・サビーン - エドワード・スイフト - エドワード・ピゴット - エドワード・ピッカリング - エドワード・ボーエル - エドワード・モーンダー - 江成 (小惑星) - エニュレ (小惑星) - エビータ (小惑星) - 戎崎俊一 - 海老沢研 - エピック (小惑星) - 海老名 (小惑星) - 愛媛 (小惑星) - 愛媛県総合科学博物館 - エピメテウス (衛星) - エピメテウス (小惑星) - エピャクサ (小惑星) - エフィモフ (小惑星) - エフドキヤ (小惑星) - エベラ (小惑星) - エマヌエラ (小惑星) - エミタ (小惑星) - エミリー・ブロンテ (小惑星) - エムブラ (小惑星) - エラ (小惑星) - エラト (小惑星) - エラトステネス - エラトステネス (小惑星) - エララ (衛星) - エリアーヌ (小惑星) - エリアポ (衛星) - エミール・エルンスト - エリア・ミロセヴィッチ - エリー (小惑星) - エリーダ (小惑星) - エリカ (小惑星) - エリゴネ (小惑星) - エリゴネ族 - エリザ (小惑星) - エリザベータ (小惑星) - エリザベス・レーマー - エリス (小惑星) - エリス (準惑星) - エリダヌス座 - エリダヌス座53番星 - エリダヌス座82番星 - エリダヌス座EF星 - エリダヌス座イータ星 - エリダヌス座イプシロン星 - エリダヌス座イプシロン星b - エリダヌス座ウプシロン2星 - エリダヌス座ウプシロン3星 - エリダヌス座オミクロン1星 - エリダヌス座オミクロン2星 - エリダヌス座ガンマ星 - エリダヌス座銀河団 - エリダヌス座シータ星 - エリダヌス座ゼータ星 - エリダヌス座タウ2星 - エリダヌス座デルタ星 - エリダヌス座の恒星の一覧 - エリダヌス座ファイ星 - エリダヌス座ベータ星 - エリック・アイドル (小惑星) - エリック・エルスト - エリニア (小惑星) - エリノメ (衛星) - エリフィラ (小惑星) - エリン (小惑星) - エルヴィラ (小惑星) - エルヴェ・フェイ - エルクリーナ (小惑星) - エルクロス - エルゴ球 - エルザ (小惑星) - エルジェ (小惑星) - エル・ジェザイール (小惑星) - エルスト・ピサロ彗星 - エルダ (小惑星) - エルナ (小惑星) - エルネスティナ (小惑星) - エルピス (小惑星) - エルフリーデ (小惑星) - エルフレ式接眼鏡 - エルマンタリア (小惑星) - エルミタージュ (小惑星) - エルミニア (小惑星) - エルンスト・エピック - エルンスト・ツィナー - エルンスト・ツィナー (天体物理学者) - エルンスト・テンペル - エルンスト・フォン・レボイル・パシュウィツ - エレウテリア (小惑星) - エレーニン彗星 (C/2010 X1) - エレオノラ (小惑星) - エレクトラ (小惑星) - エレノア・ヘリン - エレファント・モレインA79001 - エレミア・オストライカー - エロス (小惑星) - エロスの地形一覧 - エンケ彗星 - エンケラドゥス (衛星) - エンケラドゥスの地形一覧 - エンゲルハート (小惑星) - エンシスハイム隕石 - 円舘 (小惑星) - 円舘金 - エンディミオン (小惑星) - 遠藤盛俊 - 掩蔽 - エンマ (小惑星) - エンヤ (小惑星)

### お
尾 (彗星) - 及川 (小惑星) - 及川奥郎 - オイギンス (小惑星) - オイラー (小惑星) - 奥入瀬 (小惑星) - オイラリア (小惑星) - オイリアンテ (小惑星) - オイレウス (小惑星) - 王蕃 - 王貞治 (小惑星) - おうし座 - おうし座4番星 - おうし座10番星 - おうし座16番星 - おうし座17番星 - おうし座19番星 - おうし座20番星 - おうし座21番星 - おうし座22番星 - おうし座23番星 - おうし座27番星 - おうし座28番星 - おうし座CE星 - おうし座DH星 - おうし座DH星B - おうし座GR星 - おうし座HL星 - おうし座IK星 - おうし座RV型変光星 - おうし座RV星 - おうし座T型星 - おうし座T星 - おうし座TX星 - おうし座V411星 - おうし座イータ星 - おうし座イプシロン星 - おうし座オミクロン星 - おうし座ガンマ星 - おうし座シータ星 - おうし座ゼータ星 - おうし座タウ星 - おうし座デルタ1星 - おうし座の恒星の一覧 - おうし座ベータ星 - おうし座ラムダ星 - おうし座流星群 - 王室天文官 - おうしゃく座 - 奥州宇宙遊学館 - 欧州超大型望遠鏡 - 黄色極超巨星 - 黄色超巨星 - 欧文研究報告 - 王滝 (小惑星) - 雄武 (小惑星) - オウムアムア (恒星間天体) - オウラヴィクトリックス (小惑星) - 王立天文学会 - 王立天文学会月報 - 王立天文学会ゴールドメダル - オウル (小惑星) - オエノーネ (小惑星) - 大朝由美子 - 大泉 (小惑星) - おおいぬ座 - おおいぬ座VY星 - おおいぬ座イータ星 - おおいぬ座イプシロン星 - おおいぬ座オミクロン2星 - おおいぬ座カッパ星 - おおいぬ座ガンマ星 - おおいぬ座シグマ星 - おおいぬ座ゼータ星 - おおいぬ座デルタ星 - おおいぬ座の恒星の一覧 - おおいぬ座ベータ星 - おおいぬ座矮小銀河 - オーヴァービーク (小惑星) - 大内正己 - 大型紫外可視近赤外線宇宙望遠鏡 - 大型シノプティック・サーベイ望遠鏡 - 大型ミリ波望遠鏡 - おおかみ座 - おおかみ座GQ星 - おおかみ座アルファ星 - おおかみ座イータ星 - おおかみ座イプシロン星 - おおかみ座ガンマ星 - おおかみ座ゼータ星 - おおかみ座デルタ星 - おおかみ座の恒星の一覧 - おおかみ座ベータ星 - 大川嶺 (小惑星) - 大きさ順の太陽系天体の一覧 - オーギュスト・シャルロワ - 大国富丸 - オオクニヌシ (小惑星) - おおぐま座 - おおぐま座47番星 - おおぐま座61番星 - おおぐま座AN星 - おおぐま座BE星 - おおぐま座LM星 - おおぐま座SV星 - おおぐま座SX星 - おおぐま座W型変光星 - おおぐま座W星 - おおぐま座Z星 - おおぐま座アルファ星 - おおぐま座イータ星 - おおぐま座イオタ星 - おおぐま座イプシロン星 - おおぐま座運動星団 - おおぐま座オミクロン星 - おおぐま座カイ星 - おおぐま座カッパ星 - おおぐま座ガンマ星 - おおぐま座クシー星 - おおぐま座シータ星 - おおぐま座デルタ星 - おおぐま座ニュー星 - おおぐま座の恒星の一覧 - おおぐま座パイ星 - おおぐま座パイ1星 - おおぐま座パイ2星 - おおぐま座プサイ星 - おおぐま座ベータ星 - おおぐま座ミュー星 - おおぐま座ラムダ星 - おおぐま座矮小銀河I - おおぐま座矮小銀河II - オーケ・バールレンクイスト - 大阪 (小惑星) - 大阪市立科学館 - 大阪市立電気科学館 - 大崎 (小惑星) - 大崎栄 (漢詩人) - 大沢清輝 - 大沢孝臣 - 大下信雄 - 大島良明 - オーステニア (小惑星) - オーストラリアコンパクト電波干渉計 - オーストリア (小惑星) - オーゼ (小惑星) - オーソシエ (衛星) - おおぞら (小惑星) - おおぞら (人工衛星) - オーダ (小惑星) - オーディン (人工衛星) - オーテピア - 大友哲 - オート・プロヴァンス (小惑星) - オート＝プロヴァンス天文台 - 大堂海岸 (小惑星) - オードリー (小惑星) - 大西浩次 - 大野裕明 - オーバーコッヘン (小惑星) - 大場庸平 - 大平貴之 - 大府 (小惑星) - オーフス (小惑星) - オーブルチェフ (小惑星) - オーベルト (小惑星) - 相森中学校 (小惑星) - オール・イーヴン (小惑星) - オール・オッド (小惑星) - オールト (小惑星) - オールトの雲 - オーロラ - オカヴァンゴ (小惑星) - 岡垣町 (小惑星) - 岡崎清美 - 岡崎彰 - 岡林滋樹 - 岡村定矩 - 岡山 (小惑星) - 岡山天体物理観測所 - 岡山天文博物館 - 岡山惑星探査プログラム - 小川清彦 (天文学者) - おきな・おうな (小惑星) - 沖縄 (小惑星) - オクジャワ (小惑星) - オクタヴィア (小惑星) - 奥田治之 - 尾久土正己 - オクタヴィア (小惑星) - 奥村真一郎 - オクリョ (小惑星) - オケアナ (小惑星) - オケゲム (小惑星) - オコンネル (小惑星) - オコンネル効果 - オサイリス・レックス - 長田健太郎 - 尾崎洋二 - オシリス (小惑星) - オシリス (惑星) - オスカー (小惑星) - オスカー・レサー - オスカル・バックルンド - オスターブロック (小惑星) - オスタラ (小惑星) - オストロフスキー (小惑星) - オズマ計画 - 小田稔 - おたまじゃくし銀河 - 小田稔 (小惑星) - 御茶ノ水 (小惑星) - オッカトル (クレーター) - オッティールト (小惑星) - オッティリア (小惑星) - オッテゲーベ (小惑星) - オットー・シュトルーベ - オッパヴィア (小惑星) - オッポルツァー (小惑星) - オティラ (小惑星) - オデット・バンシロン - オデュッセウス (クレーター) - オデュッセウス (小惑星) - オテルマ (小惑星) - オテルマ彗星 - オテロ (小惑星) - オドゥワン・ドルフュス - おとめ座 - おとめ座59番星 - おとめ座61番星 - おとめ座70番星 - おとめ座109番星 - おとめ座GW星 - おとめ座HW星 - おとめ座OX星 - おとめ座OY星 - おとめ座QS星 - おとめ座SS星 - おとめ座W型変光星 - おとめ座W星 - おとめ座イータ星 - おとめ座イオタ星 - おとめ座イプシロン星 - おとめ座カイ星 - おとめ座カッパ星 - おとめ座ガンマ星 - おとめ座銀河団 - おとめ座ゼータ星 - おとめ座超銀河団 - おとめ座デルタ星 - おとめ座ニュー星 - おとめ座の恒星の一覧 - おとめ座ファイ星 - おとめ座ベータ星 - おとめ座ミュー星 - おとめ座ラムダ星 - オニール・シリンダー - オニヅカ (小惑星) - 尾道 (小惑星) - オハイオ (小惑星) - 小尾信彌 - おひつじ座 - おひつじ座30番星 - おひつじ座39番星 - おひつじ座41番星 - おひつじ座56番星 - おひつじ座60番星 - おひつじ座AN星 - おひつじ座AU星 - おひつじ座AV星 - おひつじ座CN星 - おひつじ座SX型変光星 - おひつじ座TZ星 - おひつじ座アルファ星 - おひつじ座イータ星 - おひつじ座イオタ星 - おひつじ座イプシロン星 - おひつじ座ガンマ星 - おひつじ座ゼータ星 - おひつじ座デルタ星 - おひつじ座の恒星の一覧 - おひつじ座ベータ星 - オフィーリア (衛星) - オフィーリア (小惑星) - オベロン (衛星) - オポチュニティ - オムスク (小惑星) - オムニバース - オメガ星雲 - オリヴィア (小惑星) - オリオーラ (小惑星) - オリオン座 - オリオン座15番星 - オリオン座c星 - オリオン座FU型星 - オリオン座FU星 - オリオン座GW星 - オリオン座S星 - オリオン座U星 - オリオン座W星 - オリオン座イータ星 - オリオン座イオタ星 - オリオン座イプシロン星 - オリオン座ウプシロン星 - オリオン座オメガ星 - オリオン座カイ1星 - オリオン座χ南流星群 - オリオン座カッパ星 - オリオン座ガンマ星 - オリオン座シータ星 - オリオン座シグマ星 - オリオン座ゼータ星 - オリオン座タウ星 - オリオン座デルタ星 - オリオン座ニュー星 - オリオン座の恒星の一覧 - オリオン座の三つ星 - オリオン座パイ1星 - オリオン座パイ3星 - オリオン座パイ4星 - オリオン座パイ5星 - オリオン座分子雲 - オリオン座ラムダ星 - オリオン座流星群 - オリオン大星雲 - オリオン変光星 - オリオン腕 - おりょう (小惑星) - オリョーノク (小惑星) - オリン・エッゲン - オリンピア (小惑星) - オリジンズ宇宙望遠鏡 - オリンピアーダ (小惑星) - オリンポス山 (火星) - オルガ (小惑星) - おるき (小惑星) - オルキス (小惑星) - オルクス (小惑星) - オルス - オルダーソン円盤 - オルトゥタイ (小惑星) - オルドリン (小惑星) - オルトルート (小惑星) - オルコック (小惑星) - オルナメンタ (小惑星) - オルバーシア (小惑星) - オルバース彗星 - オルバースのパラドックス - オルフェウス (小惑星) - オルマ (小惑星) - オルムステッド (小惑星) - オルモス (小惑星) - オルヤト (小惑星) - オルン・ダルトゥーロ (小惑星) - オレーム (小惑星) - オレシコ (小惑星) - オレンジア (小惑星) - オロチ (天体) - オロモウツ (小惑星) - 尾鷲市立天文科学館 - 音響光学型電波分光計 - 御嶽 (小惑星) - オンドジェヨフ (小惑星) - おんどり座 -　オンネトー (小惑星)

## カ行

### か
カーク (クレーター) - カークウッド (小惑星) - カークウッドの空隙 - カーチャ (小惑星) - ガードナー (小惑星) - カーネギア (小惑星) - ガーネット・スター - カープ (小惑星) - カー・ブラックホール - カーマン・ライン - カーリ (衛星) - カーリ (小惑星) - カール＝オンチェス (小惑星) - カール・グスタフ・ヴィット - カール・ゴードン・ヘナイズ - カール・ゴットリーブ・エーラ - カール・ジャンスキー - カール・シュヴァルツシルト - カール・シュヴァルツシルト・メダル - カールシュテット (小惑星) - カール・セーガン - カール・ツァイス - カール・ハーディング - カール・フリードリッヒ・ツェルナー - カール・ブルーンス - カール・ヘンケ - カール・ラインムート - カール・ランプランド - カール・ローネルト - カール・ワータネン - ガイア計画 - ガイア・ソーセージ - カイウ・キムラ - カイ・オーゲ・ストランド - 海王星 - 海王星横断小惑星 - 海王星の衛星 - 海王星のトロヤ群 - 海王星の環 - 開口合成 - カイセル (小惑星) - 蓋天説 - ガイダリヤ (小惑星) - ガイド星星表 - カイパー (小惑星) - カイパー (水星のクレーター) - 海部宣男 - 外部太陽系の植民 - 解明・宇宙の仕組み - カイユテ (小惑星) - 海洋惑星 - ガイル彗星 - 海連 (小惑星) - 外惑星 - ガウシア (小惑星) - ガウディ (小惑星) - ガエア (クレーター) - ガエア (小惑星) - 高錕 (小惑星) - カオス (小惑星) - カオス的インフレーション - ガガーリン (小惑星) - 科学技術館 - がか座 - がか座AB星 - がか座アルファ星 - がか座の恒星の一覧 - がか座ベータ星 - 嘉数悠子 - 鏡川 (小惑星) - 香川 (小惑星) - 香川哲男 - 賈逵 (漢) - 火球 - 核 (彗星) - 核宇宙年代学 - 角宿 - 郭守敬 - 角直径 - 學天則 (小惑星) - かぐや - かぐや (小惑星) - かぐや姫 (小惑星) - 影 - 掛井亘 - 景保 (小惑星) - 加古川 (小惑星) - 鹿児島 (小惑星) - 鹿児島市立科学館 - カザン (小惑星) - カサンドラ (小惑星) - カシーリナ (小惑星) - カシオペヤ座 - カシオペヤ座6番星 - カシオペヤ座50番星 - カシオペヤ座A - カシオペヤ座PZ星 - カシオペヤ座R星 - カシオペヤ座RZ星 - カシオペヤ座TZ星 - カシオペヤ座V509星 - カシオペヤ座V1405星 - カシオペヤ座アルファ星 - カシオペヤ座イータ星 - カシオペヤ座イオタ星 - カシオペヤ座イプシロン星 - カシオペヤ座ウプシロン2星 - カシオペヤ座ガンマ星 - カシオペヤ座シータ星 - カシオペヤ座ゼータ星 - カシオペヤ座デルタ星 - カシオペヤ座の恒星の一覧 - カシオペヤ座ベータ星 - カシオペヤ座ミュー星 - カシオペヤ座ロー星 - カシオペヤ座矮小銀河 - 梶ヶ森天文台 - かじき座 - かじき座AB星 - かじき座R星 - かじき座S星 - かじき座アルファ星 - かじき座ガンマ型変光星 - かじき座ガンマ星 - かじき座ゼータ星 - かじき座の恒星の一覧 - かじき座ベータ星 - 可視光の窓 - 梶田隆章 - 梶野敏貴 - カシュカシャン (小惑星) - 何承天 - 柏倉 (小惑星) - かず (小惑星) - 春日 (小惑星) - ガス殻星 - カスタリア (小惑星646番) - カスタリア (小惑星4769番) - カステル (小惑星) - ガストーラス - カストル (恒星) - カスパル・フォペル - ガスプラ (小惑星) - ガスプラの地形一覧 - カズマ地形 - 火星 - 火星横断小惑星 - 火星協会 - 火星日 - 火星探査機 - 火星のアルベド地形の古典的な名称一覧 - 火星の運河一覧 - 火星のカオス地形の一覧 - 火星のカズマ地形の一覧 - 火星の観測史 - 火星の植民 - 火星の太陽面通過 (海王星) - 火星の太陽面通過 (天王星) - 火星の太陽面通過 (土星) - 火星の太陽面通過 (冥王星) - 火星の太陽面通過 (木星) - 火星の地形一覧 - 火星の地質学的歴史 - 火星の地質図幅の一覧 - 火星のトロヤ群 - 火星のモノリス - カセグレン式望遠鏡 - カセグレン焦点 - 仮説上の天体 - カタステリスモイ - カタリナ (小惑星) - カタリナ観測所 - カタリナ彗星 - カタリナ彗星 (257P) - カタリナ・スカイサーベイ - カタンガ (小惑星) - カチューシャ (小惑星) - 勝浦 (小惑星) - 各国初の軌道投入の年表 - ガッサンディ (小惑星) - カッシーニ (探査機) - カッシーニ (小惑星) - 葛飾区郷土と天文の博物館 - 褐色矮星 - 褐色矮星の一覧 - 活動銀河 - 桂浜 (小惑星) - 加藤 (小惑星) - 加藤いづみ (小惑星) - 加藤澤男 (小惑星) - 加藤正二 (天文学者) - 加藤万里子 - カトリオナ (小惑星) - 金井清高 - 神奈川 (小惑星) - カナダ水素強度マッピング実験 - カナダ・フランス・ハワイ望遠鏡 - 金津 (小惑星) - 金津和義 - 金森丁寿 - カナリア大望遠鏡 - 可児 (小惑星) - かに座 - かに座55番星 - かに座55番星b - かに座55番星c - かに座55番星d - かに座55番星e - かに座55番星f - かに座DX星 - かに座EG星 - かに座HM星 - かに座X星 - かに座アルファ星 - かに座イオタ星 - かに座イプシロン星 - かに座オミクロン星 - かに座オミクロン1星 - かに座オメガ1星 - かに座カイ星 - かに座カッパ星 - かに座ガンマ星 - かに座クシー星 - かに座シータ星 - かに座ゼータ星 - かに座デルタ星 - かに座の恒星の一覧 - かに座ベータ星 - かに座ラムダ星 - かに星雲 - かにパルサー - ガニメデ (衛星) - ガニメデの地域一覧 - ガニメデの地形一覧 - ガニメド (小惑星) - ガネーシャ (小惑星) - 金子静夫 - 金子みすゞ (小惑星) - 金田宏 - 兼続 (小惑星) - カノープス - カバ (小惑星) - 椛島冨士夫 - カピッツァ (小惑星) - カプタイニア (小惑星) - カプタインb - カプタイン星 - 鏑木政岐 - ガブリエラ (小惑星) - ガブリエル・ムートン - カブリ数物連携宇宙研究機構 - カプレーラ (小惑星) - ガブロヴァ (小惑星) - カペラ (恒星) - 下保茂 - カボット (小惑星) - カマ (小惑星) - カミーユ・フラマリオン - カミオカンデ - 上高地 (小惑星) - カミッロ (小惑星) - かみのけ座 - かみのけ座11番星 - かみのけ座FK型変光星 - かみのけ座アルファ星 - かみのけ座ガンマ星 - かみのけ座銀河団 - かみのけ座超銀河団 - かみのけ座の恒星の一覧 - かみのけ座ベータ星 - かみのけ座流星群 - かみのけ座矮小銀河 - 神林 (小惑星) - 上町 (小惑星) - 加美薬莱 (小惑星) - カミラ (小惑星) - ガムカタログ - ガム星雲 - カムランド - 亀岡 (小惑星) - カメリア (小惑星) - カメレオン座 - カメレオン座アルファ星 - カメレオン座の恒星の一覧 - 仮面ライダー (小惑星) - 鴨方 (小惑星) - 鴨川 (小惑星) - カヤーニ (小惑星) - からす座 - からす座VV星 - からす座アルファ星 - からす座イータ星 - からす座イプシロン星 - からす座ガンマ星 - からす座デルタ星 - からす座の恒星の一覧 - からす座ベータ星 - 唐津 (小惑星) - ガラテア (衛星) - ガラテア (小惑星) - カラハリ (小惑星) - カラヤン (小惑星) - カラユースフ (小惑星) - カラル・アルト天文台 - カランドレッリ (小惑星) - ガリア (小惑星) - ガリア群 (衛星) - カリーナ (小惑星) - カリオペ (小惑星) - カリクロー (小惑星) - カリコレ (衛星) - カリス (小惑星) - カリスト (衛星) - カリスト (小惑星) - カリストの地形一覧 - カリバ (小惑星) - カリフォルニア (小惑星) - カリフォルニア星雲 - カリフォルニア天文学研究協会 - 仮符号 - カリプソ (衛星) - カリプソ (小惑星) - カリポス - 刈谷 (小惑星) - カリュケ (衛星) - カリュブディス (小惑星) - ガリレア (小惑星) - ガリレオ・ガリレイ - ガリレオ (探査機) - ガリレオ衛星 - ガリレオ式望遠鏡 - カリロエ (衛星) - カリン (小惑星) - ガリンスキー (小惑星) - ガルヴァーニ (小惑星) - カルキディウス - ガルシア (小惑星) - カルダエア (小惑星) - カルダシェフ・スケール - カルテクサブミリ波天文台 - カルデネ (衛星) - ガルデル (小惑星) - カルトヴェリア (小惑星) - カルドウェルカタログ - カルドウェルカタログの一覧 - カルバートソン (小惑星) - カルパナ・チャウラ (小惑星) - カルピ (小惑星) - カルブィシェフ (小惑星) - カルポ (衛星) - ガルムナ (小惑星) - カルメ (衛星) - カルメ群 - カルメン (小惑星) - カルロス・チェスコ - カルロス・ポルテル (小惑星) - カルロバ (小惑星) - カレ (衛星) - ガレ (小惑星) - ガレネ (小惑星) - カレリア (小惑星) - カロラ (小惑星) - カロライン・ハーシェル - カロリーナ (小惑星) - カロリーンチェ (小惑星) - カロリス盆地 - カロン (衛星) - カロンの地形一覧 - 川口淳 (小惑星) - 川口市立科学館 - 川崎俊一 - 川里信弘 - 川根 (小惑星) - 川西浩陽 - 河原郁夫 - かわべ天文公園 - かわべ天文台 - 韓国科学技術院衛星4号 - 韓国マイクロレンジング望遠鏡ネットワーク - かんししゃメシエ座 - 環状星雲 - 観測可能な宇宙 - 観測された重力波の一覧 - 観測的宇宙論 - 神田 (小惑星) - 神田紅 (小惑星) - 神田茂 - カンタビア (小惑星) - カンチ (小惑星) - 甘徳 - カンパニア (小惑星) - カンパニュラ (小惑星) - カンパヌス - ガンマ線天文学 - ガンマ線バースト - ガンマ線バーストの一覧 - ガンマ線望遠鏡 - かんむり座 - かんむり座R星 - かんむり座R型変光星 - かんむり座RR星 - かんむり座T星 - かんむり座アルファ星 - かんむり座オミクロン星 - かんむり座カッパ星 - かんむり座の恒星の一覧 - かんむり座ベータ星 - かんむり座ロー星 - 観勒 (小惑星)

### き
キアネ (小惑星) - 江 (小惑星) - ギイェルモ・アロ - キース (小惑星) - ギーゼラ (小惑星) - キーテジ (小惑星) - キートン (小惑星) - キーラーの空隙 - キーンレ (小惑星) - 木内 (小惑星) - 木内鶴彦 - ギガパーセク - 輝巨星 - ギクラス (小惑星) - キケロ (小惑星) - 木越 (小惑星) - 鬼沢稔 - ギザン (小惑星) - 擬似的超新星 - ギスモンダ (小惑星) - 輝星星表 - 輝線星雲 - 木曾 (小惑星) - 木田 (小惑星) - 北アメリカ星雲 - きたばえ座 - 北見 (小惑星) - 北村正利 - 北ローカル・スーパーボイド - キッティスヴァーラ (小惑星) - キッペス (小惑星) - キテラ (小惑星) - キト (小惑星) - 軌道 (力学) - 軌道エレベータ - 軌道共鳴 - 軌道傾斜角 - 軌道近くから他の天体を排除 - 軌道長半径 - 軌道離心率 - キドニア (小惑星) - ギネヴラ (小惑星) - 木下大輔 - 偽の真空 - キビウク (衛星) - 岐阜 (小惑星) - 岐阜市科学館 - ギブズ (小惑星) - ギプティス (小惑星) - 岐阜天文台 - キプリア (小惑星) - きぼう (小惑星) - 輝北天球館 - 基本星表 - キマエラ (小惑星) - 金正浩 (小惑星) - 木村 (小惑星) - 木村栄 - 逆行衛星 - 逆行小惑星 - キャッツアイ星雲 - キャノニア (小惑星) - キャマリロ (小惑星) - キャメロット (小惑星) - キャメロン (小惑星) - ギャラクシアス・カオス - ギャラクシティ - ギャラッド彗星 - キャリバン (衛星) - キャロライン・シューメーカー - キャンベラ深宇宙通信施設 - キャンベル (小惑星) - 球状星団 - キューブリック山 - キューピッド (衛星) - 球面収差 - 球面天文学 - キュビワノ族 - キュベレー (小惑星) - キュベレー族 - キュリー (小惑星) - 共形サイクリック宇宙論 - 恭子 (小惑星) - 強磁場激変星 - 共生新星 - 共生星 - 共通外層 - 共鳴外縁天体 - 京都 (小惑星) - 京都大学3.8m望遠鏡 - 京都大学大学院理学研究科附属花山天文台 - 京都大学大学院理学研究科附属飛騨天文台 - 強ヘリウム星 - ギヨーム・ビゴルダン - ギヨーム・ル・ジャンティ - 魚眼レンズ - 極運動 - 極軸合わせ - 極軸望遠鏡 - 局所泡 - 局所恒星間雲 - 極星 - 極端な太陽系外惑星の一覧 - 極端ヘリウム星 - 極超新星 - 局所銀河群 - きょしちょう座 - きょしちょう座47 - きょしちょう座DS星 - きょしちょう座EG星 - きょしちょう座アルファ星 - きょしちょう座ガンマ星 - きょしちょう座ゼータ星 - きょしちょう座デルタ星 - きょしちょう座の恒星の一覧 - きょしちょう座ベータ星 - きょしちょう座矮小銀河 - ぎょしゃ座 - ぎょしゃ座AB星 - ぎょしゃ座AB星b - ぎょしゃ座AE星 - ぎょしゃ座AG星 - ぎょしゃ座NO星 - ぎょしゃ座Z星 - ぎょしゃ座イータ星 - ぎょしゃ座イオタ星 - ぎょしゃ座イプシロン星 - ぎょしゃ座オミクロン星 - ぎょしゃ座シータ星 - ぎょしゃ座ゼータ星 - ぎょしゃ座デルタ星 - ぎょしゃ座ニュー星 - ぎょしゃ座の恒星の一覧 - ぎょしゃ座パイ星 - ぎょしゃ座プサイ1星 - ぎょしゃ座ベータ星 - ぎょしゃ座ラムダ星 - 居住するのに適した太陽系外惑星の一覧 - 巨星 - 巨大な世界 - 巨大マゼラン望遠鏡 - 巨大メートル波電波望遠鏡 - 清田誠一郎 - 清盛 (小惑星) - キラ (小惑星) - ギラワリ天文台 - キリア (小惑星) - キリコ祭り (小惑星) - 桐生 (小惑星) - キリル・メトディ (小惑星) - きりん座 - きりん座アルファ星 - きりん座の恒星の一覧 - きりん座ベータ星 - ギルガメシュ (小惑星) - キルケ (小惑星) - ギルデニア (小惑星) - キルナ (小惑星) - キルヒ彗星 - キルマン (小惑星) - キルラルス (小惑星) - キレーネ (衛星) - キレネ (小惑星) - キロノヴァ - キロパイ (小惑星) - キロン (小惑星) - 銀河 - ぎんが (人工衛星) - 銀河宇宙オデッセイ - 銀河宇宙線 - 銀河核 - 銀河合体 - 銀河間塵 - 銀河間物質 - 銀河銀河団カタログ - 金閣寺 (小惑星) - 銀河群 - 銀河系 - 銀河系外天文学 - 銀河系外惑星 - 銀河系の伴銀河一覧 - 銀河座 - 銀河座標 - 銀河団 - 銀河団の一覧 - 銀河天文学 - 銀河年 - 銀河の一覧 - 銀河の回転曲線問題 - 銀河の形成と進化 - 銀河の形態分類 - 銀河バルジ - 銀河ハロー - 銀河フィラメント - 銀河面 - 銀河面吸収帯 - キング (小惑星) - 錦江湾 (小惑星) - 均時差 - 金星 - 金星横断小惑星 - 金星人 - 金星にある人工物の一覧 - 金星のクレーター一覧 - 金星のコロナ地形一覧 - 金星の植民 - 金星の大気 - 金星の太陽面通過 - 金星の太陽面通過 (海王星) - 金星の太陽面通過 (火星) - 金星の太陽面通過 (天王星) - 金星の太陽面通過 (土星) - 金星の太陽面通過 (冥王星) - 金星の太陽面通過 (木星) - 金星の地形一覧 - 金属量 - 近南極星区 - キンメリア (小惑星) - 金庸 (小惑星)

### く
光州 (小惑星) - クアンハンチン (クレーター) - クイ (小惑星) - グイドーニ (小惑星) - グイドーニア・モンテチェーリオ - クィトラワク (小惑星) - グィネヴィア (小惑星) - クィンティルラ (小惑星) - 空海 (小惑星) - 空気望遠鏡 - クージョ (小惑星) - クーセヴィツキー (小惑星) - グーテンベルガ (小惑星) - グードゥラ (小惑星) - クーナバラブラン (小惑星) - グーニラ (小惑星) - クーノ・ホフマイスター - クーベルタン (小惑星) - グールド・ベルト - クールベ (小惑星) - クエーサー - クエーサーの一覧 - クォーク時代 - クォーク新星 - クォーク星 - 郭守敬 (小惑星) - クオピオ (小惑星) - クカーキン (小惑星) - 虞喜 - 草下英明 - クサンテ (小惑星) - クサンティッペ (小惑星) - 串田彗星 - 串田・村松彗星 - 串田嘉男 - 串田麗樹 - くじゃく座 - くじゃく座アルファ星 - くじゃく座・インディアン座超銀河団 - くじゃく座ガンマ星 - くじゃく座デルタ星 - くじゃく座の恒星の一覧 - くじゃく座ベータ星 - くじら座 - くじら座9番星 - くじら座49番星 - くじら座79番星 - くじら座81番星 - くじら座94番星 - くじら座YZ星 - くじら座ZZ星 - くじら座アルファ星 - くじら座イータ星 - くじら座イオタ星 - くじら座カッパ星 - くじら座カッパ1星 - くじら座ガンマ星 - くじら座ゼータ星 - くじら座タウ星 - くじら座タウ星e - くじら座タウ星f -  くじら座の恒星の一覧 - くじら座ベータ星 - くじら座矮小銀河 - 釧路 (小惑星) - 釧路市こども遊学館 - クスタ・インケリ - クセニア (小惑星) - クタイシ (小惑星) - クッカメキ (小惑星) - クック (小惑星) - 屈折望遠鏡 - グッチーニ (小惑星) - グッドリック (小惑星) - 工藤哲生 - 工藤哲生 (小惑星) - 工藤・藤川彗星 - クトゥルフ領域 - クトニア惑星 - グドルーン (小惑星) - グニー (小惑星) - 國枝秀世 - クニェルチェ (小惑星) - クニグンデ (小惑星) - くにじ (小惑星) - 国友一貫斎 - 国友一貫斎 (小惑星) - クヌート (小惑星) - クヌート・ギレンベルク - クノプフィア (小惑星) - クバント1 - クバント2 - クピド (小惑星) - 窪川一雄 - 久万 (小惑星) - 熊のジャン - 熊本 (小惑星) - 隈本有尚 - 熊本市立熊本博物館 - 汲み上げ効果 - 公文 (小惑星) - 九曜 - グラーツ (小惑星) - 暗い太陽のパラドックス - クライド・トンボー - グライフスヴァルト (小惑星) - クラインマン-ロウ星雲 - クライン (小惑星) - グラウケ (小惑星) - クラウディア (小惑星) - クラウディオス・プトレマイオス - クラエス＝イングヴァール・ラーゲルクヴィスト - 倉賀野祐弘 - 倉敷天文台 - グラス (小惑星) - グラセナッピア (小惑星) - グラッバ (小惑星) - グラッブ・パーソンズ - グラティア (小惑星) - クラドニ (小惑星) - グラナート (宇宙望遠鏡) - グラナダ (小惑星) - グラノ (小惑星) - グラハムスミス (小惑星) - クラフトブレーキ - グラム (小惑星) - クラプトン (小惑星) - クララ (小惑星) - クラリッサ (小惑星) - グラン・サッソ (小惑星) - グランド・タック・モデル - クラントル (小惑星) - クリー・ウィク (小惑星) - グリーゼ (小惑星) - グリーゼ1 - グリーゼ49 - グリーゼ86 - グリーゼ105 - グリーゼ146 - グリーゼ163 - グリーゼ163c - グリーゼ176 - グリーゼ180 - グリーゼ180d - グリーゼ229 - グリーゼ229Ac - グリーゼ250 - グリーゼ251 - グリーゼ357 - グリーゼ357d - グリーゼ367 - グリーゼ367b - グリーゼ370 - グリーゼ393 - グリーゼ412 - グリーゼ433 - グリーゼ433d - グリーゼ436 - グリーゼ436b - グリーゼ440 - グリーゼ445 - グリーゼ486 - グリーゼ486b - グリーゼ514 - グリーゼ570 - グリーゼ581 - グリーゼ581b - グリーゼ581c - グリーゼ581d - グリーゼ581e - グリーゼ581f - グリーゼ581g - グリーゼ625 - グリーゼ667 - グリーゼ667Cb - グリーゼ667Cc - グリーゼ674 - グリーゼ674b - グリーゼ676 - グリーゼ676Ab - グリーゼ682 - グリーゼ686 - グリーゼ687 - グリーゼ710 - グリーゼ740 - グリーゼ752 - グリーゼ758 - グリーゼ777 - グリーゼ832 - グリーゼ832b - グリーゼ832c - グリーゼ849 - グリーゼ876 - グリーゼ876b - グリーゼ876c - グリーゼ876d - グリーゼ892 - グリーゼ近傍恒星カタログ - クリームヒルト (小惑星) - グリーンバンク望遠鏡 - クリヴィア (小惑星) - クリオ (小惑星) - グリゴーリ・シャイン - クリコフ (小惑星) - クリコフスキー (小惑星) - グリゴリー・ネウイミン - クリスタ (小惑星) - クリスタベル (小惑星) - クリスタル (ミール) - クリスチャン・H・F・ピーターズ - クリスチャン・マイヤー - クリスティアーン・ホイヘンス - クリスティー (小惑星) - クリスティーネ (小惑星) - クリストフェ (小惑星) - クリストフ・シャイナー - グリセルディス (小惑星) - クリソテミス (小惑星) - グリソム (小惑星) - グリッグ・シェレルップ彗星 - クリティア (小惑星) - グリニッジ天文台 - グリフィス天文台 - グリボエードフ (小惑星) - クリミア (小惑星) - クリミア天体物理天文台 - クリム・チュリュモフ - クリメネ (小惑星) - グリューフィア (小惑星) - クリュセイス (小惑星) - クリュタイムネストラ (小惑星) - グリュミオー (小惑星) - グリンカ (小惑星) - クリン・ジェルジュ - クルースン - グルーバー (小惑星) - グルームブリッジ1830 - クルスク (小惑星) - クルチェンコ (小惑星) - クルチャトフ (小惑星) - クルトマンシュ (小惑星) - クルンプケア (小惑星) - クルンプケ・ロバーツ賞 - グレアム山国際天文台 - グレアム・チャップマン (小惑星) - グレイプ (衛星) - クレウサ (小惑星) - クレーター錯視 - グレーティア (小惑星) - グレートウォール - グレートオブザバトリー計画 - グレート・ボイド - クレオストラトス - クレオパトラ (小惑星) - クレオメデス - グレゴリアニク (小惑星) - グレゴリー式望遠鏡 - グレゴリオ暦 - クレサーク (小惑星) - 呉市かまがり天体観測館 - クレシダ (衛星) - クレシダ (小惑星) - クレスケンティア (小惑星) - クレスマニア (小惑星) - グレチコ (小惑星) - クレチ天文台 - クレット (小惑星) - グレトリ (小惑星) - クレマティス (小惑星) - クレメンス (小惑星) - クレメンタイン (探査機) - クレメンティナ (小惑星) - クレモナ (小惑星) - クレモラ彗星 - グレン・フォード (小惑星) - クレンペラーのバラ飾り - グレン・ミラー (小惑星) - クロアチア (小惑星) - 黒岩五郎 - クロエ (小惑星) - クロエリア (小惑星) - グローティウス (小惑星) - クロード・ルイ・マチュー - グロート・レーバー - 黒崎裕久 - クロサワ (クレーター) - クロジンデ (小惑星) - 黒須潔 - 黒田 (小惑星) - 黒田武彦 - クロチルデ (小惑星) - クロッコ (小惑星) - クロト (小惑星) - 黒部 (小惑星) - 黒部市吉田科学館 - 黒保根 (小惑星) - 黒眼銀河 - クロリス (小惑星) - クロリンデ (小惑星) - クロンシュタット (小惑星) - クロンメリン (小惑星) - クロンメリン彗星 - クワオアー - 桑名 (小惑星) - 桑野 (小惑星) - 桑野善之 - クンドリー (小惑星) - グンヒルト (小惑星) - 群馬 (小惑星) - 群馬県立ぐんま天文台 - グンレード (小惑星)

### け
経緯台式架台 - けいききゅう座 - 螢山 (小惑星) - ゲイシャ (小惑星) - 芸西 (小惑星) - ケイ素燃焼過程 - ゲイ＝リュサック (小惑星) - ゲインズバラ (小惑星) - ゲーテ・リンク (小惑星) - ゲーテ・リンク天文台 - ケーニッヒシュトゥール天文台 - ゲオルク・プールバッハ (小惑星) - 激変星 - ゲスナー (小惑星) - ケタケア (小惑星) - ゲダニア (小惑星) - ケツァルコアトル (小惑星) - 月刊星ナビ等における画像盗用事件 - 月光天文台 - 月食 - 月面基地 - 月理学 - ケト (小惑星) - ケトレータ (小惑星) - ゲヌア (小惑星) - ケネス・ローレンス - ゲノフェーファ (小惑星) - ゲフィオン (小惑星) - ゲフィオン族 - ケフェイド変光星 - ケフェウス座 - ケフェウス座9番星 - ケフェウス座RU星 - ケフェウス座RW星 - ケフェウス座T星 - ケフェウス座V354星 - ケフェウス座VV星 - ケフェウス座W星 - ケフェウス座アルファ星 - ケフェウス座イータ星 - ケフェウス座イオタ星 - ケフェウス座イプシロン星 - ケフェウス座ガンマ星 - ケフェウス座クシー星 - ケフェウス座シータ星 - ケフェウス座ゼータ星 - ケフェウス座デルタ星 - ケフェウス座ニュー星 - ケフェウス座の恒星の一覧 - ケフェウス座ベータ型変光星 - ケフェウス座ベータ星 - ケプラー (小惑星) - ケプラー (探査機) - ケプラー4 - ケプラー4b - ケプラー5 - ケプラー5b - ケプラー6 - ケプラー6b - ケプラー7 - ケプラー7b - ケプラー8 - ケプラー8b - ケプラー9 - ケプラー9b - ケプラー9c - ケプラー9d - ケプラー10 - ケプラー10b - ケプラー10c - ケプラー11 - ケプラー11b - ケプラー11c - ケプラー11d - ケプラー11e - ケプラー11f - ケプラー11g - ケプラー12 - ケプラー12b - ケプラー13 - ケプラー13b - ケプラー14 - ケプラー14b - ケプラー15 - ケプラー15b - ケプラー16 - ケプラー16b - ケプラー17 - ケプラー17b - ケプラー18 - ケプラー18b - ケプラー18c - ケプラー19 - ケプラー19c - ケプラー20 - ケプラー20b - ケプラー20c - ケプラー20d - ケプラー20e - ケプラー20f - ケプラー21 - ケプラー22 - ケプラー22b - ケプラー23 - ケプラー24 - ケプラー24b - ケプラー24c - ケプラー25 - ケプラー25b - ケプラー26 - ケプラー27 - ケプラー28 - ケプラー29 - ケプラー30 - ケプラー31 - ケプラー32 - ケプラー32b - ケプラー32c - ケプラー32d - ケプラー33 - ケプラー34 - ケプラー34b - ケプラー35 - ケプラー36 - ケプラー36b - ケプラー36c - ケプラー37 - ケプラー37b - ケプラー37c - ケプラー37d - ケプラー38 - ケプラー39 - ケプラー40 - ケプラー41 - ケプラー42 - ケプラー42b - ケプラー42c - ケプラー42d - ケプラー43 - ケプラー44 - ケプラー45 - ケプラー46 - ケプラー47 - ケプラー47c - ケプラー51 - ケプラー55 - ケプラー56 - ケプラー61 - ケプラー61b - ケプラー62 - ケプラー62b - ケプラー62c - ケプラー62d - ケプラー62e - ケプラー62f - ケプラー63b - ケプラー64 - ケプラー65 - ケプラー66 - ケプラー67 - ケプラー68 - ケプラー69 - ケプラー69b - ケプラー69c - ケプラー70 - ケプラー76b - ケプラー78 - ケプラー78b - ケプラー80 - ケプラー84 - ケプラー86 - ケプラー88 - ケプラー89 - ケプラー90 - ケプラー90e - ケプラー90g - ケプラー90h - ケプラー91b - ケプラー93b - ケプラー102 - ケプラー107 - ケプラー138 - ケプラー138d - ケプラー160 - ケプラー174 - ケプラー174d - ケプラー186 - ケプラー186c - ケプラー186d - ケプラー186e - ケプラー186f - ケプラー223 - ケプラー296 - ケプラー296e - ケプラー296f - ケプラー298d - ケプラー385 - ケプラー409b - ケプラー413b - ケプラー421b - ケプラー429 - ケプラー438 - ケプラー438b - ケプラー440b - ケプラー442b - ケプラー443b - ケプラー444 - ケプラー444b - ケプラー444c - ケプラー444d - ケプラー444e - ケプラー444f - ケプラー451 - ケプラー451b - ケプラー452 - ケプラー452b - ケプラー513b - ケプラー517b - ケプラー539 - ケプラー598b - ケプラー770b - ケプラー770c - ケプラー770d - ケプラー838b - ケプラー868b - ケプラー1000b - ケプラー1049b - ケプラー1121b - ケプラー1229 - ケプラー1229b - ケプラー1326b - ケプラー1365b - ケプラー1365c - ケプラー1442b - ケプラー1513 - ケプラー1520 - ケプラー1520b - ケプラー1544b - ケプラー1625 - ケプラー1625b - ケプラー1625b I - ケプラー1638 - ケプラー1638b - ケプラー1647 - ケプラー1649 - ケプラー1649c - ケプラー1652b - ケプラー1701b - ケプラー1704b - ケプラー1708 - ケプラー1708b - ケプラー1708b I - ケプラー1972 - ケプラー宇宙望遠鏡が発見した惑星の一覧 - ケプラー式望遠鏡 - ケプラーの法則 - ケプラー方程式 - ケボラ (小惑星) - ケミ (小惑星) - ゲミノス - ゲミンガ - ケメロヴォ (小惑星) - ゲラシモヴィッチ (小惑星) - ゲリー・ノイゲバウアー - ゲルスイント (小惑星) - ケルスキア (小惑星) - ケルスティン (小惑星) - ゲルダ (小惑星) - ケルチ (小惑星) - ゲルデラー (小惑星) - ゲルトルート (小惑星) - ケルナー式接眼鏡 - ケルビン・ヘルムホルツ機構 - ケルベルス (小惑星) - ケルベルス座 - ケルベロス (衛星) - ゲルマニア (小惑星) - ゲルマニクス (小惑星) - ゲルリア (小惑星) - ゲルリンデ (小惑星) - ケレス (準惑星) - ケレスの地形一覧 - 元期 - 減光 - 原始銀河 - 原始星 - 原始ブラックホール - 原始惑星系円盤 - 原始惑星状星雲 - 原始惑星状星雲の一覧 - 憲蔵 (小惑星) - 元素合成 - 現存しない星座 - 現代宇宙論 - ケンタウルス座 - ケンタウルス座A - ケンタウルス座T星 - ケンタウルス座V886星 - ケンタウルス座V1154星 - ケンタウルス座X-3 - ケンタウルス座アルファ星 - ケンタウルス座アルファ星Ab - ケンタウルス座アルファ星Bb - ケンタウルス座アルファ星Bc - ケンタウルス座イータ星 - ケンタウルス座イオタ星 - ケンタウルス座イプシロン星 - ケンタウルス座オミクロン1星 - ケンタウルス座カッパ星 - ケンタウルス座ガンマ星 - ケンタウルス座銀河団 - ケンタウルス座シータ星 - ケンタウルス座ゼータ星 - ケンタウルス座デルタ星 - ケンタウルス座ニュー星 - ケンタウルス座の恒星の一覧 - ケンタウルス座ベータ星 - ケンタウルス座ミュー星 - ケンタウルス座ラムダ星 - ケンタウルス族 (小惑星) - ケンテシマ (小惑星) - ケンテナリア (小惑星) - けんびきょう座 - けんびきょう座AU星 - けんびきょう座AU星b - けんびきょう座AU星c - けんびきょう座AX星 - けんびきょう座アルファ星 - けんびきょう座ガンマ星 - けんびきょう座の恒星の一覧 - ケンブリッジ天文台 - ケンブルの滝 - 建礼門院 (小惑星)

### こ
コア無し惑星 - 小石川 (小惑星) - 小石川正弘 - こいぬ座 - こいぬ座の恒星の一覧 - こいぬ座ベータ星 - コヴァキア (小惑星) - 広域赤外線探査衛星 - 浩一・裕子 (小惑星) - 高エネルギー電子・ガンマ線観測装置 - 高エネルギー天文学 - コヴェントリー (小惑星) - 紅炎 - 光害 - 公開天文台一覧 - 航海年鑑 - 航海年鑑 (イギリス) - 光解離領域 - 光学望遠鏡 - 光球 - 光行差 - 高光度青色変光星 - 高光度赤外線銀河 - 香西洋樹 - 光子時代 - 広視野赤外線サーベイ望遠鏡 - 光条 - 光条を持つクレーターの一覧 - 恒星 - 恒星間天体 - 光世紀世界 - 恒星系 - 恒星光 - 恒星黒点 - 恒星時 - 恒星磁場 - 恒星進化論 - 恒星ストリーム - 恒星天文学 - 高精度視線速度系外惑星探査装置 - 恒星内元素合成 - 恒星内部物理学 - 恒星日 - 恒星年 - 恒星の一覧 - 恒星の構造 - 恒星の固有名の一覧 (星座別) - 恒星の自転 - 恒星の命名 - 恒星風 - 恒星風バブル - 恒星物理学 - 恒星ブラックホール - 高速振動Ap星 - 高速電波バースト - 郷田直輝 - 高知 (小惑星) - 高知未来科学 (小惑星) - 降着 (天文学) - 降着円盤 - 交点 (天文) - 公転周期 - 光電測光器 - 光度 (天文学) - 黄道 - 黄道傾斜角 - 黄道光 - 黄道座標 - 黄道十二星座 - 黄道帯 - 光度曲線 - 光度の大きい恒星の一覧 - 光度比 (流星) - 光年 - 光秒 - 神戸 (小惑星) - 神戸市立青少年科学館 - こうま座 - こうま座アルファ星 - こうま座ガンマ星 - こうま座デルタ星 - こうま座の恒星の一覧 - 小ゑん (小惑星) - コーウェル (小惑星) - ゴーゴリ (小惑星) - ゴーストクレーター - コーディリア (衛星) - コーディリア (小惑星) - コーディレフスキー雲 - ゴート (小惑星) - ゴードニア (小惑星) - コーニア (小惑星) - コープランド (小惑星) - コープランドの七つ子 - コーラ (小惑星) - 氷の火山 - 郡山市ふれあい科学館 - コールサック - ゴールト (小惑星) - コールドゥーラ (小惑星) - コールド・ジュピター - ゴールドストーン深宇宙通信施設 - コールドダークマター - コールド・ネプチューン - 子蟹座 - 古賀ゆきひと (小惑星) - こぎつね座 - こぎつね座CK星 - こぎつね座V星 - こぎつね座V336星 - こぎつね座アルファ星 - こぎつね座の恒星の一覧 - 国際隕石学会 - 国際宇宙会議 - 国際宇宙空間研究委員会 - 国際宇宙ステーションにおける船外活動の一覧 - 国際掩蔽観測者協会 - 国際科学光学ネットワーク - 国際ダークスカイ協会 - 国際地球回転・基準系事業 - 国際天文学オリンピック - 国際天文学連合 - 国際天文学連合が固有名を定めた恒星の一覧 - 国際天文学連合による惑星の定義 - 国際連合 (小惑星) - 黒色矮星 - 国籍別による宇宙飛行の年表 - 極超巨星 - 小久保英一郎 - こぐま座 - こぐま座2番星 - こぐま座8番星 - こぐま座11番星 - こぐま座イータ星 - こぐま座イプシロン星 - こぐま座ガンマ星 - こぐま座ゼータ星 - こぐま座デルタ星 - こぐま座の恒星の一覧 - こぐま座ベータ星 - こぐま座ラムダ星 - こぐま座流星群 - こぐま座矮小銀河 - 国立天文台 - 国立天文台4次元デジタル宇宙プロジェクト - 国立天文台ハワイ観測所 - 国立天文台ハワイ観測所すばる望遠鏡 - 国立天文台三鷹キャンパス - 小督 (小惑星) - ココニノ (小惑星) - コサ (小惑星) - 古在由秀 - 古在メカニズム - 小坂浩三 - コジコジ (小惑星) - こじし座 - こじし座37番星 - こじし座46番星 - こじし座T星 - こじし座の恒星の一覧 - 小柴昌俊 - コジマ (小惑星) - 小島卓雄 - 小嶋正 - 小島信久 - 小島彗星 - 後白河 (小惑星) - 小杉健郎 - コスケンニエミ (小惑星) - コスモアイル羽咋 - コスモス (テレビ番組) - コスモス2号 - コスモス3号 - コスモス26号 - コスモス49号 - コスモス:時空と宇宙 - コスモデミヤンスカヤ (小惑星) - コゼット (小惑星) - ゴダード (小惑星) - 五台山 (小惑星) - ゴダイヴァ (小惑星) - 小平桂一 - コッコラ (小惑星) - ゴットハルド (小惑星) - ゴットフリート・キルヒ - コップ座 - コップ座アルファ星 - コップ座デルタ星 - コップ座の恒星の一覧 - コップ座ベータ星 - コッヘラ (小惑星) - コッペリア (小惑星) - 古典的セファイド変光星 - 五藤 (小惑星) - 後藤邦昭 - 五藤光学研究所 - 五藤光学研究所・マークX - 五島市鬼岳天文台 - 五藤斉三 - 後藤勇吉 (小惑星) - コトカ (小惑星) - 琴ヶ浜 (小惑星) - こと座 - こと座RR型変光星 - こと座RR星 - こと座R星 - こと座イータ星 - こと座イプシロン星 - こと座ガンマ星 - こと座デルタ2星 - こと座の恒星の一覧 - こと座ベータ星 - こと座ミュー星 - コニカミノルタプラネタリウム - コバトン (小惑星) - 小林寿郎 - 小林徹 - 小林彗星 - 小林隆男 - コパル (小惑星) - コピート (小惑星) - 小淵沢 (小惑星) - コプフ (小惑星) - コプフ彗星 - ゴベルタ (小惑星) - コペルニクスの原理 - コホーテク (小惑星) - コホーテク彗星 (C/1973 E1) - コボルダ (小惑星) - 小牧中部公民館 - コマ収差 - コマス・ソラ (小惑星) - コマス・ソラ彗星 - コマチーナ (小惑星) - コマロフ (小惑星) - 五味一明 - こむこむ - コメット・インターセプター - コメットハンター - コメロ (小惑星) - コメンスキー (小惑星) - 子持ち銀河 - 小山勝二 - 小山伸 (小惑星) - 小山ひさ子 - 固有運動 - 暦 - コランナ (小惑星) - ゴリアテ (人工衛星) - ゴリツィア (小惑星) - コリンズ (小惑星) - コリンダー399 - コリンダーカタログ - コルガ (小惑星) - コルキス (小惑星) - ゴルゴ (小惑星) - コルチャック (小惑星) - コルドゥバ (小惑星) - ゴルトシュミット (小惑星) - コルトレーン (小惑星) - コルネーリス・ファン・ハウテン - コルネリア (小惑星) - コルネリス・デ・ヤヘル - コルバート (小惑星) - コレ (衛星) - ゴレブカ (小惑星) - 維盛 (小惑星) - コロナ - コロナ質量放出 - コロナス・フォトン - コロナホール - コロニス (小惑星) - コロニス族 - コロリョフ (小惑星) - コロンタイ (小惑星) - コロンビア (小惑星) - コワル・LINEAR彗星 - コワレフスカヤ (小惑星) - 広西 (小惑星) - コンコルディア (小惑星) - コンサドーレ (小惑星) - コンスタブル (小惑星) - コンスタンティア (小惑星) - コンスチトゥーツィヤ (小惑星) - コンチェク (小惑星) - ゴンチャロフ (小惑星) - 近藤陽次 - 近藤陽次 (小惑星) - コンパクト星 - コンパクト星の一覧 - コンパス座 - コンパス座アルファ星 - コンパス座の恒星の一覧 - コンパス座ベータ星 - コンプトンガンマ線観測衛星 - 孔子 (小惑星) - コンラーダ (小惑星)

## サ行

### さ
サーベイヤー1号 - サーベイヤー3号 - サーベイヤー5号 - サーベイヤー6号 - サーベイヤー7号 - ザーリア (小惑星) - ザールラント (小惑星) - ザーレ (小惑星) - サイキ (宇宙機) - 三枝義一 - サイクリック宇宙論 - 蔡元生 - 歳差 - 西城恵一 - 斉田博 - 埼玉 (小惑星) - さいたま市青少年宇宙科学館 - さいだん座 - さいだん座41番星 - さいだん座V865星 - さいだん座アルファ星 - さいだん座イータ星 - さいだん座ガンマ星 - さいだん座シータ星 - さいだん座ゼータ星 - さいだん座デルタ星 - さいだん座の恒星の一覧 - さいだん座ベータ星 - さいだん座ミュー星 - さいだん座ミュー星b - さいだん座ミュー星c - さいだん座ミュー星d - さいだん座ミュー星e - ザイツェフ (小惑星) - ザイッター (小惑星) - サイディング・スプリング - サイディング・スプリングサーベイ - サイディング・スプリング彗星 - サイディング・スプリング彗星 (C/2012 OP) - サイディング・スプリング彗星 (C/2013 A1) - ザイデル収差 - 済美 (小惑星) - サイフェルト (小惑星) - サイマー (小惑星) - サイモン・ガーファンクル (小惑星) - サイモン・ニューカム - サイラー (小惑星) - サウィスケラ (衛星) - サヴォ (小惑星) - サヴォンリンナ (小惑星) - サオ (衛星) - サガ (小惑星) - 堺市教育文化センター - 境保育園 (小惑星) - 栄村 (小惑星) - 坂庭和夫 - 相模原市立博物館 - 坂本九 (小惑星) - 阪本成一 - 坂本強 - さきがけ (探査機) - 作新学院 (小惑星) - 朔望月 - 佐久間 (小惑星) - 佐久間精一 - 桜井天体 - 櫻井幸夫 - 笹尾哲夫 - 笹ヶ瀬隕石 - 佐々木五郎 - 佐々木俊司 - 座敷童子 (小惑星) - サスキア (小惑星) - さそり座 - さそり座18番星 - さそり座AH星 - さそり座AI星 - さそり座AR星 - さそり座G星 - さそり座H星 - さそり座N星 - さそり座U星 - さそり座X-1 - さそり–ケンタウルス座アソシエーション - さそり座イータ星 - さそり座イオタ1星 - さそり座イプシロン星 - さそり座ウプシロン星 - さそり座オミクロン星 - さそり座オメガ1星 - さそり座カッパ星- さそり座クシー星 - さそり座シータ星 - さそり座シグマ星 - さそり座ゼータ星 - さそり座ゼータ1星 - さそり座ゼータ2星 - さそり座タウ星 - さそり座デルタ星 - さそり座ニュー星 - さそり座の恒星の一覧 - さそり座パイ星 - さそり座ベータ星 - さそり座ミュー星 - さそり座ラムダ星 - さそり座ロー星 - 定金晃三 - 禎子 (小惑星) - 定矩 (小惑星) - 作花 (小惑星) - 作花一志 - ザックス・ヴォルフェ効果 - サッターズミル隕石 - サッチャー彗星 - サッフォー (小惑星) - 札幌市青少年科学館 - 札幌市天文台 - サッポロスターライトドーム - 薩摩川内市せんだい宇宙館 - 佐渡 (小惑星) - 佐藤勲 (アマチュア天文家) - 佐藤勲 (小惑星) - 佐藤勝彦 (物理学者) - 佐藤修二 - 佐藤毅彦 - ザドゥナイスキー (小惑星) - 佐藤直人 - 佐藤直人 (小惑星) - 佐藤文隆 - 佐藤文衛 - 佐藤安男 - 聡 (小惑星) - ザトペック (小惑星) - さぬきこどもの国 - 佐野康男 - 砂漠惑星 - サハロフ (小惑星) - サビーヌ (小惑星) - サピエンティア (小惑星) - サブミリ波干渉計 - ザ・ブルー・マーブル - サフロノフ (小惑星) - サベナ (小惑星) - サマンサ (小惑星) - サミュエル・ラングレー - ザメンホフ (小惑星) - サモスのコノン - 佐用姫 (小惑星) - サラキア (小惑星) - サラゴサ (小惑星) - ザラストロ (小惑星) - サラバイ (小惑星) - ザララップ効果 - サリタ (小惑星) - サリュート1号 - サリュート4号 - サリュート6号 - ザルカーリー - サルデーニャ電波望遠鏡 - サルビア (小惑星) - サルミエント (小惑星) - サレマ (小惑星) - サロス周期 - サロメ (小惑星) - 散開星団 - さんかく座 - さんかく座アルファ星 - さんかく座ガンマ星 - さんかく座銀河 - さんかく座デルタ星 - さんかく座の恒星の一覧 - さんかく座ベータ星 - サングレーザー - 散光星雲 - 散在銀河 - ザンストラ (小惑星) - 酸素燃焼過程 - 三体問題 - サンタ・マリア断崖 - サンティアゴ (小惑星) - サン＝テグジュペリ (小惑星) - サンデュリーク-69° 202 - サント＝コロンブ (小惑星) - サンドラ (小惑星) - サンドラ・フェイバー - サンドリーヌ (小惑星) - 山内村 (小惑星) - サンブル (小惑星) - 散乱円盤天体 - 三裂星雲

### し
ジアダ (小惑星) - 香炉峰 (小惑星) - ジークリンデ (小惑星) - ジーゲナ (小惑星) - シーター (小惑星) - シーフシュピーグラー式望遠鏡 - ジー・ベーメ (小惑星) - 司馬遷 (小惑星) - ジーリ (小惑星) - ジーン・キャンベル (小惑星) - ジーンズの定理 - ジーンズ不安定性 - シェイクスピア (小惑星) - ジェイムズ・G・ベイカー - ジェイムズ・ウェッブ宇宙望遠鏡 - ジェイムズ・ファーガソン - シェーバー (小惑星) - ジェームズ・エドワード・ガン - ジェームズ・エドワード・キーラー - ジェームズ・クラーク・マクスウェル望遠鏡 - ジェームズ・クリスティー - ジェームズ・クレイグ・ワトソン - ジェームズ・クレイグ・ワトソン・メダル - ジェームズ・グレゴリー - ジェームズ・ショート - ジェームズ・ピーブルス - ジェームズ・ブラッドリー - ジェームズ・ボンド (小惑星) - シェーンフェルト (小惑星) - シェーンベルグ＝チャンドラセカール限界 - ジェーン・ルー - ジェコフスキー (小惑星) - ジェゼロ - ジェディキ (小惑星) - ジェネシス (探査機) - ジェネラルカタログ - シェフラー (小惑星) - ジェフリー・マーシー - シェヘラザード (小惑星) - ジェミニ天文台 - ジェミニプラネットイメージャー - ジェラード・K・オニール - シエラ・ネバダ天文台 - ジェラルディーナ (小惑星) - ジェラルド・クレメンス - シェルテ・バス - シェレルプ・マリスタニー彗星 - ジェローム・E・コッジャ - ジェローム・ラランド - ジオグラフォス (小惑星) - 塩沢均 - ジオット (探査機) - シオドーラ (小惑星) - ジオメトリア (小惑星) - 紫外線天文学 - シカゴ (小惑星) - 子規 (小惑星) - 磁気嵐 - 磁気圏 - 紫金山第2彗星 - 紫金山天文台 - シグネ (小惑星) - ジグネ (小惑星) - シグリ (小惑星) - 重文 (小惑星) - 重盛 (小惑星) - 茂義 (小惑星) - 子午環 - 四国 (小惑星) - 四国 (タイタン) - 自己重力 - 子午線 - 子午線弧 - 自己複製宇宙機 - シコ・メンデス (小惑星) - シコラクス (衛星) - シシガンビス (小惑星) - しし座 - しし座83番星 - しし座I - しし座II - しし座IV - しし座V - しし座A - しし座AD星 - しし座AQ星 - しし座CW星 - しし座DP星 - しし座R星 - しし座イータ星 - しし座イプシロン星 - しし座オミクロン星 - しし座カッパ星 - しし座ガンマ星 - しし座シータ星 - しし座シグマ星 - しし座ゼータ星 - しし座デルタ星 - しし座の恒星の一覧 - しし座の三つ子銀河 - しし座ミュー星 - しし座ラムダ星 - しし座流星群 - しじみ (小惑星) - 觜宿 - シシュフォス (小惑星) - 事象の地平面 - 静御前 (小惑星) - 静かな中性子星 - 閑谷校 (小惑星) - シズビー (小惑星) - 次世代トランジットサーベイ - 視線速度 -  シタルスキー (小惑星) - シチェドリン (小惑星) - 七曜 - シチリア (小惑星) - 質量光度関係 - 質量光度比 - 質量の大きい恒星の一覧 - 質量の小さい恒星の一覧 - 至点 - 自転周期 - 自動惑星検出望遠鏡 - シドニア (小惑星) - シニー (小惑星) - シニャック (小惑星) - シヌヘ (小惑星) - シネイ (小惑星) - シノーペ (衛星) - 死の湖 - シバ (小惑星) - 柴田一成 (宇宙物理学者) - 柴田眼治 (小惑星) - 柴田晋平 - 紫微垣 - シビラ (小惑星) - シプカ (小惑星) - 渋川春海 - 渋川敬尹 - 渋川敬典 - 渋沢栄一 (小惑星) - 至仏 (小惑星) - シフレオ彗星 - しぶんぎ座 - しぶんぎ座流星群 - 標茶 (小惑星) - シベリア (小惑星) - シベリウス (小惑星) - 嶋邦博 - 嶋作一大 - 島根県立三瓶自然館 - 四万十 (小惑星) - ジミー・シムス (小惑星) - 清水真一 - 清水義定 - シミュレーション天文学 - シメイ (小惑星) - シメイザ (小惑星) - シメイズ147 - シモーナ (小惑星) - シモネンコ (小惑星) - しもひろ (小惑星) - ジャービス (小惑星) - シャープレスカタログ - シャールジャ天文&宇宙科学センター - シャーロック (小惑星) - シャーロット・ブロンテ (小惑星) - ジャイアント・ボイド - シャイナ (小惑星) - シャイフェルス (小惑星) - シャイム (小惑星) - シャイラ (小惑星) - シャオジャオ (クレーター) - ジャクソン＝グウィルト・メダル - ジャクリーヌ (小惑星) - シャクンタラー (小惑星) - ジャコーモ・フィリッポ・マラルディ - ジャコビニ (小惑星) - ジャコビニ彗星 (205P) - ジャコビニ・ツィナー彗星 - シャコルナク (小惑星) - 写真乾板 - 写真等級 - 鵲橋 (探査機) - ジャック・カッシーニ - ジャック・バビネ - ジャック・ロンドン (小惑星) - ジャニーナ (小惑星) - ジャネット・アクユズ・マッテイ - シャプレー・ソーヤー集中度 - シャプレー超銀河団 - シャプレヤ (小惑星) - シャポシニコフ (小惑星) - シャラーモフ (小惑星) - シャランヤ (小惑星) - 車輪銀河 - シャルコフ (小惑星) - シャルナク (衛星) - シャルパンティエ (小惑星) - シャルル・ウォルフ - シャルル＝ウジェーヌ・ドロネー - シャルル・メシエ - シャルル・ル・モルヴァン - シャルロッテ (小惑星) - シャルロワ (小惑星) - シャレーン (小惑星) - シャロノフ (小惑星) - シャロンジュ (小惑星) - シャングリラ (タイタン) - ジャン＝ジャック (小惑星) - ジャン・シャコルナク - ジャン・シャップ・ドートロシュ - ジャンスキー - ジャンスキー (小惑星) - ジャン＝バティスト・ジョゼフ・ドランブル - ジャン・ピカール - ジャン＝フィリップ・ロワ・ド・シェゾー - シャンポリオン (小惑星) - ジャン・リシェ - ジャン＝ルイ・ポン - シュヴァスマニア (小惑星) - シュヴァルツシルダ (小惑星) - シュヴァルツシルト式望遠鏡 - ジュヴィジア (小惑星) - ジューイット (小惑星) - 周縁減光 - 周期彗星の一覧 - 周極星 - 集合鏡望遠鏡 - 集光力 - 収差 - ジュース (小惑星) - 修正ユリウス暦 - シューバルト (小惑星) - 自由浮遊惑星 - 秋分 - 秋分点 - シューマッハ (小惑星) - シューメーカー (小惑星) - シューメーカー彗星 (C/1984 U1) - シューメーカー・ホルト第1彗星 - シューメーカー・レヴィ第9彗星 - 十分一 (小惑星) - シューヤ (小惑星) - 重力異常 - 重力圏 - 重力減光 - 重力波 (相対論) - 重力波天文学 - 重力波の初検出 - 重力マイクロレンズ法によって発見された太陽系外惑星の一覧 - 重力レンズ - ジュール・ボルデ (小惑星) - 周連星惑星 - 周惑星円盤 - 瑞華 (小惑星) - 寿岳潤 - 主系列星 - シュスター (小惑星) - ジュゼッペ・コロンボ - ジュゼッペ・ピアッツィ - シュタイナー (小惑星) - シュタインハイル (小惑星) - シュタルケンブルク (小惑星) - シュタルケンブルク天文台 - ジュッタ (小惑星) - シュテインス (小惑星) - シュテルンベルガ (小惑星) - シュテルンベルク天文研究所 - シュトゥンプフ (小惑星) - シュトース (小惑星) - シュトッベ (小惑星) - シュトラッケア (小惑星) - シュトルーヴィーナ (小惑星) - ジュヌヴィエーヴ (小惑星) - ジュネーブ太陽系外惑星探査 - ジュノー (小惑星) - ジュノー (探査機) - ジュノー族 - シュプマン (小惑星) - シュペーラー極小期 - シュペーラーの法則 - ジュベジュダラ (小惑星) - シュマコヴァ (小惑星) - シュミット (小惑星) - シュミットカセグレン式望遠鏡 - シュミット式望遠鏡 - シュミットニュートン式望遠鏡 - 主要銀河カタログ - ジュリア (小惑星) - ジュリア・ブライアント (小惑星) - シュリーマン (小惑星) - ジュリエット (衛星) - シュリニヴァス・クルカルニ - シュルーティア (小惑星) - シュルナザリア (小惑星) - シュワスマン・ワハマン第1彗星 - シュワスマン・ワハマン第2彗星 - シュワスマン・ワハマン第3彗星 - シュワルツシルト半径 - シュワルツシルト・ブラックホール - 準衛星 - 春海 (小惑星) - 準褐色矮星 - 準巨星 - 順行・逆行 - 巡天 - 準ヒルダ群彗星 - 春分 - 春分点 -準矮星 - 準惑星 - 準惑星候補の一覧 - ジョアオ・マゲイジョ - ジョアニー＝フィリップ・ラグルーラ - ジョアンナ (小惑星) - ジョヴァンニ・カッシーニ - ジョヴァンニ・スキアパレッリ - ジョヴァンニ・バッティスタ・オディエルナ - ジョヴァンニ・バッティスタ・ドナティ - ジョヴァンニ・バッティスタ・リッチョーリ - 上越清里星のふるさと館 - 上越青少年文化センター - 嫦娥1号 - 嫦娥2号 - 嫦娥3号 - 嫦娥4号 - 嫦娥5号T1 - 嫦娥石 - じょうぎ座 - じょうぎ座ガンマ2星 - じょうぎ座銀河団 - じょうぎ座の恒星の一覧 - 蒸気の海 - じょうぎ腕 - 衝効果 - 昇交点黄経 - しょうさんかく座 - 状態方程式 (宇宙論) - 章動 - 衝突族 - 城南 (小惑星) - 湘南台文化センター - 常念 (小惑星) - 小マゼラン雲 - 松陽 (小惑星) - 常用時 - 昭和 (小惑星) - 小惑星 - 小惑星センター - 小惑星族 - 小惑星帯 - 小惑星地球衝突最終警報システム - 小惑星による掩蔽 - 小惑星の一覧 - 小惑星の一覧 (1-1000) - 小惑星の一覧 (1001-2000) - 小惑星の一覧 (2001-3000) - 小惑星の一覧 (3001-4000) - 小惑星の一覧 (4001-5000) - 小惑星の一覧 (5001-6000) - 小惑星の一覧 (6001-7000) - 小惑星の一覧 (7001-8000) - 小惑星の一覧 (8001-9000) - 小惑星の一覧 (9001-10000) - 小惑星の一覧 (10001-11000) - 小惑星の一覧 (11001-12000) - 小惑星の一覧 (12001-13000) - 小惑星の一覧 (13001-14000) - 小惑星の一覧 (14001-15000) - 小惑星の一覧 (15001-16000) - 小惑星の一覧 (16001-17000) - 小惑星の一覧 (17001-18000) - 小惑星の一覧 (18001-19000) - 小惑星の一覧 (19001-20000) - 小惑星の一覧 (20001-21000) - 小惑星の一覧 (21001-22000) - 小惑星の一覧 (22001-23000) - 小惑星の一覧 (23001-24000) - 小惑星の一覧 (24001-25000) - 小惑星の一覧 (25001-26000) - 小惑星の一覧 (26001-27000) - 小惑星の一覧 (27001-28000) - 小惑星の一覧 (28001-29000) - 小惑星の一覧 (29001-30000) - 小惑星の一覧 (30001-31000) - 小惑星の一覧 (31001-32000) - 小惑星の一覧 (32001-33000) - 小惑星の一覧 (33001-34000) - 小惑星の一覧 (34001-35000) - 小惑星の一覧 (35001-36000) - 小惑星の一覧 (36001-37000) - 小惑星の一覧 (37001-38000) - 小惑星の一覧 (38001-39000) - 小惑星の一覧 (39001-40000) - 小惑星の一覧 (40001-41000) - 小惑星の一覧 (41001-42000) - 小惑星の一覧 (42001-43000) - 小惑星の一覧 (43001-44000) - 小惑星の一覧 (44001-45000) - 小惑星の一覧 (45001-46000) - 小惑星の一覧 (46001-47000) - 小惑星の一覧 (47001-48000) - 小惑星の一覧 (48001-49000) - 小惑星の一覧 (49001-50000) - 小惑星の一覧 (50001-51000) - 小惑星の一覧 (51001-52000) - 小惑星の一覧 (52001-53000) - 小惑星の一覧 (53001-54000) - 小惑星の一覧 (54001-55000) - 小惑星の一覧 (55001-56000) - 小惑星の一覧 (56001-57000) - 小惑星の一覧 (57001-58000) - 小惑星の一覧 (58001-59000) - 小惑星の一覧 (59001-60000) - 小惑星の一覧 (60001-61000) - 小惑星の一覧 (61001-62000) - 小惑星の一覧 (62001-63000) - 小惑星の一覧 (63001-64000) - 小惑星の一覧 (64001-65000) - 小惑星の一覧 (65001-66000) - 小惑星の一覧 (66001-67000) - 小惑星の一覧 (67001-68000) - 小惑星の一覧 (68001-69000) - 小惑星の一覧 (69001-70000) - 小惑星の一覧 (70001-71000) - 小惑星の一覧 (71001-72000) - 小惑星の一覧 (72001-73000) - 小惑星の一覧 (73001-74000) - 小惑星の一覧 (74001-75000) - 小惑星の一覧 (75001-76000) - 小惑星の一覧 (76001-77000) - 小惑星の一覧 (77001-78000) - 小惑星の一覧 (78001-79000) - 小惑星の一覧 (79001-80000) - 小惑星の一覧 (80001-81000) - 小惑星の一覧 (81001-82000) - 小惑星の一覧 (82001-83000) - 小惑星の一覧 (83001-84000) - 小惑星の一覧 (84001-85000) - 小惑星の一覧 (85001-86000) - 小惑星の一覧 (86001-87000) - 小惑星の一覧 (87001-88000) - 小惑星の一覧 (88001-89000) - 小惑星の一覧 (89001-90000) - 小惑星の一覧 (90001-91000) - 小惑星の一覧 (91001-92000) - 小惑星の一覧 (92001-93000) - 小惑星の一覧 (93001-94000) - 小惑星の一覧 (94001-95000) - 小惑星の一覧 (95001-96000) - 小惑星の一覧 (96001-97000) - 小惑星の一覧 (97001-98000) - 小惑星の一覧 (98001-99000) - 小惑星の一覧 (99001-100000) - 小惑星の一覧 (100001-101000) - 小惑星の一覧 (101001-102000) - 小惑星の一覧 (102001-103000) - 小惑星の一覧 (103001-104000) - 小惑星の一覧 (104001-105000) - 小惑星の一覧 (108001-109000) - 小惑星の一覧 (109001-110000) - 小惑星の一覧 (110001-111000) - 小惑星の一覧 (112001-113000) - 小惑星の一覧 (113001-114000) - 小惑星の一覧 (116001-117000) - 小惑星の一覧 (119001-120000) - 小惑星の一覧 (122001-123000) - 小惑星の一覧 (124001-125000) - 小惑星の一覧 (126001-127000) - 小惑星の一覧 (128001-129000) - 小惑星の一覧 (132001-133000) - 小惑星の一覧 (133001-134000) - 小惑星の一覧 (134001-135000) - 小惑星の一覧 (135001-136000) - 小惑星の一覧 (136001-137000) - 小惑星の衛星 - 小惑星の鉱業 - 小惑星の植民 - 小惑星のスペクトル分類 - 小惑星発見者の一覧 - 小惑星番号 - 小惑星リダイレクトミッション - 昭和新山 (小惑星) - ジョエラ (小惑星) - ジョエル・ステビンス - ジョエル・ヘイスティングス・メトカーフ - ジョージア (小惑星) - ジョージ・エラリー・ヘール賞 - ジョージ・エリス - ジョージ・オルコック - ジョージ・ガモフ - ジョージ・サール - ジョージ・スムート - ジョージのこと座 - ジョージ・ハワード・ダーウィン - ジョージ・ビドル・エアリー - ジョージ・ファン・ビースブルック - ジョージ・ファン・ビースブルック賞 - ジョージ・フィリップス・ボンド - ジョージ・ヘール - ジョージ・ヘンリー・ピーターズ - ショーマス (小惑星) - ショーマス彗星 - ショーリア (小惑星) - ジョーン (小惑星) - ショーン・コネリー (小惑星) - ジョクール (小惑星) - 初期質量関数 - 食 (天文) - 食変光星 - しょさんべつ天文台 - ジョスリン・ベル・バーネル - ジョセフ・アシュブルック - ジョセフィーナ (小惑星) - ジョゼフ・ウィンロック - ジョゼフ＝ジャン＝ピエール・ロラン - 触角銀河 - ジョドレルバンク天体物理学センター - ジョドレルバンク天文台 - ジョニー・ウィアー (小惑星) - ジョフロワ (小惑星) - ジョルジオ・アベッティ - ジョルジュ・サンド (小惑星) - ジョルジュ・ライエ - ジョルジュ・ルメートル - ジョルダーノ・ブルーノ - ジョルダーノ (小惑星) - ショルツ星 - ショルティ (小惑星) - ジョン・D・バロウ - ジョン・J・カヴェラーズ - ジョン・ウィンスロップ (天文学者) - ジョン・エバーハート (小惑星) - ジョン・クーチ・アダムズ - ジョン・グッドリック - ジョン・クリーズ (小惑星) - ジョンソン (小惑星) - ジョンソン彗星 - ジョン・ドライヤー - ジョン・バーコール - ジョン・ハインド - ジョン・ヒルの星座 - ジョン・フラムスティード - ジョン・ブロートン - ジョン・ホイーラー - ジョン・ポール・ジョーンズ (小惑星) - ジョン・ポール・ワイルド - ジョン・ポンド - ジョン・マッジ - ジョン・ロウリー・ドブソン - ジョン・ロッテスリー - シラー (小惑星3079番) - シラー (小惑星8722番) - 白井誠司 - 白神山地 (小惑星) - 白川郷 (小惑星) - 白鷹 (小惑星) - シランペー (小惑星) - シリウス - シリヤン (小惑星) - シリル・ジャクソン - シリンガ (小惑星) - シリンクス (小惑星) - シルヴァニア (小惑星) - シルヴァン・アラン - シルヴィア (小惑星) - シルヴレッタ (小惑星) - ジルヒャー (小惑星) - ジレーネ (小惑星) - シレジア (小惑星) - シロナ (小惑星) - シワ (小惑星) - 沈括 - 新海誠 (小惑星) - 新疆天文台 - 人工衛星 - 人工衛星・宇宙探査機の年表 - 慎司 (小惑星) - 錦繍中華 (小惑星) - 軫宿 - 新城新蔵 - シンスケアベ (小惑星) - 新星 - しんせい (人工衛星) - 震生湖 (小惑星) - 新星残骸 - シンデル (小惑星) - シンフェロポリ (小惑星) - 人名に因む名を持つ小惑星の一覧 - シンメトリア (小惑星)

### す
スィオネ (衛星) - 水銀・マンガン星 - ズィスキン (小惑星) - すいせい - 彗星 - 水星 - 水星横断小惑星 - 彗星銀河 - 彗星・小惑星遷移天体 - 彗星の一覧 - 水星の衛星 - 水星の植民 - 水星の大気 - 水星の太陽面通過 - 水星の太陽面通過 (海王星) - 水星の太陽面通過 (火星) - 水星の太陽面通過 (金星) - 水星の太陽面通過 (天王星) - 水星の太陽面通過 (土星) - 水星の太陽面通過 (冥王星) - 水星の太陽面通過 (木星) - 水星の地域一覧 - 水星の地形一覧 - 水星の地質 - スイセイ平原 - 水石 (小惑星) - 水素増感 - スイトピアセンター - スイフト・タットル彗星 - 水平分枝 - スヴィリードフ (小惑星) - スウィングス (小惑星) - スヴェア (小惑星) - スウェージー (小惑星) - スウェーデン・ソーラー・システム - スウェーデン暦 - スヴェトラーナ (小惑星) - スヴェトラナ・ゲラシメンコ - スウォープ (小惑星) - スヴォーロフ (小惑星) - スージー (小惑星) - スーパーWASP - スーパーカミオカンデ - ズールー (小惑星) - スエビア (小惑星) - 末元善三郎 - スオミ (小惑星) - スカイ&テレスコープ - スカイラブ2号 - スカイラブ3号 - スカイラブ4号 - スカイラブ計画 - スカイワードあさひ - スカジ (衛星) - スカニア (小惑星) - 菅野 (小惑星) - 菅野松男 - 菅野洋子 (小惑星) - スカルナテ・プレソ天文台 - スカルラッティ (小惑星) - スキアパレッリ (小惑星) - 杉江淳 - スキッフ・香西彗星 - スキティア (小惑星) - 杉原 (小惑星) - 杉本大一郎 - 杉山直 (天文学者) - 杉山正治 - スキュラ (小惑星) - スクエア・キロメートル・アレイ - スクナビコナ (小惑星) - スクルド (小惑星) - スコット (小惑星) - スコット・S・シェパード - スコビー (小惑星) - スコリナ (小惑星) - スコル (衛星) - すざく - スサノオ (小惑星) - スザンナ (小惑星) - 鈴木 (小惑星) - 鈴木敬信 - 鈴木憲蔵 - 鈴木繁道 - 鈴木章司 - 鈴木正平 - 鈴木壽壽子 (小惑星) - 鈴木雅之 (天文家) - 鈴木充 (天文家) - 鈴木洋一郎 - スター (小惑星) - スターシップ (宇宙船) - スターダスト (探査機) - スタートラッカー - スターバースト - スターバースト銀河 - スターライト・コーポレーション - スターランドAIRA - スターリングラード (小惑星) - スタヴロポリス (小惑星) - スタシック (小惑星) - すだち (小惑星) - スタテイラ (小惑星) - スタンリー (小惑星) - スチグマート - スチュワード天文台 - スティーヴン・グールド (小惑星) - スティーヴン・ホーキング - スティーヴン・マラン (小惑星) - スティーブ (大気現象) - スティーブン・サルヤーズ - スティックニー (クレーター) - ズデニェク・モラヴェツ - ズデニカ・ヴァーヴロヴァー - ズデネェック・セプレハ - ズデネク・コパル - ステファニア (小惑星) - ステファノー (衛星) - ステファン・オテルマ彗星 - ステファンの五つ子銀河 - ステュクス (衛星) - ステルネボリ (小惑星) - ステレオスコピア (小惑星) - ステレオ投影 - ステントル (小惑星) - 須藤靖 - ストジェコフ (小惑星) - ストラスブール天文データセンター - ストラットニア (小惑星) - ストラボ (小惑星) - ストランド (小惑星) - ストルガツキア (小惑星) - ストレームグレン球 - ストレヌア (小惑星) - ストレリア (小惑星) - ストローバンティア (小惑星) - ストロベリームーン - ストロムロ山天文台 - ストロンコーネ - スットゥングル (衛星) - スナイダー・村上彗星 - 砂時計星雲 - スニヤエフ・ゼルドビッチ・アレイ - スニヤエフ・ゼルドビッチ効果 - スパゲッティ化現象 - スバマラ (小惑星) - スピヴァコフ (小惑星) - スピカ - スピキュール - スピッツァー (小惑星) - スピッツァー宇宙望遠鏡 - スピラエア (小惑星) - スビラクス (小惑星) - スピリット (探査機) - スピリドニア (小惑星) - スフィンクス (小惑星) - スフィンクス天文台 - スプートニク3号 - スプートニク7号 - スプートニク・ショック - スブラマニアン・チャンドラセカール - スペースウォッチ - スペースガード - スペースコロニー - スペースデブリ - スペースファウンテン - スペースペン - スペクトル - スペクトルエネルギー分布 - スペクトル分類 - スペクトロスコピック感光材料 - スペンサー＝ジョーンズ (小惑星) - スベンスマルク効果 - スボティナ (小惑星) - スポンデ (衛星) - スマート1 - スマイリー (小惑星) - スマッツ (小惑星) - スミス (小惑星) - スミスロフ (小惑星) - スミソニアン天体物理観測所 - スミソニアン天文台星表 - 隅田 (小惑星) - スミュルナのテオン - スミルノワ・チェルヌイフ彗星 - スメタナ (小惑星) - スモクトゥノフスキー (小惑星) - スモレンスク (小惑星) - ズライカ (小惑星) - スライファー (小惑星) - スラミティス (小惑星) - スリュムル (衛星) - スルト (衛星) - スローター・バーナム彗星 - スローン・グレートウォール - スローン・デジタル・スカイサーベイ - スロベニア (小惑星) - スンドマニア (小惑星)

### せ
清貞雄 - 星雲 - 星雲説 - 星雲目録 - 星界の報告 - 星間雲 - 星間ガス - 星間赤化 - 星間物質 - 星間分子 - 星間分子の一覧 - 星座 - 星座の一覧 - 星座の書 - 星座の広さ順の一覧 - 星座早見盤 - 星座別の恒星の一覧 - 聖紫花 (小惑星) - 星周円盤 - 星周塵 - 井宿 - 星宿 - 青色巨星 - 青色超巨星 - 青色矮星 (赤色矮星の進化段階) - 星震学 - 星図 - 静水圧平衡 - 静水圧平衡にある太陽系天体の一覧 - 成層圏赤外線天文台 - 星団 - 正中 - セイナヨキ (小惑星) - 星表 - セイファート銀河 - セイファートの六つ子銀河 - 生物名に由来する小惑星の一覧 - 青方偏移 - 晴明 (小惑星) - 生命存在指標 - 星名の一覧 - セイヤーズ (小惑星) - 清和高原天文台 - セヴァストポリ (小惑星) - セヴェノーラ (小惑星) - ゼウクソ (小惑星) - セーヌ (小惑星) - ゼーベルク天文台 - セーラ (小惑星) - ゼーリゲリア (小惑星) - 世界天文年2009 - 世界の大規模屈折望遠鏡一覧 - 世界の大規模反射望遠鏡一覧 - セカニナ (小惑星) - 赤緯 - 赤外暗黒雲 - 赤外線宇宙天文台 - 赤外線銀河 - 赤外線天文学 - 関口鯉吉 - 赤経 - 関崎海星館 - 赤色巨星 - 赤色巨星分枝 - 赤色超巨星 - 赤色矮星 - 赤色矮星系の居住可能性 - 関孝和 (小惑星) - 関勉 - 赤道 - 赤道儀式架台 - 赤道傾斜角 - 赤道座標 - 赤方偏移 - 赤方偏移の量子化 - 石北峠 (小惑星) - セクメト (小惑星) - セコイア (小惑星) - セゴビア (小惑星) - 世宗 (小惑星) - セシリア (小惑星) - セシリア・ペイン＝ガポーシュキン - セス・チャンドラー - セス・B・ニコルソン - 世代宇宙船 - 接眼レンズ - 拙斎 (小惑星) - 接触連星 - 雪線 (天文学) - 絶対等級 - 摂動 (天文学) - セッピナ (小惑星) - セティボス (衛星) - セトス (小惑星) - セドナ (小惑星) - セドノイド - セドフ (小惑星) - 銭谷誠司 - ゼノビア (小惑星) - セプレハ (小惑星) - セベロチョア (小惑星) - セミラミス (小惑星) - セメレ (小惑星) - セラフィナ (小惑星) - セラリウス (小惑星) - ゼリア (小惑星) - ゼリーフライ (小惑星) - ゼリヌール (小惑星) - セリュタ (小惑星) - セルゲイ・ニコラエヴィッチ・ブラツコ - セルゲイ・ベリャフスキー - セルシック則 - セルビア (小惑星) - セレーネ (小惑星) - セレウコス (小惑星) - セレスティーナ (小惑星) - ゼロ (小惑星) - セロニアス (小惑星) - セロ・トロロ汎米天文台 - 漸近巨星分枝 - 閃光星 - 潜在的に危険な小惑星 - 前主系列星 - ゼンタ (小惑星) - 仙台 (小惑星) - 川内大綱 (小惑星) - 仙台市天文台 - センチネル・アジア - 先発グレゴリオ暦 - センフィラ (小惑星) - 全米天文学大学連合 - 善兵衛 (小惑星)

### そ
相関関数 (天文学) - 双極性星雲 - 相互作用銀河 - 漱石 (小惑星) - 相対論的星 - 掃天星表 - 像面湾曲 - ゾエ (衛星) - ソーマ (小惑星) - ソーラーアナログ - ソーラー・ダイナミクス・オブザーバトリー - ソーラーマックス - ソーン-ジトコフ天体 - そくていさく座 - ソシゲネス - ソダンキュラ (小惑星) - 祖沖之 - 祖沖之 (小惑星) - 測光 (天文) - 測光標準星 - ソファラ (小惑星) - ソフィア (小惑星) - ソフィエフカ (小惑星) - 祖父江久仁子 - 祖父江義明 - ソフォクレス (小惑星) - ソフロシネ (小惑星) - 小白山天文台 - ソボレフ (小惑星) - ソマリア (小惑星) - ソムニウム (小惑星) - ゾヤ (小惑星) - ソユーズ13号 - ソユーズ17号 - ソユーズ18号 - ソユーズ22号 - ソユーズ34号 - ソユーズ40号 - ソユーズMS-11 - ソユーズTM-4 - 宙ガール - そらし目 - 宙のまにまに - ゾラン・クネジェヴィッチ - ソルヴェーグ (小惑星) - ソルガ (小惑星) - ソルベー (小惑星) - ソルマーノ (小惑星) - それでも地球は動く - そろばん (小惑星) - ソロン (小惑星) - ソロン・アーヴィング・ベイリー - ゾンド3号 - ゾンド8号 - ゾンネベルガ (小惑星) - ゾンバ (小惑星) - ソンブレロ銀河

## タ行

### た
ダーヴィト・ファブリツィウス - ダーウィン (小惑星) - ダークエネルギー - ダーク・フロー - ダークマター星 - ターディス (小惑星) - ターニャ (小惑星) - ターネラ (小惑星) - 第3次長期滞在 - 太陰太陽暦 - 大気圏外 - 大気圏再突入 - 大気光 - 大気差 - 大気散逸 - 大クエーサー群 - タイゲテ (衛星) - タイ国立天文学研究所 - 泰三郎 (小惑星) - 第四 (小惑星) - 大師堂経明 - 大震災 (小惑星) - タイス (小惑星) - 大彗星 - 大数仮説 - 大亮 (小惑星) - 大西洋両岸系外惑星サーベイ - 大双眼望遠鏡 - ダイソナ (小惑星) - ダイソン球 - ダイソン・ツリー - ダイダラボッチ (小惑星) - タイタン (衛星) - タイタンの生命 - タイタンの大気 - タイタンの地形一覧 - 大天頂望遠鏡 - 大統一時代 - 大道卓 - ダイニックアストロパーク天究館 - 大日本史 (小惑星) - 太白 (小惑星) - 対物レンズ - 大菩薩 (小惑星) - 大マゼラン雲 - ダイモス (衛星) - ダイモスの太陽面通過 - ダイヤモンド・クロス - たいよう - 太陽 - 太陽嵐 - 太陽核 - 太陽活動期国際観測年 - 太陽系 - 太陽系外衛星の一覧 - 太陽系外縁天体 - 太陽系外彗星 - 太陽系外惑星 - 太陽系外惑星エンサイクロペディア - 太陽系外惑星探査プロジェクトの一覧 - 太陽系外惑星の一覧 - 太陽系外惑星の統計 - 太陽系外惑星の発見者のリスト - 太陽系外惑星の発見方法 - 太陽系家族写真 - 太陽系小天体 - 太陽系探査の年表 - 太陽系地球型惑星大気監視望遠鏡 - 太陽系の衛星の一覧 - 太陽系の形成と進化 - 太陽系の元素組成 - 太陽系の天体で最も高い山の一覧 - 太陽系の天体の一覧 - 太陽系の天体の最も大きなクレーターの一覧 - 太陽系の惑星と衛星の発見の年表 - 太陽系を離れる人工物の一覧 - 太陽圏 - 太陽向点 - 太陽光度 - 太陽黒点 - 太陽時 - 太陽質量 - 太陽直下点 - 太陽年 - 太陽半径 - 太陽風 - 太陽物理学の年表 - 太陽フレア - 太陽望遠鏡 - 大理石の彫刻座 - 対流層 - 大論争 (天文学) - ダヴィッド・ヴェイラ (小惑星) - ダヴィドシュラーク (小惑星) - タウリス (小惑星) - タウリネンシス (小惑星) - タウントニア (小惑星) - 楕円軌道 - 楕円体状変光星 - 高尾明 - 高瀬 (小惑星) - 高瀬文志郎 - 多賀利寛 (小惑星) - 高野長英 (小惑星) - 高橋篤志 - 高橋景保 - 高橋進 (天文家) - 高橋製作所 - 高橋製作所の望遠鏡製品一覧 - 高橋至時 - 高天原 (小惑星) - 高松市こども未来館 - 高松市民文化センター - 高見澤 (小惑星) - 高見澤今朝雄 - 高見澤彗星 - 高柳 (小惑星) - 宝島 (小惑星) - タグァシパ (小惑星) - ダクティル (衛星) - 武石正憲 - ダゲール (小惑星) - 武雄 (小惑星) - 武田弘 - 多元宇宙論 - 多胡昭彦 - 多胡昭彦 (小惑星) - タゴール (小惑星) - タコクライン - たこやき (小惑星) - タジェフ (小惑星) - タジキスタン (小惑星) - 田島征三 (小惑星) - 多重星 - タスマン (小惑星) - タタ (小惑星) - 忠盛 (小惑星) - タチアニーナ (小惑星) - たちばな天文台 - タチヤーナ (小惑星) - タッキア (小惑星) - タットル (小惑星) - タットル・ジャコビニ・クレサーク彗星 - タットル彗星 - 辰野金吾 (小惑星) - ダッラ＝デグレゴーリ (小惑星) - タデアーシュ・ハーイェク - たて・ケンタウルス腕 - たて座 - たて座R星 - たて座UY星 - たて座アルファ星 - たて座ガンマ星 - たて座デルタ型変光星 - たて座デルタ星 - たて座の恒星の一覧 - たて座ベータ星 - 伊達政宗 (小惑星) - ダトー (小惑星) - ダナエ (小惑星) - 田中 (小惑星) - 田中善一 - 田中千秋 (天文観測家) - 田中政明 - 田中政明 (小惑星) - 田中勇司 - タナ (小惑星) - 田中雅臣 - 田上 (小惑星) - 田中靖郎 - 田中幸雄 (小惑星) - 棚倉町文化センター倉美館 - ダニエル・K・イノウエ太陽望遠鏡 - ダニエル彗星 - ダニエル・デュトワ - ダニエル・モロー・バリンジャー - 谷川 (小惑星) - 谷口義明 - タニナ (小惑星) - 田貫 (小惑星) - 種子島 (小惑星) - 種崎 (小惑星) - タネテ (小惑星) - タピオ (小惑星) - ダビダ (小惑星) - ダフニス (衛星) - ダフネ (小惑星) - 田部井 (小惑星) - タボラ (小惑星) - 多摩 (小惑星) - 玉春日 (小惑星) - 玉島 (小惑星) - タマラ (小惑星) - タマラ・スミルノワ - ダミアン (小惑星) - 田村元秀 - ダモクレス (小惑星) - ダモクレス族 - ダラス (小惑星) - タラッサ (衛星) - タラニス (小惑星) - タランチュラ星雲 - タリア (小惑星) - タリー・フィッシャー関係 - タルクェク (衛星) - タルトゥ天文台 - タルボス (衛星) - タルボット (小惑星) - 垂水 (小惑星) - ダレスト彗星 - ダレラ (小惑星) - 太郎 (小惑星) - 太郎坊 (小惑星) - タンガ (小惑星) - ダンカーリー (小惑星) - ダンカン (小惑星) - ダンカン・ウォルドロン - 弾丸銀河団 - 短周期彗星 - ダンジョン (小惑星) - ダンシンク天文台 - 炭素過剰金属欠乏星 - 炭素星 - 炭素燃焼過程 - 炭素爆発 - 炭素惑星 - 丹頂鶴 (小惑星) - ダンディ (小惑星) - ダントゥ (クレーター) - 丹野顕 (小惑星) - 丹野佳代 (小惑星) - タンペレ (小惑星)

### ち
チーバイシー (クレーター) - チーマ・エカール (小惑星) - チェイキン (小惑星) - チェシャキャット (小惑星) - チェスコ (小惑星) - チェスター・ワッツ - チェビシェフ (小惑星) - チェリャビンスク隕石 - チェルヌイシェフスキー (小惑星) - チェルヌイフ (小惑星) - チェルヌイフ彗星 - チェレンコフ望遠鏡アレイ - 陳・高彗星 - 鄭崇華 (小惑星) - 近い銀河の一覧 - 近い恒星の一覧 - 近くて明るい恒星の一覧 - 近田義広 - チカロフ (小惑星) - 地球 - 地球以外における地震 - 地球横断小惑星 - 地球外生命 - 地球外知的生命体探査 - 地球型惑星 - 地球が微笑んだ日 - 地球観測衛星の年表 - 地球近傍小惑星 - 地球近傍小惑星追跡 - 地球近傍天体 - 地球質量 - 地球照 - 地球に近い太陽系外惑星の一覧 - 地球に月までの距離以内に接近する天体の一覧 - 地球の太陽面通過 (海王星) - 地球の太陽面通過 (火星) - 地球の太陽面通過 (天王星) - 地球の太陽面通過 (土星) - 地球の太陽面通過 (冥王星) - 地球の太陽面通過 (木星) - 地球の出 - 地球のトロヤ群 - 地球半径 - 地球フライバイ・アノマリー - 地球類似性指標 - チグリス座 - チスラン (小惑星) - チタニア (衛星) - チタニア (小惑星) - チタン44 - チチカカ (小惑星) - 地動説 - チトー (小惑星) - 知名町 (小惑星) - 千葉県 (小惑星) - 地平座標 - チホフ (小惑星) - チミケップ湖 (小惑星) - 地名に由来する小惑星の一覧 - チモカリス - チャールズ・アボット (天文学者) - チャールズ・サンダース・パース - チャールズ・トーマス・コワル - チャールズのかしのき座 - チャールズ・パーライン - チャールズ・プーア - チャールズ・ヤング - 陳 (小惑星) - チャイカ (小惑星) - チャイナ (小惑星) - チャオモンフ (クレーター) - チャスラフスカ (小惑星) - チャドウィック・トルヒージョ - チャナントール天文台 - チャペック (小惑星) - 長春 (小惑星) - チャレンジャー丘 - チャント (小惑星) - チャンドラ (人工衛星) - チャンドラ (小惑星) - チャンドラセカール限界 - チャンドラヤーン1号 - 張衡 (小惑星) - 中科院 (小惑星) - 中間質量ブラックホール - 中国宇宙ステーション - 中国科学院国家天文台 - 中性子星 - 忠八 (小惑星) - チューレ (小惑星) - チュッチェフ (小惑星) - チュリュモフ (小惑星) - チュリュモフ・ゲラシメンコ彗星 - チュルニ・ヴルフ天文台 - チュルリョーニス (小惑星) - 超大型干渉電波望遠鏡群 - 超巨星 - 超銀河座標 - 超銀河団 - 超空洞 - 超光速運動 - ちょうこくぐ座 - ちょうこくぐ座アルファ星 - ちょうこくぐ座の恒星の一覧 - ちょうこくぐ座ベータ星 - ちょうこくしつ座 - ちょうこくしつ座R星 - ちょうこくしつ座アルファ星 - ちょうこくしつ座銀河群 - ちょうこくしつ座超銀河団 - ちょうこくしつ座の恒星の一覧 - ちょうこくしつ座ベータ星 - ちょうこくしつ座矮小銀河 - 長周期彗星 - 長周期変光星 - 張宿 - 超新星 - 超新星宇宙論計画 - 超新星元素合成 - 超新星候補の一覧 - 超新星残骸 - 超新星残骸の一覧 - 超新星に関する年表 - 超新星の一覧 - 超新星の観測史 - 潮汐説 - 潮汐破壊現象 - 潮汐力 - 超大光度X線源 - 超大質量ブラックホール - 超短周期惑星 - 超短周期惑星の一覧 - 超長基線アレイ - 超長基線電波干渉法 - 超低温矮星 - チョーサー (小惑星) - 直接観測法によって発見された太陽系外惑星の一覧 - 直径の大きい恒星の一覧 - チラキ (小惑星) - チロ (犬) - チントゥー

### つ
蔡 (小惑星) - ツァイア (小惑星) - ツァイシア (小惑星) - ツァッヒア (小惑星) - ツィオルコフスカヤ (小惑星) - ツィナー (小惑星) - ツィタ (小惑星) - 対不安定型超新星 - ツィンマーヴァルト (小惑星) - ツインクエーサー - ツィンマーヴァルト天文台 - ツヴィッキー (小惑星) - ツヴェタナ (小惑星) - ツヴェット (小惑星) - 通過 (天文) - ツェラスキア (小惑星) - ツェーリンギア (小惑星) - ツェッヒ (小惑星) - ツェリーマ (小惑星) - ツェリンダ (小惑星) - ツェルビネッタ (小惑星) - ツェルリーナ (小惑星) - 中国 (小惑星) - 月 - 月以外の地球の衛星 - 月隕石 - 月質量 - 月の石 - 月の海 - 月の海の一覧 - 月の裏 - 月のクレーターの一覧 - 月の植民 - 月の地形一覧 - 月の着陸地点名一覧 - 月の光 - 月の山の一覧 - つぐみ座 - ツクヨミ (小惑星) - 辻 (小惑星) - 津田 (小惑星) - 土川啓 - 土橋八千太 - 土屋清 (天文家) - 津南町 (小惑星) - 常田佐久 - 経盛 (小惑星) - ツバイーダ (小惑星) - つばめ (小惑星) - 津別 (小惑星) - 坪井正紀 - 津村 (小惑星) - 津村耕司 - 艶島 (小惑星) - 剣山 (小惑星) - つる座 - つる座アルファ星 - つる座イプシロン星 - つる座ガンマ星 - つる座タウ1星 - つる座の恒星の一覧 - つる座ベータ星

### て
テア (小惑星) - ディア (衛星) - テイア (仮説上の天体) - ティア (小惑星) - ディアギレフ (小惑星) - ディアナ (小惑星) - ティーガーデン星 - ティーガーデン星b - ティーガーデン星c - ディーケ (小惑星) - ティーティエン (小惑星) - ディープ・インパクト (探査機) - ディープ・スペース1号 - ディープ・スペース・クライメイト・オブザーバトリー - ディヴィシュ (小惑星) - デイヴィッド・アッシャー (天文学者) - デイヴィッド・シュラム (天体物理学者) - デイヴィッド・ラビノウィッツ - ティエレ (小惑星) - 天涯海角 (小惑星) - ディオティマ (小惑星) - ディオニスス (小惑星) - ディオネ (衛星) - ディオネ (小惑星) - ディオネの地域一覧 - ディオネの地形一覧 - ディオレッツァ (小惑星) - ティケ (小惑星) - 帝国宝珠座 - ティコ星表 - ティコ第二星表 - ティコ・ブラーエ - ティコ・ブラーエ (小惑星) - ディサ (小惑星) - ディジー (小惑星) - ティシフォネ (小惑星) - 定常宇宙論 - ディスカバリー断崖 - ディスカバリーパーク焼津天文科学館 - ディズニヤ (小惑星) - ディスノミア (衛星) - ティスラン・パラメータ - テイタム (小惑星) - ティティウス (小惑星) - ティティウス・ボーデの法則 - ディディエ・ケロー - ディディモス (小惑星) - ディド (小惑星) - ディナメネ (小惑星) - ティネット (小惑星) - デイビッド・ブラウン (小惑星) - 低表面輝度銀河 - デイフォブス (小惑星) - ティフリス (小惑星) - ティペット (小惑星) - ディマジオ (小惑星) - ディ・マルティーノ (小惑星) - ティマンドラ (小惑星) - ディミトロフ (小惑星) - ティモシー・スパール - ディモルフォス - テイラー彗星 - ティラノサウルス (小惑星) - ディルク・フリムー - ティルザ (小惑星) - ティル平原 - ティンカ (小惑星) - ティントレット (小惑星) - デ・ヴィコ (小惑星) - デウカリオン (小惑星) - テー (小惑星) - デービッド・ギル - デービッド・ダンラップ天文台 - テーブルさん座 - テーブルさん座アルファ星 - テーブルさん座の恒星の一覧 - テーブルさん座パイ星 - テーベ (衛星) - テオバルダ (小惑星) - デ・ガスパリス (小惑星) - デカブリナ (小惑星) - テキサス・スターパーティー - テクスタパ (小惑星) - テクスチャー (宇宙論) - 出口修至 - テクニカルパン - テクネチウム星 - テクメッサ (小惑星) - テクラ (小惑星) - デジェー (小惑星) - デジスター - デジタイズド・スカイ・サーベイ - デジデラタ (小惑星) - デジニョフ (小惑星) - デジャニラ (小惑星) - テスカトリポカ (小惑星) - デスカミサーダ (小惑星) - デズデモーナ (衛星) - デズデモーナ (小惑星) - デスピナ (衛星) - テスラ (小惑星) - 手塚 (小惑星) - テッサリア (小惑星) - 鉄の星 - てつ・布施 (小惑星) - 鉄惑星 - テティス (衛星) - テティス (小惑星) - テティスの地域一覧 - テティスの地形一覧 - デトレ (小惑星) - デニーゼ (小惑星) - デニング・藤川彗星 - デネブ - デネボラ - テネリファ (小惑星) - テバット彗星 - テハロンヒアワコ (小惑星) - デビッド・C・ジューイット - デブラ・フィッシャー - デボザ (小惑星) - デボタ (小惑星) - デボラ (小惑星) - テミス (衛星) - テミス (小惑星) - テミス族 - テミスト (衛星) - デモクリトス (小惑星) - テューラ (小惑星) - デューラー (小惑星) - テューリンギア (小惑星) - デュクローザ (小惑星) - テュケー (仮説上の惑星) - デュトワ・ネウイミン・デルポルト彗星 - テュフォン (小惑星) - デュポンタ (小惑星) - デヨペヤ (小惑星) - デライター (小惑星) - 寺尾寿 - 寺迫正典 - テラフォーミング - デランドル (小惑星) - デリア (小惑星) - テリー・ギリアム (小惑星) - テリー・ジョーンズ (小惑星) - テリー・ファレル (小惑星) - デリール・スチュワート - デリラ (小惑星) - テリー・ラヴジョイ - デルヴォー (小惑星) - 照雄 (小惑星) - デル・カーノ (小惑星) - テルクシノエ (衛星) - テルゲステ (小惑星) - テルシディナ (小惑星) - デルジャービン (小惑星) - テルチ (小惑星) - テルプシコレ (小惑星) - テレジア (小惑星) - テレスコープアレイ実験 - テレスト (衛星) - デレン (小惑星) - デ・ロイテル (小惑星) - 天界 (雑誌) - でんききかい座 - 天球 - 天球儀 - 天球儀 (恒星) - 天球座標系 - 電弱時代 - テンジン (小惑星) - 天体 - 天体位置表 - 天体一覧 - 天体カタログ - 天体観測 - 天体観望 - 天体工場 - 天体写真 - 天体の出没 - 天体物理学 - 天体物理データシステム - 天体望遠鏡 - 天体力学 - 天体暦 - 天頂 - 天底 - 天動説 - てんとうむし (小惑星) - 天王星 - 天王星横断小惑星 - 天王星型惑星 - 天王星の衛星 - 天王星の大気 - 天王星の太陽面通過 (海王星) - 天王星のトロヤ群 - 天王星の環 - 天の赤道 - 天の南極 - 天の北極 - でんぱ - 電波銀河 - 電波源 - 電波天文衛星 - 電波天文学 - 電波の窓 - 電波望遠鏡 - 電波望遠鏡一覧 - てんびん座 - てんびん座23番星 - てんびん座アルファ星 - てんびん座ガンマ星 - てんびん座シグマ星 - てんびん座デルタ星 - てんびん座の恒星の一覧 - てんびん座ベータ星 - テンペル (小惑星) - テンペル・スイフト・LINEAR彗星 - テンペル第1彗星 - テンペル第2彗星 - テンペル・タットル彗星 - デンボウスカ (小惑星) - てんま - 天文遺産 - 天文遺産の一覧 - 天文宇宙検定 - 天文家 - 天文ガイド - 天文学 - 天文学史 - 天文学者 - 天文学者の一覧 - 天文学上の未解決問題 - 天文学的紀年法 - 天文学のエポニムの一覧 - 天文学科 - 天文現象 - 天文現象の年表 - 天文考古学 - 天文雑誌 - 天文シミュレーションソフト - 天文台 - 天文台一覧 - 天文台コード一覧 - 天文単位 - 天文電報中央局 - 天文時計 - 天文年鑑 - 天文博物館五島プラネタリウム

### と
戸板保佑 - ドイツ式赤道儀 - トイトニア (小惑星) - 東亜天文学会 - 東亜天文学会 (小惑星) - トゥーゲントハット (小惑星) - トゥースネルダ (小惑星) - トゥーツ (小惑星) - トゥーティノ族 - トゥーティング (小惑星) - ドゥードゥー (小惑星) - トゥーニカ (小惑星) - トゥーランドット (小惑星) - トゥーリパ (小惑星) - トゥオルラ (小惑星) - 東海 (小惑星) - 等価幅 - 等級 (天文) - 東京 (小惑星) - 東京ジャイアンツ (小惑星) - 東京スカイツリータウン - 東京大学アタカマ天文台 - 東京大学宇宙線研究所 - 東京大学大学院理学系研究科附属天文学教育研究センター - 東京大学大学院理学系研究科附属ビッグバン宇宙国際研究センター - 道元 (小惑星) - 道後温泉 (小惑星) - 逃走星 - 満天星 (小惑星) - 頭殿 (小惑星) - 東日天文館 - 等年齢線 - 東北 (小惑星) - トゥルク (小惑星) - トゥルゲーネフ (小惑星) - ドゥルシネーア (小惑星) - ドーヴェ (クレーター) - ドーソン (小惑星) - トータティス (小惑星) - ドーデ (小惑星) - ドートロシュ (小惑星) - ドーナツ惑星 - トーニ (小惑星) - トーバルズ (小惑星) - トーマス・エスピン - トーマス・ゴールド - トーマス・シー - トーマス・ハリオット - トーマス・ライト - トーラ (小惑星) - ドーラ (小惑星) - ドール・カーカム式望遠鏡 - トールキン (小惑星) - ドーン (探査機) - ドーンコーラス - ドガ (小惑星) - とかげ座 - とかげ座4番星 - とかげ座9番星 - とかげ座10番星 - とかげ座BL - とかげ座BL型天体 - とかげ座CP星 - とかげ座EV星 - とかげ座アルファ星 - とかげ座の恒星の一覧 - トカラ (小惑星) - ときがわ町星と緑の創造センター - 時忠 (小惑星) - 常盤御前 (小惑星) - 特異X線パルサー - 特異銀河 - 特異星 - 特異点 - 徳岡修二 - 徳島 (小惑星) - ドクター・ワトスン (小惑星) - 特徴のある小惑星 - とけい座 - とけい座R星 - とけい座アルファ星 - とけい座イオタ星 - とけい座超銀河団 - とけい座の恒星の一覧 - とけい座ベータ星 - 時計仕掛けの宇宙 - 所沢 (小惑星) - 土佐 (小惑星) - 要恵 (小惑星) - ド・ジッター (小惑星) - ド・ジッター宇宙 - 斗宿 - 土星 - 土星横断小惑星 - 土星状星雲 - 土星の衛星 - 土星の太陽面通過 (海王星) - 土星の太陽面通過 (天王星) - 土星の太陽面通過 (冥王星) - 土星の六角形 - 土星の環 - 戸田市こどもの国 - 戸谷友則 - 栃木 (小惑星) - 戸塚洋二 - 鳥取 (小惑星) - 鳥取市さじアストロパーク - ドップラー (小惑星) - ドッペルマイヤー (小惑星) - ドドゥーンス (小惑星) - ドドナ (小惑星) - トトロ (小惑星) - となかい座 - ドナティ彗星 - ドナティ彗星 (C/1858 L1) - ドナルドジョハンソン - ドナルドダック (小惑星) - ドナルド・マックホルツ - ドナルド・リンデンベル - 利根 (小惑星) - 鳥羽健次 - とびうお座 - とびうお座アルファ星 - とびうお座の恒星の一覧 - とびうお座ベータ星 - ドビュッシー (小惑星) - ドブソニアン望遠鏡 - ドブロボルスキー (小惑星) - トポポリス - トマーナ (小惑星) - 苫小牧市科学センター - トマソ (小惑星) - 富岡町 (小惑星) - 
冨田 (小惑星) - 冨田憲二 - 冨田弘一郎 - ドミニオン電波天文台 - ドミニオン天文台 - 冨松彰 - トミュリス (小惑星) - トム・ゲーレルス - トムスク (小惑星) - トム・ハンクス (小惑星) - ドメイコ (小惑星) - 巴御前 (小惑星) - 智樹 (小惑星) - とも座 - とも座19番星 - とも座A - とも座CP星 - とも座L2星 - とも座クシー星 - とも座シグマ星 - とも座ゼータ星 - とも座タウ星 - とも座ニュー星 - とも座の恒星の一覧 - とも座パイ星 - とも座π流星群 - とも座ロー星 - 富山市天文台 - 豊川市中央図書館 - 豊田 (小惑星) - 豊田産業文化センター - 豊照 (小惑星) - トラヴェルサ (小惑星) - ドラコニア (小惑星) - ドラゴンフライ (探査機) - ド・ラ・サール (小惑星) - 寅さん (小惑星) - トラシュメーデース (小惑星) - ドラブル (小惑星) - トラペジウム - トランシルヴァニア (小惑星) - トランスヴァーリア (小惑星) - トリグラフ (小惑星) - ドリス (小惑星) - トリトン (衛星) - トリトンの地形一覧 - トリトンホッパー - トリノスケール - トリパクセプタリス (小惑星) - トリプルアルファ反応 - トリベルガ (小惑星) - トリンキュロー (衛星) - ドルジュバ (小惑星) - ドルフュス (小惑星) - トルマン・オッペンハイマー・ヴォルコフ限界 - トルマン・オッペンハイマー・ヴォルコフ方程式 - ドルンブルク (小惑星) - ドレイクの方程式 - ドレスダ (小惑星) - トレミーの48星座 - トロ (小惑星) - トロイルス (小惑星) - トロサ (小惑星) - ドロテア (小惑星) - トロヤ群 - トロヤ惑星 - トロロ (小惑星) - トワイヤン (小惑星) - 統一 (小惑星) - とんがり山 (小惑星) - ドン・キホーテ (小惑星) - ドン・キホーテ (探査機) - トンベカ (小惑星) - トンボー (小惑星) - トンボー地域

## ナ行

### な
ナーンタリ (小惑星) - ナイアド (衛星) - ナイズナ (小惑星) - 内藤博之 (天文家) - ナイニンガー (小惑星) - ナウシカア (小惑星) - ナウハイマ (小惑星) - ナエマ (小惑星) - 直子 (小惑星) - 中井直正 - 長岡市青少年文化センター - 中川貴雄 - 長崎 (小惑星) - 長崎市科学館 - 中澤清 - 長沢工 - 中島厚 - 長田政二 - 永田美絵 - 中通り (小惑星) - 中根元圭 - 中野 (小惑星) - 長野 (小惑星) - 中之島 (小惑星) - 中野主一 - 中野武宣 - 中原千秋 - 中村彰正 - 中村要 - 中村士 - 中村正光 - 中村泰久 - 中村祐二 (天文家) - ナグラー式接眼鏡 - 名古屋 (小惑星) - 名古屋市科学館 - ナジュムッディーン・カーティビー - ナスィールッディーン・トゥースィー - 奈須きのこ (小惑星) - ナスミス式望遠鏡 - ナソビア (小惑星) - ナタ (小惑星) - 灘 (小惑星) - ナターシャ (小惑星) - ナターリエ (小惑星) - 夏の大三角 - ナディエフ (小惑星) - ナデジダ (小惑星) - 名取亮 - ナノン (小惑星) - ナヒモフスカヤ (小惑星) - 名前が重複している太陽系内の天体 - ナマカ (衛星) - 鉛星 - 浪越 (小惑星) - なよろ市立天文台きたすばる - 奈良 (小惑星) - 習志野隕石 - 成行 (小惑星) - 鳴子温泉 (小惑星) - 鳴沢真也 - ナルビ (衛星) - ナレンシフ (小惑星) - 南瀛天文教育園区 - 軟ガンマ線リピーター - 南極星 - 南極点望遠鏡 - ナンシー・ルース (小惑星) - ナンシー・ローマン - ナンセニア (小惑星) - ナンタケット (小惑星) - 南京大学 (小惑星) - なんてん - 南斗六星 - ナンナ (小惑星)

### に
新潟 (小惑星) - 新潟県立自然科学館 - 新島恒男 - ニース天文台 - ニースモデル - ニーダム (小惑星) - ニーナ (小惑星) - 二位尼 (小惑星) - ニーブール (小惑星) - ニーリー (小惑星) - ニール・ゲーレルス・スウィフト - ニオベ (小惑星) - ニクス (衛星) - ニケ (小惑星) - ニコール＝レイヌ・ルポート - ニコライア (小惑星) - ニコライ・カルダシェフ - ニコライ・チェルヌイフ - ニコラウス・コペルニクス - ニコラ＝ルイ・ド・ラカーユ - ニコルソン (小惑星) - ニコロ・カチャトーレ - ニサ (小惑星) - ニザーミー (小惑星) - ニサ族 - ニザミア天文台 - 西川登 (天文家) - ニジニ・ノヴゴロド (小惑星) - 西美濃天文台 - 西村健市 - 西村純 (小惑星) - 西村栄男 - 西山浩一 - 二十四節気 - 二重小惑星 - 二重星 - 二重星団 - 二十八宿 - 二重惑星 - 二色図 - にしわき経緯度地球科学館 - ニセ十字 - 二体問題 - 日原天文台 - 日光 (小惑星) - 日周運動 - 日食 - 日食彗星 - 日食の一覧 - 日震学 - 日心重力定数 - ニッセン (小惑星) - ニッポニア (小惑星) - 日本宇宙生物科学会 - 日本天文教育普及研究会 - 日本の暦 - ニニナ (小惑星) - ニビル (仮説上の惑星) - 日本科学未来館 - 日本神話に関する名を持つ小惑星の一覧 - 日本スペースガード協会 - 日本平 (小惑星) - 日本天文学会 - 日本の電波望遠鏡一覧 - 日本の天文学者の一覧 - 日本惑星科学会 - 日本惑星協会 - ニューウェル (小惑星) - 入笠山 (小惑星) - 入笠山光学観測所 - ニューカミア (小惑星) - ニュージェネラルカタログ - ニュージェネラルカタログ天体の一覧 - ニュージェネラルカタログ天体の一覧 (1-1000) - ニュージェネラルカタログ天体の一覧 (1001-2000) - ニュージェネラルカタログ天体の一覧 (2001-3000) - ニュージェネラルカタログ天体の一覧 (3001-4000) - ニュージェネラルカタログ天体の一覧 (4001-5000) - ニュージェネラルカタログ天体の一覧 (5001-6000) - ニュージェネラルカタログ天体の一覧 (6001-7000) - ニュージェネラルカタログ天体の一覧 (7001-7840) - ニュートニア (小惑星) - ニュートリノ天文学 - ニュートン式望遠鏡 - ニュー・ホライズンズ - ニュクス (小惑星) - ニュルンベルク (小惑星) - ニルレム (小惑星) - 丹羽公雄 - 人形星雲 - 人間原理 - ニンフェ (小惑星)

### ぬ
幣舞橋 (小惑星) - ヌト (小惑星) - 沼澤茂美 - ヌメロヴィア (小惑星) - ヌルメラ (小惑星) - 女媧 (小惑星)

### ね
ネイト (衛星) - ネイト (小惑星) - ネイピア (小惑星) - ネヴァ (小惑星) - ネヴァンリンナ (小惑星) - ネウイミナ (小惑星) - ネウイミン第1彗星 - ネウイミン第2彗星 - ネーター (小惑星) - ネオン燃焼過程 - ねこ座 - ネシ (小惑星) - ネジダーノヴァ (小惑星) - ネステロフ (小惑星) - ネストル (小惑星) - ネソ (衛星) - ネッカー (小惑星) - ネッスス (小惑星) - 熱的残存粒子 - 熱的死 - ネネッタ (小惑星) - ネフェルティティ (小惑星) - ネフェレ (小惑星) - ネプチュニアン砂漠 - ネフティス (小惑星) - ネマウサ (小惑星) - ネメシス (仮説上の恒星) - ネメシス (小惑星) - ネモ (小惑星) - ネリナ (小惑星) - ネルトゥス (小惑星) - ネレイド (衛星) - ネレウス (小惑星4660番) - ネレウス (小惑星136557番)

### の
ノヴォロシースク (小惑星) - ノヴゴロド (小惑星) - ノエミ (小惑星) - ノースコット (小惑星) - ノーチラス (小惑星) - ノートブルガ (小惑星) - ノーマン・G・トーマス - ノーマン・ポグソン - ノーマン・ロッキャー - ノーリ (小惑星) - 野口猛 (天文学者) - 野口敏秀 - 野尻 (小惑星) - 野尻抱影 - ノストロモ谷 - のぞみ (探査機) - 箟岳山 (小惑星) - 信久 (小惑星) - ノフレテーテ (小惑星) - 延岡 (小惑星) - 野辺山宇宙電波観測所 - 野村敏郎 - 野村陽子 (小惑星) - 野本憲一 - ノラ (小惑星) - 乗鞍コロナ観測所 - ノルデンマルキア (小惑星) - ノルマ (小惑星)

## ハ行

### は
ハーイェク (小惑星) - パーヴォ・ヌルミ (小惑星) - パーヴェル・シュテルンベルク - ハーウッド (小惑星) - パーカー・ソーラー・プローブ - パーキン (小惑星) - パークス天文台 - バークレー (小惑星) - ハーゲンローザー彗星 (168P) - パーシヴァル・ローウェル - ハーシェル (小惑星) - ハーシェル400カタログ - ハーシェル宇宙天文台 - ハーシェル式望遠鏡 - ハーシェルのぼうえんきょう座 - ハーシェル・メダル - ハーシェル・リゴレー彗星 - バージニア (小惑星) - パース天文台 - パーセク - パーセク (小惑星) - パーソンズタウンのリヴァイアサン - バーデ (小惑星) - ハーディ (小惑星) - ハーディング (小惑星) - バーデ-ウェッセリンク法 - バーデニア (小惑星) - バーデの窓 - ハートピア安八 - ハートビースプールト・ダム (小惑星) - ハートレー第1彗星 - ハートレー第2彗星 - バーナーディアナ (小惑星) - バーナード星 - バーナード彗星 - バーナード・ボアッティーニ彗星 - バーナードループ - バーナミア (小惑星) - ハーバード (小惑星) - ハーバード・スミソニアン天体物理学センター - ハーバード大学天文台 - ハーパヴェシ (小惑星) - ハービッグAe/Be型星 - ハービッグ・ハロー天体 - バービッジ (小惑星) - ハーマン・ブラック - ハーミア (小惑星) - パーライン・ムルコス彗星 - パーリアク (衛星) - ハーロー・シャプレー - バイアット (小惑星) - バイエル符号 - パイオニア1号 - パイオニア2号 - パイオニア3号 - パイオニア4号 - パイオニア5号 - パイオニア6,7,8,9号機 - パイオニア10号 - パイオニア11号 - パイオニア・アノマリー - パイオニア・ヴィーナス計画 - パイオニア計画 - パイオニア探査機の金属板 - バイキング1号 - バイキング2号 - ハイゲンス式接眼鏡 - バイコヌール (小惑星) - バイサラ (小惑星) - ハイジ (小惑星) - ハイセアン惑星 - ハイゼット超新星探索チーム - 馬依澤 - ハイデア (小惑星) - ハイデルベルガ (小惑星) - パイドゥシャーコヴァー (小惑星) - ハイパーカミオカンデ - パイヤンネ (小惑星) - バイヨーダ (小惑星) - ハインド (小惑星) - ハインリッヒ・エルフレ - ハインリッヒ・シュワーベ - ハインリヒ・ダレスト - ハインリヒ・フォークト (天文学者) - バウアー (小惑星) - バウアースフェルダ (小惑星) - バヴァリア (小惑星) - パヴァロッティ (小惑星) - ハウエル彗星 - バウキス (小惑星) - バウショック - バウツェン (小惑星) - ハウプトマン (小惑星) - バウマイア (小惑星) - ハウメア (準惑星) - ハウメア族 - ハウメアの衛星 - ハウメアの環 - パウラ (小惑星) - パウリ (小惑星) - パウリーナ (小惑星) - パウル・ヴィルト - パウル・クーニッチ - パウル・ゲッツ - パヴロヴィア (小惑星) - パウンズ (小惑星) - パエオニア (小惑星) - はえ座 - はえ座アルファ星 - はえ座シータ星 - はえ座の恒星の一覧 - はえ座ベータ星 - パオロ・G・コンバ - パオロ・ルフィニ (小惑星) - 破壊された惑星 - ハガル (小惑星) - 萩原 (小惑星) - 萩原雄祐 - 巴金 (小惑星) - ハギンズ (小惑星) - 白色矮星 - パクス (小惑星) - はくちょう (人工衛星) - はくちょう座 - はくちょう座16番星 - はくちょう座16番星Bb - はくちょう座61番星 - はくちょう座AF星 - はくちょう座AV星 - はくちょう座KY星 - はくちょう座OB2-12 - はくちょう座P星 - はくちょう座Q星 - はくちょう座RS星 - はくちょう座RW星 - はくちょう座RZ星 - はくちょう座V1339星 - はくちょう座V1478星 - はくちょう座V1489星 - はくちょう座W星 - はくちょう座X-1 - はくちょう座X領域 - はくちょう座アルファ型変光星 - はくちょう座イータ星 - はくちょう座イプシロン星 - はくちょう座カイ星 - はくちょう座κ流星群 - はくちょう座ガンマ星 - はくちょう座スーパーバブル - はくちょう座ゼータ星 - はくちょう座デルタ星 - はくちょう座の恒星の一覧 - はくちょう座パイ1星 - 白道 - 爆発型変光星 - バグラチオン (小惑星) - 函館 (小惑星) - 箱根 (小惑星) - パサデナ (小惑星) - 間重富 - 間重富 (小惑星) - パシテー (衛星) - パシファエ (衛星) - パシファエ群 - 橋本就安 - 橋本正章 - バショー (クレーター) - 柱密度 - バスカム (小惑星) - バス彗星 - バスタイ (小惑星) - バスフィフティ (小惑星) - 長谷川隆 (天文学者) - 長谷川哲夫 (天文学者) - 長谷田勝美 - 畑中 (小惑星) - 畑中武夫 - 秦野 (小惑星) - 畑山和也 - バタロフ (小惑星) - 八王子 (小惑星) - 八王子東 (小惑星) - バチカン天文台 - はちぶんぎ座 - はちぶんぎ座アルファ星 - はちぶんぎ座イオタ星 - はちぶんぎ座シグマ星 - はちぶんぎ座デルタ星 - はちぶんぎ座ニュー星 - はちぶんぎ座の恒星の一覧 - パツァーエフ (小惑星) - パック (衛星) - バックス (小惑星) - バックルンダ (小惑星) - パッサウ (小惑星) - バッターズ彗星 - ハットン (小惑星) - バッハ (小惑星) - ハッブル宇宙望遠鏡 - ハッブル・ウルトラ・ディープ・フィールド - ハッブル・エクストリーム・ディープ・フィールド - ハッブル体積 - ハッブル・ディープ・フィールド - ハッブル分類 - ハッブル=ルメートルの法則 - ハティ (衛星) - パティエンティア (小惑星) - 馬蹄形軌道 - バティスティーナ (小惑星) - バティルド (小惑星) - 波照間島星空観測タワー - パドゥア (小惑星) - 馬頭星雲 - はと座 - はと座アルファ星 - はと座シータ星 - はと座デルタ星  - はと座の恒星の一覧 - はと座ベータ星 - はと座ミュー星 - バト・シェバ (小惑星) - ハトシェプスト (小惑星) - ハトホル (小惑星) - パトリー (小惑星) - パトリツィア (小惑星) - パトロクロス (小惑星) - ハドロン時代 - バナール球 - バナッハ (小惑星) - 花見山 (小惑星) - 花山 (小惑星19307番) - ハニナ (小惑星) - ハヌマーン (小惑星) - 羽根田・カンポス彗星 - 羽根田利夫 - パノパエア (小惑星) - バハーイー暦 - ハパク (小惑星) - パパゲーナ (小惑星) - ババジャニアン (小惑星) - パパノフ (小惑星) - ハビタブルゾーン - バビロニア天文日誌 - ハビング (小惑星) - パブ (衛星) - ハブニア (小惑星) - パフムートワ (小惑星) - パフリ (小惑星) - パブロ・コトノ - バベット (小惑星) - ハペリア (小惑星) - 浜通り (小惑星) - 浜頓別 (小惑星) - 浜松科学館 - 浜松市天文台 - パミーナ (小惑星) - ハミルトニア (小惑星) - ハメーンリンナ (小惑星) - 早川幸男 - 早川修司 - 林忠四郎 - 林トラック - 林の限界線 - 林弘 - 林正彦 - はやぶさ (探査機) - はやぶさ (小惑星) - はやぶさ2 - ハヤブサ大陸 - 早見優 (小惑星) - 原 (小惑星) - バラ (小惑星) - パラ (小惑星) - ハラウェ (小惑星) - パラス (小惑星) - パラス族 - 原澄治 (小惑星) - ばら星雲 - パラティア (小惑星) - バラトン (小惑星) - パラナル天文台 - パラフ (小惑星) - 原恵 - バリ (小惑星) - バリー (小惑星) - ハリー・エドウィン・ウッド - バリウム星 - ハリエット (小惑星) - パリサティス (小惑星) - パリサナ (小惑星) - パリス (小惑星) - ハリスン (小惑星) - パリッチュ (小惑星) - パリ天体物理学研究所 - パリ天文台 - ハリトン (小惑星) - 播磨屋橋 (小惑星) - ハリメデ (衛星) - パリャーナ (小惑星) - ハリントン・エイベル彗星 - はるか (人工衛星) - バルカン (仮説上の惑星) - バルカン群 - ハルキウ天文台 - パルサー - パルサー星雲 - パルサー惑星 - パルサータイミングアレイ - パルサー・タイミング法によって発見された太陽系外惑星の一覧 - バルセロナ (小惑星) - ハルティア (小惑星) - バルディビア (小惑星) - パルテノーペ (小惑星) - バルドゥイヌス (小惑星) - バルトーク (小惑星) - ハルトムート・ヤーライス - 春の大曲線 - バルバトル (小惑星) - バルハトワ (小惑星) - バルバラ (小惑星) - ハルパリケ (衛星) - バルバロッサ (小惑星) - パルホメンコ (小惑星) - パルマ (小惑星) - パルム・ボグスラフスキー - ハルトムート (小惑星) - ハルモニア (小惑星) - パルレーシュ (小惑星) - ハレー型彗星 - ハレー彗星 - パレス (小惑星) - パレナゴ (小惑星) - パレネ (衛星) - ハレリア (小惑星) - パレルモ天文台 - バレンシア (小惑星) - ハロー軌道 - パロマー1 - パロマー天文台 - ハロルド・アルデン - パン (衛星) - パン (小惑星) - 反温室効果 - ハンガリア (小惑星) - ハンガリア群 - 晩期型星 - 半規則型変光星 - 半規則型変光星の一覧 - 半径の小さい太陽系外惑星の一覧 - ハンザ (小惑星) - 蕃山 (小惑星) - 反射屈折望遠鏡 - 反射星雲 - 反射望遠鏡 - 阪神タイガース (小惑星) - ハンスース (小惑星) - ハンス＝エミール・シュスター - ハンスキア (小惑星) - パンスターズ彗星 - パンスターズ彗星 (311P) - パンスターズ彗星 (C/2011 L4) - ハンズリーク (小惑星) - ハンス・リッペルハイ - ハンダール (小惑星) - 半田空の科学館 - 半田利弘 - バンドゥーシア (小惑星) - バンドス (小惑星) - パンドラ (衛星) - パンドラ (小惑星) - ハンナ・アーレント (小惑星) - 番野 (小惑星) - 番野欣昭 - バンビーニ・ディ・プラガ (小惑星) - ハンフ (小惑星) - 反物質 - ハンブルガ (小惑星) - ハンブルク天文台 - バンベルガ (小惑星) - ハンモニア (小惑星) - パンルヴァ (小惑星)

### ひ
ピア (小惑星) - ピアッツィア (小惑星) - ヒアデス星団 - ピアフ (小惑星) - ビアルミア (小惑星) - ビアンカ (衛星) - ビアンカ (小惑星) - ビアンキ分類 - ヒイアカ (衛星) - ビーグル (小惑星) - ピークサマキ (小惑星) - ビージーズ (小惑星) - ビートルズ (小惑星) - ビーナス・エクスプレス - ピーノ・トリネーゼ (小惑星) - ビールズ (小惑星) - ヒーロー断崖 - ピエール＝シモン・ラプラス - ピエール・シャルル・ルモニエ - ピエール・ジャンサン - ピエール・プティ (物理学者) - ピエール・メシャン - ピエシュチャニ (小惑星) - ピエトロ・タッキーニ - ピエモンテ (小惑星) - ビエラ彗星 - ピエリネン (小惑星) - ピエレッタ (小惑星) - ヒエロニムス (小惑星) - ピエン (小惑星) - 日置努 - 東アジア天文台 - 東アジア惑星探索網 - 東日本 (小惑星) - 干潟星雲 - 光蒸発 - ヒギエア (小惑星) - ヒギエア族 - ビクセン (企業) - ヒクソン・コンパクト銀河群 - ビクトリア (小惑星) - ビクトル・ハラ (小惑星) - ビクトル・ピュイズー - ひさき - 久 (小惑星) - 微視的乱流 - 非周期彗星の一覧 - ピストル星 - ビストルップ (小惑星) - ビストロ (小惑星) - ピスミス24 - ピスミス24-1 - 美星 (小惑星) - 美星スペースガードセンター - 美星天文台 - ピタゴラス (小惑星) - ピタゴラス三体問題 - ピタネのアウトリュコス - 微調整された宇宙 - ピッカ (小惑星) - ピッカリンギア (小惑星) - ビッキ (小惑星) - ビッグイヤー (電波望遠鏡) - ビッグクランチ - ビッグバウンス - ビッグバン - ビッグバンオブザーバー - ビッグバン元素合成 - ビッグリップ - ピッコロ (小惑星) - 羊飼い衛星 - 畢宿 - ピッツバーギア (小惑星) - ピッパ (小惑星) - ヒッパルコス - ヒッパルコス (人工衛星) - ヒッパルコス (小惑星) - ヒッパルコス星表 - ヒッポ (小惑星) - ヒッポカンプ (衛星) - ヒッポダミア (小惑星) - ピティア (小惑星) - ビテュニアのテオドシオス - ひてん - 非点収差 - ひどけい座 - ひとみ (人工衛星) - ヒドラ (衛星) - ヒドラオテス・カオス - ひので (人工衛星) - ひのとり (人工衛星) - ビノミ (小惑星) - ヒパティア (小惑星) - ひびき (小惑星) - ビビリア (小惑星) - 美福門院 (小惑星) - ヒプシピレ (小惑星) - ヒブリス (小惑星) - ビブリス (小惑星) - ヒペリオン (衛星) - ヒペリオンの地形一覧 - ヒペルボレア (小惑星) - ヒマリア (衛星) - ヒマリア群 - ひまわり (小惑星) - ヒミコ (天体) - ひむか (小惑星) - 姫路科学館 - 百武 (小惑星) - 百武彗星 (C/1995 Y1) - 百武彗星 (C/1996 B2) - 百武裕司 - 百万石 (小惑星) - ピャチレートカ (小惑星) - ヒュー・ニューオール - ヒューバート・ニュートン - ヒューメイソン (小惑星) - ヒューム (小惑星) - ビュール高原電波干渉計 - ピュテアス - ビュドロザ (小惑星) - ヒュパティア - ピュラ (小惑星) - ビュルギ (小惑星) - ヒュロッキン (衛星) - ヒュロノメ (小惑星) - 兵市 (小惑星) - 兵庫 (小惑星) - 兵庫県立西はりま天文台 - 標準光源 - 標準模型を超える物理 - ひょうたん星雲 - 秤動 - 表面輝度 - 表面重力 - 賢燮 (小惑星) - ヒライアカル・ライジング - 平井正則 - 平賀三鷹 - ビラコチャ (小惑星) - 平沢正規 - 平松正顕 - 平山 (小惑星) - 平山清次 - 平山信 - ヒラリー山脈 - ヒラリタス (小惑星) - ビリアル定理 - ヒル (小惑星)  - ビル・エヴァンス (小惑星)- ビルキス (小惑星) - ビルギット (小惑星) - ヒル球 - ビル・シェーファー (小惑星) - ヒルダ (小惑星) - ヒルダ群 - ヒルデガルト (小惑星) - ヒルドブルク (小惑星) - ヒルドルン (小惑星) - ビル・ピッカリング (小惑星) - ビル・ヘイリー (小惑星) - ヒルンド (小惑星) - 宏明 (小惑星) - ひろくん (小惑星) - ヒロシゲ (クレーター) - 広島 (小惑星) - 広島市こども文化科学館 - 広瀬 (小惑星) - 広瀬秀雄 - 広瀬洋治 - 広中 (小惑星) - 博文 (小惑星) - ピロラ (小惑星) - 微惑星 - ピングレ (小惑星)

### ふ
ファーガソン (小惑星) - ファーディナンド (衛星) - ファーニュ (小惑星) - ファーブル (小惑星) - ファーマ (小惑星) - ファールバウティ (衛星) - ファイナ (小惑星) - ファインダー (望遠鏡) - ファインリング星雲 - ファエオ (小惑星) - ファエトゥーサ (小惑星) - ファエドラ (小惑星) - ファエトン (小惑星) - ファッラ (小惑星) - ファッラ・ディゾンツォ天文台 - ファトメ (小惑星) - ファナーティカ (小惑星) - ファニー (小惑星) - ファラースレーベン (小惑星) - ファルコン9 - ファン・アルバダ (小惑星) - ファン・エイク (小惑星) - ファン・ゴッホ (小惑星) - 不安定帯 - ファントムエネルギー - ファン・ビースブルック彗星 - ファン・ライン (小惑星) - ファン・リーベック (小惑星) - フィーニ (小惑星) - フィクションの作品に因む名を持つ小惑星の一覧 - フィッツジェラルド (小惑星) - フィデス (小惑星) - フィデリオ (小惑星) - フィドゥキア (小惑星) - フィボナッチ (小惑星) - ブイヤベース (小惑星) - フィラエ - フィラゴリア (小惑星) - フィリア (小惑星) - フィリゲラ (小惑星) - フィリス (小惑星) - フィリッパ (小惑星) - フィリッピナ (小惑星) - フィリップ・コーウェル - フィリップ・ド・ラ・イール - フィリベール・ジャック・メロッテ - フィロソフィア (小惑星) - フィロメラ (小惑星) - フィンセン (小惑星) - フィンレー彗星 - フーヴェリア (小惑星) - ブーゲ (小惑星) - フーコー (小惑星) - フーゴ・フォン・ゼーリガー - ブーザレアー (小惑星) - ふうちょう座 - ふうちょう座NO星 - ふうちょう座アルファ星 - ふうちょう座カッパ1星 - ふうちょう座カッパ2星 - ふうちょう座ガンマ星 - ふうちょう座シータ星 - ふうちょう座ゼータ星 - ふうちょう座の恒星の一覧 - ふうちょう座ベータ星 - 湖北 (小惑星) - フーベルタ (小惑星) - プーマ (小惑星) - ブーメラン星雲 - フェイ彗星 - フェーベ (衛星) - フェーレンベルク (小惑星) - フェオドシア (小惑星) - フェディンスキー (小惑星) - フェニックス (探査機) - フェラーリ (小惑星) - フェリーニ (小惑星5150番) - フェリーニ (小惑星10584番) - フェリキタス (小惑星) - フェリシア (小惑星) - フェリックス・チスラン - フェルビースト (小惑星) - フェルナン・クーティ - フェルナン・リゴー - フェルマー (小惑星) - フェルミ (小惑星) - フェルミガンマ線宇宙望遠鏡 - フェルミ縮退 - フェルミのパラドックス - フェルミバブル - フェルメール (小惑星) - フェレダ (小惑星) - フェロニア (小惑星) - フエンナ (小惑星) - フェンニア (小惑星) - フェンリル (衛星) - フォアマン (小惑星) - フォエ (単位) - フォーク式赤道儀 - フォーゲル (小惑星) - フォーブズ彗星 - フォーマルハウト - フォーマルハウトb - フォカエア (小惑星) - フォトグラフィカ (小惑星) - フォトラ・コロナ - フォボス (衛星) - フォボス2号 - フォボスの太陽面通過 - フォボス・モノリス - フォルス (小惑星) - フォルトゥナ (小惑星) - フォレスト・モールトン - フォルシティア (小惑星) - フォルニョート (衛星) - フォントネル (小惑星) - フォン・リューデ (小惑星) - 不規則銀河 - 不規則変光星 - 福井 (小惑星) - 福井県児童科学館 - 福井康雄 - 福江純 - 福江純 (小惑星) - 福岡 (小惑星) - 福島 (小惑星) - 福島市浄土平天文台 - 福島英雄 - 複数惑星系の一覧 - 福永 (小惑星) - 福原 (小惑星) - ふくろう座 - ふくろう星雲 - 冨家文穂 (小惑星) - プサマテ (衛星) - 富士 (小惑星) - 藤井旭 - 藤井旭 (小惑星) - 藤井哲也 - 藤井弘 (天文家) - プシーブラム (小惑星) - プシーブラム隕石 - 藤川繁久 - プシケ (小惑星) - 富士山頂サブミリ波望遠鏡 - 藤田康英 - 藤田良雄 - 藤橋城 - 藤本眞克 - 藤本正樹 - 富士森星 (小惑星) - 藤原顕 (小惑星) - フス (小惑星) - 布施哲治 - ブダ (小惑星) - ふたご座 - ふたご座37番星 - ふたご座SS星 - ふたご座SW星 - ふたご座U星 - ふたご座イータ星 - ふたご座イプシロン星 - ふたご座オミクロン星 - ふたご座ガンマ星 - ふたご座クシー星 - ふたご座ゼータ星 - ふたご座タウ星 - ふたご座デルタ星 - ふたご座の恒星の一覧 - ふたご座ミュー星 - ふたご座流星群 - ぶたのしっぽ分子雲 - プタハ (小惑星) - フタバテイ (クレーター) - 二間瀬敏史 - 縁の海 - 府中市郷土の森博物館 - フティア (小惑星) - プティ・プランス (衛星) - プトレマイオス (小惑星) - フナバシ (小惑星) - 武寧王 (小惑星) - フフホト (小惑星) - 不変面 - フメルン (小惑星) - フヤ (小惑星) - フューザー (天文学) - 冬の大三角 - プラージュ (天文学) - ブラームス (小惑星) - ブライアン (小惑星) - ブライアン・マースデン - プライム (小惑星) - フライムート・ベルンゲン - ブライユ (小惑星) - ブラウン (小惑星) - ブラウンリー (小惑星) - フラカストロ (小惑星) - フラガリア (小惑星) - ブラギ (小惑星) - ブラキオサウルス (小惑星) - プラクシディケ (衛星) - プラクセディス (小惑星) - フラゴナール (小惑星) - ブラジリア (小惑星) - プラスケット星 - プラズマ宇宙論 - ブラチスラヴァ (小惑星) - ブラックウィドウパルサー - ブラックホール - ブラックホール研究の年表 - ブラックホール脱毛定理 - ブラックホール唯一性定理 - ブラツコ (小惑星) - ブラッドフォード・A・スミス - ブラッドベリ (小惑星) - ブラッドマン (小惑星) - フラテルニタス (小惑星) - プラネター - プラネタリウム - プラネタリウムクリエイター 大平貴之監修 ホームスター ポータブル - プラネタリウムの一覧 - プラネット・ナイン - プラネットハンターズ - プラハの天文時計 - フラバル (小惑星) - プラマーモデル - フラマリオ (小惑星) - フラムスティード番号 - プランキア (小惑星) - プランク (人工衛星) - プランク時代 - フランク・シェレルップ - フランク・ドレイク - フランクリーナ (小惑星) - ブランゲーネ (小惑星) - プランシウス (小惑星) - フランシスコ (衛星) - フランシス・ベイリー - フランス科学アカデミーによる測地遠征 - フランス革命暦 - フランス式赤道儀 - フランソワ・アラゴ - フランソワ・ゴネシア - プランタン (小惑星) - フランチェスコ・デ・ヴィコ - フランチェスコ・マリア・グリマルディ - フランツィア (小惑星) - フランツィスカ (小惑星) - フランツ・エピヌス - フランツ・カイザー - フランツ・カイザー (小惑星) - フランツ・シューベルト (小惑星) - フランツ・フォン・グルイテュイゼン - フランツ・フォン・ツァハ - ブランデンブルクのおうしゃく座 - ブランビラ (小惑星) - ブランペイン彗星 - プリアムス (小惑星) - プリーストリー (小惑星) - フリーダ (小惑星) - フリーデリーケ (小惑星) - フリードマン方程式 - フリードマン・ルメートル・ロバートソン・ウォーカー計量 - フリードリッヒ・キュストナー - フリードリッヒ・ティーティエン - フリードリッヒ・フォン・シュトルーベ - フリードリヒ・ヴィネッケ - フリードリヒ・ヴィルヘルム・アルゲランダー - フリードリヒ・ヴィルヘルム・ベッセル - フリードリヒのえいよ座 - フリガ (小惑星) - ブリギッタ (小惑星) - ブリクシア (小惑星) - ブリクセン (小惑星) - プリスカ (小惑星) - ブリセイス (小惑星) - プリセツカヤ (小惑星) - ブリタ (小惑星) - ブリッジス (小惑星) - ブリテン (小惑星) - プリムノ (小惑星) - プリムラ (小惑星) - プリンキピア (小惑星) - フリンギラ (小惑星) - ブリンクコンパレータ - プリンストニア (小惑星) - フルウィア (小惑星) - ブルーシア (小惑星) - ブルース・メダル - プルーデンティア (小惑星) - プルーネット - ブルーノ・ロッシ賞 - ブルーベック (小惑星) - ブルーループ - ブルガリア1300 - 古川麒一郎 - ブルグンディア (小惑星) - プルコヴァ (小惑星) - プルコヴォ天文台 - プルゼニ (小惑星) - 古田俊正 - ブルックス第2彗星 - ブルディガラ (小惑星) - ブルナ (小惑星) - ブルノ (小惑星) - 古畑正秋 - ブルフザリア (小惑星) - 古山茂 - ブルワー (小惑星) - ブルンジア (小惑星) - ブルンヒルト (小惑星) - プレアデス星団 - フレイア (小惑星) - ブレイクスルー・イニシアチブ - ブレイクスルー・リッスン - フレー (小惑星) - ブレーザー - ブレーンワールド - プレスル式接眼鏡 - プレセペ星団 - プレソーラー粒子 - ブレソール (小惑星) - フレダ (小惑星) - プレダッピオ (小惑星) - プレチオーザ (小惑星) - フレッド・ホイップル - フレッド・ローレンス・ホイップル天文台 - ブレディキナ (小惑星) - フレデグンディス (小惑星) - フレデリック・シー - プレトリア (小惑星) - ブレル (小惑星) - ブレンデリア (小惑星) - ブローセン彗星 - ブローセン・メトカーフ彗星 - フローティングシティ - フローラ (小惑星) - フローラ族 - フローレンス (小惑星) - プロキオン - プロキシマ・ケンタウリ - プロキシマ・ケンタウリb - プロキシマ・ケンタウリc - プロキシマ・ケンタウリd - プロクネ (小惑星) - プロコル・ハルム (小惑星) - プロスペロ (人工衛星) - プロスペロー (衛星) - フロスティア (小惑星) - プロセラルム盆地 - プロセルピーナ (小惑星) - ブロッシェ (小惑星) - プロテウス (衛星) - プロトゲネイア (小惑星) - プロトン化水素分子 - ブロニスラヴァ (小惑星) - プロビタス (小惑星) - プロメテウス (衛星) - プロメテウス (小惑星) - ブロルフェルド (小惑星) - フロレンティーナ (小惑星) - ブロントサウルス (小惑星) - フワーリズミー - 文化パルク城陽 - フン・カル - 分光連星 - 分子雲 - フンティア (小惑星) - 分点 - フンボルト海 - フンメル (小惑星) - 分離天体

### へ
ベアテ (小惑星) - ベアトリス・ティンズリー (小惑星) - ベアトリス・ティンズリー賞 - ベアトリックス (小惑星) - ヘイエルダール (小惑星) - ベイカー (小惑星) - 平均黄経 - 北師大 (小惑星) - 北京奥運 (小惑星) - 平成 (小惑星) - 平坦性問題 - ヘイッキ・アリコスキ - ヘイデン・プラネタリウム - ペイトー (小惑星) - ヘイムダル (小惑星) - ベイラ (小惑星) - ベイラム (小惑星) - ベイリー (小惑星) - ペイル・ブルー・ドット - ペイロード (航空宇宙) - ヘイロフスキー (小惑星) - ペイン・ガポーシュキン (小惑星) - ヘウレカ (小惑星) - ベーア (小惑星) - ベーカー＝ナン カメラ - ベーコン (小惑星) - ベートーヴェン (クレーター) - ベートーヴェン (小惑星) - ベートゲア (小惑星) - ヘーベ (小惑星) - ヘール (小惑星) - ヘール望遠鏡 - ヘール・ボップ彗星 - ベーレンス (小惑星) - ベオグラード (小惑星) - ベガ - ベガ1号 - ベガ2号 - ペガスス座 - ペガスス座51番星 - ペガスス座51番星b - ペガスス座85番星 - ペガスス座IK星 - ペガスス座LL星 - ペガスス座R星 - ペガスス座S星 - ペガスス座V376星 - ペガスス座V391星 - ペガスス座アルファ星 - ペガスス座イータ星 - ペガスス座イオタ星 - ペガスス座イプシロン星 - ペガスス座ウプシロン星 - ペガスス座ガンマ星 - ペガスス座シータ星 - ペガスス座ゼータ星 - ペガスス座タウ星 - ペガスス座の恒星の一覧 - ペガスス座ベータ星 - ペガスス座ミュー星 - ペガスス座ラムダ星 - ペガスス座矮小楕円体銀河 - ペガスス座矮小不規則銀河 - ペガススの大四辺形 - ヘカテ (小惑星) - ヘカトストス (小惑星) - 北京 (小惑星) - 北京古観象台 - 北京大学 (小惑星) - 北京天文館 - 北京天文台 - 北京天文台CCD小惑星観測プログラム - ヘクトル (小惑星) - ヘクバ (小惑星) - ヘゲモネ (衛星) - ベゴニア (小惑星) - ヘシオドス (小惑星) - ベズ (小惑星) - ベスタ (小惑星) - ベスタ族 - ヘスティア (小惑星) - ベストラ (衛星) - ヘスペリア (小惑星) - ヘス望遠鏡 - ペタル・ドゥルコヴィッチ - ベチュヴァーシュ (小惑星) - ペチュニア (小惑星) - ベッカリーア (小惑星) - ヘックマン (小惑星) - ペッケアー (小惑星) - ベッセル (小惑星) - ヘッダ (小惑星) - ベッペ・フォルティ (小惑星) - ベッポサックス - ベティーナ (小惑星) - ベテルギウス - ヘドウィグ (小惑星) - ペトシムパラス (小惑星) - ペトリーナ (小惑星) - ペトルス・アピアヌス - ペトルス・プランシウス - ペトロヴィッチ (小惑星) - ペトロニウス (小惑星) - ペトロポリターナ (小惑星) - ヘニエイトラック - ベネッセ・スター・ドーム - ベネット彗星 (C/1969 Y1) - ベネネイア (クレーター) - ベネラ1号 - ベネラ4号 - ベネラ5号 - ベネラ6号 - ベネラ7号 - ベネラ8号 - ベネラ9号 - ベネラ10号 - ベネラ11号 - ベネラ12号 - ベネラ13号 - ベネラ14号 - ベネラ15号 - ベネラ16号 - ペネローペ (小惑星) - ペピータ (小惑星) - へび座 - へび座アルファ星 - へび座イータ星 - へび座イプシロン星 - へび座カッパ星 - へび座ガンマ星 - へび座シータ星 - へび座デルタ星 - へび座の恒星の一覧 - へび座ベータ星 - へび座ラムダ星 - へびつかい座 - へびつかい座11番星b - へびつかい座12番星 - へびつかい座36番星 - へびつかい座45番星 - へびつかい座70番星 - へびつかい座72番星 - へびつかい座RS星 - へびつかい座TX星 - へびつかい座アルファ星 - へびつかい座イータ星 - へびつかい座イプシロン星 - へびつかい座カッパ星 - へびつかい座ガンマ星 - へびつかい座シータ星 - へびつかい座ゼータ星 - へびつかい座デルタ星 - へびつかい座ニュー星 - へびつかい座の恒星の一覧 - へびつかい座ベータ星 - へびつかい座ラムダ星 - へびつかい座ロー星 - へびつかい座ロー分子雲領域 - ヘファイストス (小惑星) - ベブヒオン (衛星) - ヘブライのアストロラーベ - ペヨ (小惑星) - ヘラ (小惑星103番) - ヘラ (小惑星699番) - ヘラ (小惑星1370番) - ベラ (小惑星) - ペラーガ (小惑星) - ペラゲーヤ・シャイン - ベラ・ジュニア - ベラパルサー - ヘリウム星 - ヘリウムフラッシュ - ヘリウム惑星 - ヘリオ (小惑星) - ヘリオス (探査機) - ヘリオスタット - ヘリオナーペ (小惑星) - ヘリオポーズ - ペリカン星雲 - ヘリケ (衛星) - ベリザーナ (小惑星) - ヘリナ (小惑星) - ベリャーエフ (小惑星) - ベリャヴスカヤ (小惑星) - ベリリウム8 - ベリル (小惑星) - ベリンダ (衛星) - ヘリン・ローマン・クロケット彗星 - ヘル (小惑星) - ペル・ヴィクトル・アレックス (小惑星) - ヘルヴェルティア (小惑星) - ヘルガ (小惑星) - ペルガのアポロニウス - ベルギー王立天文台 - ベルギカ (小惑星) - ヘルキニア (小惑星) - ヘルクレス座 - ヘルクレス座14番星 - ヘルクレス座AC星 - ヘルクレス座AM星 - ヘルクレス座b星 - ヘルクレス座SX星 - ヘルクレス座UU星 - ヘルクレス座X星 - ヘルクレス座アルファ星 - ヘルクレス座イータ星 - ヘルクレス座イオタ星 - ヘルクレス座オメガ星 - ヘルクレス座カッパ星 - ヘルクレス座・かんむり座グレートウォール - ヘルクレス座ゼータ星 - ヘルクレス座タウ星 - ヘルクレス座超銀河団 - ヘルクレス座デルタ星 - ヘルクレス座の恒星の一覧 - ヘルクレス座パイ星 - ヘルクレス座ファイ星 - ヘルクレス座ベータ星 - ヘルクレス座ミュー星 - ヘルクレス座ラムダ星 - ヘルクレス座矮小銀河 - ベルゲルミル (衛星) - ベルジラーテ (小惑星) - ヘルシリア (小惑星) - ヘルシンキ (小惑星) - ヘルセ (衛星) - ペルセヴェランティア (小惑星) - ペルセウス腕 - ペルセウス座 - ペルセウス座AD星 - ペルセウス座GK星 - ペルセウス座RS星 - ペルセウス座S星 - ペルセウス座SU星 - ペルセウス座T星 - ペルセウス座アルファ星 - ペルセウス座アルファ星団 - ペルセウス座イータ星 - ペルセウス座イオタ星 - ペルセウス座イプシロン星 - ペルセウス座・うお座超銀河団 - ペルセウス座オミクロン星 - ペルセウス座カッパ星 - ペルセウス座ガンマ星 - ペルセウス座銀河団 - ペルセウス座クシー星 - ペルセウス座シータ星 - ペルセウス座ゼータ星 - ペルセウス座デルタ星 - ペルセウス座ニュー星 - ペルセウス座の恒星の一覧 - ペルセウス座パイ星 - ペルセウス座流星群 - ペルセウス座ロー星 - ペルセフォネ (小惑星) - ヘルタ (小惑星) - ベルタ (小惑星) - ペルチャー (小惑星) - ヘルツシュプルング (クレーター) - ヘルツシュプルング (小惑星) - ヘルツシュプルングの間隙 - ヘルツシュプルング・ラッセル図 - ヘルツベルク (小惑星) - ペルディータ (衛星) - ペルト (小惑星) - ベルトランの定理 - ベルトルダ (小惑星) - ベルナ (小惑星) - ベルナーディネッリ・バーンスティーン彗星 - ベルナルディーナ (小惑星) - ベルニカ (小惑星) - ヘルバ (小惑星) - ベルベリキア (小惑星) - ヘルマン・ゴルトシュミット - ヘルマン・ボンディ - ヘルミオネ (小惑星) - ヘルミッペ (衛星) - ヘルメス (小惑星) - ヘルモード (小惑星) - ベルラーヘ (小惑星) - ベルリン天文台 - ヘルルーガ (小惑星) - ベルワルド (小惑星) - ベルンハルト (小惑星) - ベルンハルト・シュミット - ペレ (小惑星) - ベレーニ (小惑星) - ペレック (小惑星) - ヘレナ (小惑星) - ベレニケ (小惑星) - ヘレネ (衛星) - ペレルマン (小惑星) - ベレロフォン (小惑星) - ヘレン・B・ワーナー賞 - ベローナ (小惑星) - ペロタン (小惑星) - ヘロディアス (小惑星) - ペロフスカヤ (小惑星) - ベロポルスキア (小惑星) - ベロリーナ (小惑星) - ヘンオー・コロナ - ベンクーラ (小惑星) - ベンクト (小惑星) - ベングト・エドレン - ヘンケ (小惑星) - 変光星 - 変光星雲 - 変光星総合カタログ - 変光星の一覧 - ベンジャミーナ (小惑星) - ベンジャミン・パース (小惑星) - ベンダ (小惑星) - ペンテシレイア (小惑星) - ペンデレツキ (小惑星) - ヘンドリク・ファン・ヘント - ベンヌ (小惑星) - ペンバ (小惑星) - ベンバイヨー (小惑星) - 扁平率 - ヘンリー・ドレイパーカタログ - ヘンリー・ノリス・ラッセル - ヘンリー・ノリス・ラッセル講師職 - ヘンリー・ムーア (小惑星) - ヘンリー・リー・ギクラス - ヘンリエッタ・スウォープ - ヘンリエッタ・スワン・リービット - ヘンリカ (小惑星)

### ほ
ポアンカレ (小惑星) - ボイジャー1号 - ボイジャー2号 - ボイジャーのゴールデンレコード - ボイス・バロット (小惑星) - ホイットモーラ (小惑星) - ホイップル (小惑星) - ホイップル彗星 - ボイデン天文台 - ボイド銀河 - ホイヘンス・プローブ - ポインティング (小惑星) - ポインティング・ロバートソン効果 - 棒渦巻銀河 - 望遠鏡 - ぼうえんきょう座 - ぼうえんきょう座PV型変光星 - ぼうえんきょう座PV星 - ぼうえんきょう座V339星 - ぼうえんきょう座V344星 - ぼうえんきょう座アルファ星 - ぼうえんきょう座イータ星 - ぼうえんきょう座イプシロン星 - ぼうえんきょう座ゼータ星 - ぼうえんきょう座の恒星の一覧 - 望遠鏡メーカー一覧 - ほうおう座 - ほうおう座SX型変光星 - ほうおう座SX星 - ほうおう座アルファ星 - ほうおう座ガンマ星 - ほうおう座ゼータ星 - ほうおう座ニュー星 - ほうおう座の恒星の一覧 - ほうおう座ベータ星 - ほうおう座流星群 - ほうおう座矮小銀河 - 放射圧 - 放射線帯嵐探査機 - 放射層 - 放射点 - 蓬茨霊運 - 膨張する宇宙の未来 - ホウブルジスグッベン (小惑星) - 卯酉線 - ポエシア (小惑星) - ボーアマン (小惑星) - ボーイング601 - ボーエル (小惑星) - ボーエル彗星 - ホーキング放射 - ボーク (小惑星) - ホーグの天体 - ポーシャ (衛星) - ポーター (小惑星) - ボーデア (小惑星) - ボーティン彗星 - ポートランディア (小惑星) - ボートル・スケール - 河南 (小惑星) - ホーヘンシュタイナ (小惑星) - ホーマー・ダボール賞 - ボーミア (小惑星) - ホームズ彗星 - ホームスター - ボーヤイ (小惑星) - ボーリニア (小惑星) - ポーリング (小惑星) - ホールダ (小惑星) - ポール・バトラー (天文学者) - ボーローグ (小惑星) - ホガース (小惑星) - 捕獲説 - ポカホンタス (小惑星) - 北欧群 (衛星) - 北斎 (小惑星) - ボクセンバーグ (小惑星) - ポグソン (小惑星) - 北斗七星 - 北斗星 (小惑星) - 北とぴあ - 北網圏北見文化センター - ポクルィシュキン (小惑星) - ほ座 - ほ座N星 - ほ座カッパ星 - ほ座ガンマ星 - ほ座超新星残骸 - ほ座デルタ星 - ほ座の恒星の一覧 - ほ座ファイ星 - ほ座プサイ星 - ほ座ミュー星 - ほ座ラムダ星 - ボジェワ (小惑星) - ホジキン (小惑星) - 星形成 - ホシザキ (小惑星) - 星・星座に関する方言 - 星空案内人 - 星空の街・あおぞらの街全国大会 - 星空保護区 - 星つむぎの村 - 星出 (小惑星) - 星の子館 - 星の古記録 - 星の種族 - 星の広場天文台 - 星の村 (小惑星) - 星見石 - ボジュ・ニェムツォヴァー (小惑星) - 許浚 (小惑星) - ボスコヴィッチ (小惑星) - ポセイドニオス - ホセ・コマス・ソラ - ホセ・ルイス・オルティス - ボソン星 - 蛍石 - 蛍石レンズ - 北海道 (小惑星) - 北極星 - ボック・グロビュール - ホッジス隕石 - 堀田仁助 - ポツダム天体物理天文台 - ホット・ジュピター - ホット・ネプチューン - ホッブズ (小惑星) - ホップマン (小惑星) - ボトルフィア (小惑星) - ポニアトフスキーのおうし座 - ボノニア (小惑星) - ホノリア (小惑星) - ポピュラー・アストロノミー - ポピュラー・アストロノミー (イギリスの雑誌) - 普賢山天文台 - ボフダン・パチンスキ - ボブ・ホープ (小惑星) - ホフマイスター (小惑星) - ボヘミア (小惑星) - ボボネ (小惑星) - ポポフ (小惑星) - ポホヨラ (小惑星) - ポモナ (小惑星) - ボラシシ (小惑星) - ポラナ (小惑星) - ポラリス (恒星) - ホランディア (小惑星) - ポリ (小惑星) - ポリクセナ (小惑星) - ポリクソ (小惑星) - 堀口進午 - 堀源一郎 - ボリソフ彗星 (2I/Borisov) - ポリデウケス (衛星) - ポリトロープ - ボリビアーナ (小惑星) - 堀寿夫 - ポリヒムニア (小惑星) - ポリュメーレー - ポルヴォー (小惑星) - ホルガー・ティエレ - ホルキィ (小惑星) - ポルキュス (衛星) - ボルコフ (小惑星) - ホルス (小惑星) - ポルズノフ (小惑星) - ボルタ電池座 - ボルツァーノ (小惑星) - ポルツィア (小惑星) - ポルックス (恒星) - ポルックスb - ポルデノーネ (小惑星) - ホルバイン (小惑星) - ホルヘ・ボボネ - ホルミア (小惑星) - ホルムーティア (小惑星) - ボレアス (小惑星) - ホレース・タットル - ボレリー (小惑星) - ボレリー彗星 - ボロシナ (小惑星) - ホロックス (小惑星) - ポロニア (小惑星) - 母衣旗 (小惑星) - ポロフィラックス - ポロンスカヤ (小惑星) - ホワイトホール - ホンカサロ (小惑星) - ポンゴラ (小惑星) - ポンス・ヴィネッケ彗星 - ポンス・ブルックス彗星 - 本田実 - 本田・ムルコス・パイドゥシャーコヴァー彗星 - ボンディア (小惑星) - ボンディ降着流 - ボンテクー (小惑星) - ポンプ座 - ポンプ座U星 - ポンプ座アルファ星 - ポンプ座イオタ星 - ポンプ座の恒星の一覧 - ポンプ座矮小銀河 - ボンプラン (小惑星) - ポンペヤ (小惑星)

## マ行

### ま
マーガレット (衛星) - マーガレット・ゲラー - マーガレット・バービッジ - マーズ2020 - マーズ・エクスプレス - マーズ・オブザーバー - マーズ・グローバル・サーベイヤー - マーズ・サイエンス・ラボラトリー - マースデン (小惑星) - マーズ・パスファインダー - マーズ・リコネッサンス・オービター - マーズ・ローバー - マーズワン - マーダヴァ - マーティン・シュヴァルツシルト - マーティン・ライル - マーティン・リース - マーテン・シュミット - マートラ (小惑星) - マーヤ (小惑星) - マーリン (小惑星) - マールー (小惑星) - マールバッヒア (小惑星) - マイ (小惑星) - マイク・アンダーソン (小惑星) - マイクロ波分光法 - マイケル・ブラウン (天文学者) - マイケル・ペイリン (小惑星) - マイダナク天文台 - 舞鶴親海公園 - マイネル (小惑星) - 舞原俊憲 - マウス銀河 - マウナケア天文台群 - マウリティア (小惑星) - マウンダー極小期 - マウント・バンザン (小惑星) - マエナルスさん座 - 前野拓 - 前原寅吉 - 前原英夫 - マカーオーン (小惑星) - マカスキー (小惑星) - マカレンコ (小惑星) - マギオン (小惑星) - マキシン・ヘリン (小惑星) - 牧野淳一郎 - マクストフカセグレン式望遠鏡 - マグダレーナ (小惑星) - マクドナルダ (小惑星) - マグナニミティ (小惑星) - マグナム望遠鏡 - マクネイア (小惑星) - マグネター - マグノリア (小惑星) - マクマス (小惑星) - マケマケ (準惑星) - 孫衛星 - マコーリフ (小惑星) - マゴマエフ (小惑星) - マサースキー (小惑星) - 雅文 (小惑星) - 正村 (小惑星) - マサリク (小惑星) - マショナ (小惑星) - マシンガー (小惑星) - 増田 (小惑星) - マスドライバー - マスパロマス (小惑星) - マズラン・オスマン - マセヴィッチ (小惑星) - マゼラニックストリーム - マゼラニックブリッジ - マゼラン (探査機) - マタベイ (クレーター) - 松井孝典 - マッカートニー (小惑星) - マックス・ヴォルフ - マックス・テグマーク - マックス・プランク地球外物理学研究所 - マックス・プランク天体物理学研究所 - マックノート彗星 (C/2006 P1) - マックホルツ彗星 (C/2004 Q2) - マッケイ (小惑星) - マッサリア (小惑星) - マッサリア族 - 松田卓也 - マッティアカ (小惑星) - マッテラニア (小惑星) - 松戸市民会館 - マッハ (小惑星) - 松本敏雄 - 松本紘 - 松山正則 - マティス (小惑星) - マティユー (小惑星) - マティルド (小惑星) - マティルドの地形一覧 - マテオ (小惑星) - マテシス (小惑星) - 的川 (小惑星) - マトベイ・ブロンスタイン - マドリード深宇宙通信施設 - マトリョーシカ・ブレイン - マナス (小惑星) - マブ (衛星) - 衛 (小惑星) - 眉星 (小惑星) - マラード (小惑星) - マラード電波天文台 - マラバル (小惑星) - マリア (小惑星) - マリア族 - マリア・マルガレータ・キルヒ - マリア・ミッチェル - マリアンナ (小惑星) - マリオ・ボッタ (小惑星) - マリオン (小惑星) - マリナー2号 - マリナー4号 - マリナー5号 - マリナー6号と7号 - マリナー9号 - マリナー10号 - マルヴァ (小惑星) - マルカブ - マルカリアンの鎖 - マルガリータ (小惑星) - マルクハンナ (小惑星) - マルグリット・ロージェ - マルコーニア (小惑星) - マルコム・ハートレー - マルシャーク (小惑星) - マルス1号 - マルス2号 - マルス3号 - マルセイユ天文台 - 丸瀬布 (小惑星) - マルセリーヌ (小惑星) - マルゾビア (小惑星) - マルタ (小惑星) - マルチメッセンジャー天文学 - マルティナ (小惑星) - マルティヌーボフ (小惑星) - マルティネス (小惑星)  - マルテス (小惑星)- マルムーラ (小惑星) - マルムクイスト (小惑星) - 円山 (小惑星) - マレー (小惑星) - マレーネ (小惑星) - マンクニア (小惑星) - マンデヴィル (小惑星) - マンデルブロ (小惑星) - マント (小惑星) - 万燈 (小惑星) - マンハイム天文台 - マンハッタンヘンジ

### み
ミーニン (小惑星) - 見失われた彗星 - 三嶺 (小惑星) - 美絵 (小惑星) - ミエン (小惑星) - 見かけの等級 - ミケランジェロ (小惑星) - ミゲル・イティゾーン - ミサ (小惑星) - ミザール - みさと天文台 - ミシェル・ジャコビニ - ミシェル・マイヨール - ミシェル・ムーニエ - 瑞牆 (小惑星) - 水ヶ塚 (小惑星) - みずがめ座 - みずがめ座88番星 - みずがめ座EZ星 - みずがめ座R星 - みずがめ座U星 - みずがめ座Z星 - みずがめ座アルファ星 - みずがめ座η流星群 - みずがめ座イプシロン星 - みずがめ座オミクロン星 - みずがめ座カッパ星 -みずがめ座ガンマ星 - みずがめ座クシー星 - みずがめ座シータ星 - みずがめ座ゼータ星 - みずがめ座デルタ星 - みずがめ座ニュー星 - みずがめ座の恒星の一覧 - みずがめ座パイ星 - みずがめ座プサイ星 - みずがめ座プサイ1星 - みずがめ座ベータ星 - みずがめ座ラムダ星 - みずがめ座矮小銀河 - 水沢VLBI観測所 - ミスター・スポック (小惑星) - ミスター・トムキンス (小惑星) - 水野千里 - 水野隆 (天文家) - 水野義兼 - みずへび座 - みずへび座CX星 - みずへび座アルファ星 - みずへび座イータ星 - みずへび座イータ2星 - みずへび座ガンマ星 - みずへび座デルタ星 - みずへび座の恒星の一覧 - みずへび座ベータ星 - 瑞穂 (小惑星) - 水間良実 - ミスラ (小惑星) - 三鷹 (小惑星) - 三鷹光器 - 三岳村 (小惑星) - ミダス (小惑星) - 三谷 (小惑星) - 三谷哲康 - 箕作阮 (小惑星) - ミッケリ (小惑星) - ミッションコントロールセンター - ミッター・デル・ムンド - ミッチェラ (小惑星) - ミッドサマー・ノートン (小惑星) - 三ツ間重男 - 水戸黄門 (小惑星) - 南阿蘇ルナ天文台 - みなみじゅうじ座 - みなみじゅうじ座アルファ星 - みなみじゅうじ座イプシロン星 - みなみじゅうじ座ガンマ星 - みなみじゅうじ座デルタ星 - みなみじゅうじ座の恒星の一覧 - みなみじゅうじ座ベータ星 - 南種子町 (小惑星) - みなみのうお座 - みなみのうお座の恒星の一覧 - みなみのうお座流星群 - みなみのかんむり座 - みなみのかんむり座R星 - みなみのかんむり座アルファ星 - みなみのかんむり座の恒星の一覧 - みなみのかんむり座ベータ星 - みなみのさんかく座 - みなみのさんかく座アルファ星 - みなみのさんかく座イオタ星 - みなみのさんかく座カッパ星 - みなみのさんかく座ガンマ星 - みなみのさんかく座ゼータ星 - みなみのさんかく座デルタ星 - みなみのさんかく座の恒星の一覧 - みなみのさんかく座ベータ星 - 南の星 (雑誌) - 南の矢座 - 南ローカル・スーパーボイド - ミニ・ネプチューン - 嶺重慎 - ミネルバ (小惑星) - ミネルバ (ローバー) - ミハイル・スボーチン - ミハイル・ロモノーソフ - ミハイロフ (小惑星) - ミマス (衛星) - ミマスの地形一覧 - ミミ (小惑星) - ミミンコ (小惑星) - ミモサ (小惑星) - 宮城 (小惑星) - 宮城野 (小惑星) - 脈動白色矮星 - 脈動変光星 - 宮坂 (小惑星) - 宮坂正大 - 宮崎 (小惑星) - 宮崎淳 (小惑星) - 宮崎科学技術館 - 宮崎駿 (小惑星) - 宮沢賢治 (小惑星) - 宮澤清六 (小惑星) - 宮地政司 - 観山正見 - 宮本・永井ポテンシャル - 宮本正太郎 - ミューイ天文台 - ミュンドレリア (小惑星) - ミラ (恒星) - ミラーアップ - ミラ型変光星 - ミランコビッチ (小惑星) - ミランダ (衛星) - ミランダの地形一覧 - ミリアム (小惑星) - ミリオストス (小惑星) - ミリ波電波天文学研究所 - ミリ秒パルサー - ミルドレッド (小惑星) - ミルトン・ヒューメイソン - ミルマン (小惑星) - ミルラ (小惑星) - ミレー (小惑星) - ミレーユ (小惑星) - ミロシュ・チヒー - ミロラド・プロティッチ - 民間宇宙開発 - ミンコフスキー (小惑星)

### む
ムアイヤドゥッディーン・ウルディー - ムーアシタリー (小惑星) - ムーサ (小惑星) - ムーズ (小惑星) - ムーンレット - 向井正 - 向井正 (小惑星) - 向井千秋記念子ども科学館 - 向井春男 (小惑星) - 向井優 - 武蔵府中 (小惑星) - ムシー (小惑星) - ムソルグスキア (小惑星) - 鞭幸枝 (小惑星) - ムツヘタ (小惑星) - 武藤順九 (小惑星) - 宗像ユリックス - ムネメ (衛星) - ムネモシネ (小惑星) - ムハ (小惑星) - ムヒーッディーン・マグリビー - 村上茂樹 - 村上春太郎 - ムラサキ (クレーター) - 村松修 - 村山 (小惑星) - 村山定男 - ムリナリニ (小惑星) - ムリフェン - ムルコス (小惑星) - ムルタトゥリ (小惑星) - 室戸 (小惑星) - 室蘭市青少年科学館 - ムンディルファリ (衛星)

### め
メアリー・アニング (小惑星) - メアリー・ブラック (天文学者) - 明暗境界線 - 冥王星 - 冥王星型天体 - 冥王星族 - 冥王星の衛星 - 冥王星の地形一覧 - 冥王星の日食 - メイオール (小惑星) - メイベラ (小惑星) - メインベルト彗星 - メーヴァ (小惑星) - メータ (小惑星) - メガアース - メガイラ (小惑星) - メガクリテ (衛星) - メガスケールエンジニアリング - メガスター - メガストラクチャー - メガパーセク - メグ・ライアン (小惑星) - 愛 (小惑星) - メシエカタログ - メシエ天体の一覧 - メツァホヴィ (小惑星) - メッサリナ (小惑星) - メッセンジャー (探査機) - メッテ (小惑星) - メデア (小惑星) - メティス (衛星) - メティス (小惑星) - メテオハンター - メドゥーサ (小惑星) - メトカルフィア (小惑星) - メトネ (衛星) - メトン - メトン周期 - メニッペ (小惑星) - メネラオス (小惑星) - メノイティオス (衛星) - メヒティルト (小惑星) - メラ (小惑星) - メラニー (小惑星) - メラピ (小惑星) - メリッタ (小惑星) - メリディアニ平原 - メリティマ (小惑星) - メリボエア (小惑星) - メルクシア (小惑星) - メルシナ (小惑星) - メルセデス (小惑星) - メルセンヌ (小惑星) - メルポメネ (小惑星) - メレーナ (小惑星) - メレテ (小惑星) - メローペ (小惑星) - メロッテカタログ - メンタ (小惑星)

### も
モイセーエフ (小惑星) - モイラ (小惑星) - 藻岩 (小惑星) - モーソン (小惑星) - モータードライブ (望遠鏡) - モーツァルティア (小惑星) - モートン波 - モーペルテュイ (小惑星) - モーラ (小惑星) - モーリス・ローイ - モールトナ (小惑星) - 木星 - 木星横断小惑星 - 木星型惑星 - 木星質量 - 木星状星雲 - 木星内部衛星群 - 木星の衛星 - 木星の太陽面通過 (海王星) - 木星の太陽面通過 (天王星) - 木星の太陽面通過 (土星) - 木星の太陽面通過 (冥王星) - 木星のトロヤ群 - 木星のトロヤ群小惑星の一覧 (ギリシア群) - 木星のトロヤ群小惑星の一覧 (ギリシア群) (1–100000) - 木星のトロヤ群小惑星の一覧 (ギリシア群) (100001–200000) - 木星のトロヤ群小惑星の一覧 (ギリシア群) (200001–300000) - 木星のトロヤ群小惑星の一覧 (ギリシア群) (300001–400000) - 木星のトロヤ群小惑星の一覧 (ギリシア群) (400001–500000) - 木星のトロヤ群小惑星の一覧 (ギリシア群) (500001–600000) -  木星のトロヤ群小惑星の一覧 (ギリシア群) (600001–700000) - 木星のトロヤ群小惑星の一覧 (トロヤ群) - 木星のトロヤ群小惑星の一覧 (トロヤ群) (1–100000) - 木星のトロヤ群小惑星の一覧 (トロヤ群) (100001–200000) - 木星のトロヤ群小惑星の一覧 (トロヤ群) (200001–300000) - 木星のトロヤ群小惑星の一覧 (トロヤ群) (300001–400000) - 木星のトロヤ群小惑星の一覧 (トロヤ群) (400001–500000) - 木星のトロヤ群小惑星の一覧 (トロヤ群) (500001–600000) -  木星のトロヤ群小惑星の一覧 (トロヤ群) (600001–700000) - 木星の環 - 木星半径 - 木星への天体衝突 - モグンティア (小惑星) - もしも月がなかったら - モジャイスキー (小惑星) - モスクワ (小惑星) - モスクワの海 - 以仁王 (小惑星) - モッキア (小惑星) - 最も近い・遠い天体の一覧 - モデスティア (小惑星) - 本木良永 - モナキア (小惑星) - モニカ (小惑星) - モプラ望遠鏡 - もみじ山文化センター - モモンガ座 - 最寄りの地球型太陽系外惑星の一覧 - モラヴィア (小惑星) - モラエス (小惑星) - モリアーティ (小惑星) - モリソン (小惑星) - 森田耕一郎 (天文学者) - 森敬明 - 森弘 - 森本雅樹 - モレタイ (小惑星) - モロー (小惑星2277番) - モロー (小惑星7904番) - モンゴルフィエ (小惑星) - モンスター銀河 - モンタギュー (小惑星) - モンタナ (小惑星) - モンタナリ (小惑星) - モンティ・パイソン (小惑星) - モンテヴェルディ (小惑星) - モンテフィオーレ (小惑星) - モンテ・ローザ (小惑星) - モンバサ (小惑星) - モンメガンティク天文台 - モンロー (小惑星)

## ヤ行

### や
ヤーキス (小惑星) - ヤーコフ・ゼルドビッチ - ヤキイモ (小惑星) - やぎ座 - やぎ座アルファ1星 - やぎ座アルファ2星 - やぎ座アルファ星 - やぎ座イータ星 - やぎ座イオタ星 - やぎ座イプシロン星 - やぎ座オメガ星 - やぎ座ガンマ星 - やぎ座シータ星 - やぎ座ゼータ星 - やぎ座デルタ星 - やぎ座ニュー星 - やぎ座の恒星の一覧 - やぎ座プサイ星 - やぎ座ベータ星 - 屋久島 (小惑星) - ヤコブス・カプタイン - ヤコブス・バルチウス - や座 - や座FG星 - や座R星 - や座アルファ星 - や座ガンマ星 - や座の恒星の一覧 - ヤシン (小惑星) - 八咫烏 (小惑星) - やちぼうず (小惑星) - 八ヶ岳自然文化園 - 夜天光 - ヤナーチェク (小惑星) - 箭内政之 - 谷中哲雄 - 柳家小ゑん - やなせ (小惑星) - ヤヌス (衛星) - 薮内 (小惑星) - 薮内清 - ヤブルンカ (小惑星) - ヤホントヴィア (小惑星) - 山岡均 - 山形 (小惑星) - 山口 (小惑星) - 山下明生 (小惑星) - 耶馬台 (小惑星) - 山田重雄 (小惑星) - ヤマタノオロチ (小惑星) - 山田方谷 (小惑星) - 山梨 (小惑星) - 山梨県立愛宕山こどもの国 - 山梨県立科学館 - やまねこ座 - やまねこ座6番星 - やまねこ座31番星 - やまねこ座41番星 - やまねこ座アルファ星 - やまねこ座超銀河団 - やまねこ座の恒星の一覧 - 山本 (小惑星) - 山本一清 - 山本忍 (小惑星) - 山本直孝 - 山本博文 (天文家) - 山本稔 - 弥生 (小惑星) - ヤルコフスキー・オキーフ・ラジエフスキー・パダック効果 - ヤルコフスキー効果 - ヤルンサクサ (衛星) - ヤング (小惑星) - ヤン・ステーン (小惑星) - 楊振寧 (小惑星) - 楊利偉 (小惑星)

### ゆ
ユヴァスキュラ (小惑星) - ユウェナリス (小惑星) - ユークリッド (宇宙望遠鏡) - ユークンダ (小惑星) - 有効自由度 (宇宙論) - ユーゴスラビア (小惑星) - 優作 (小惑星) - ユージン・シューメーカー - 祐三 (小惑星) - 遊佐徹 - ユスティティア (小惑星) - ユディト (小惑星) - ユニオン (小惑星) - ユニオン天文台 - ユハニ (小惑星) - ユビラトリックス (小惑星) - ユミル (衛星) - 夢 (小説) - ユリアナ (小惑星) - ユリウス通日 - ユリウス年 - ユリウス暦 - ゆり座 - ユリシーズ (探査機) - ユリシーズ (小惑星) - ユルィヨ・バイサラ - ユルスナール (小惑星) - ユルバン・ルヴェリエ

### よ
ヨヴィータ (小惑星) - 溶岩惑星 - ようこう - 楊光宇 - 鷹山 (小惑星) - 陽子-陽子連鎖反応 - よう・高梨 (小惑星) - 羊毛状渦巻銀河 - ヨエンスー (小惑星) - ヨーカステ (小惑星) - ヨーゼフ・ヘルフリッヒ - ヨーゼフ・レーデン - ヨーレ (小惑星) - ヨーロッパ南天天文台 - ヨーロッパVLBIネットワーク - 横浜こども科学館 - 横山順一 - 横山紘一 (天文学者) - 横山紘一 (小惑星) - 吉井譲 - 吉岡一男 (天文学者) - 吉岡和夫 - 吉川真 - 吉田 (小惑星) - 吉田正太郎 - ヨシダナオキ (小惑星) - 義経 (小惑星) - 至時 (小惑星) - 義朝 (小惑星) - 義仲 (小惑星) - 吉野 (小惑星) - 吉見政義 - ヨゼファ (小惑星) - 四つ葉のクローバークエーサー - 米沢明 - 米徳関係 - ヨハネス・ケプラー - ヨハネス・ハルトマン - ヨハネス・ヘヴェリウス - ヨハン・ゴットフリート・ガレ - ヨハン・シサット - ヨハン・ドッペルマイヤー - ヨハン・バイエル - ヨハン・ハインリッヒ・メドラー - ヨハン・パリサ - ヨハン・フォン・ゾルトナー - ヨハン・フランツ・エンケ - ヨハン・ボーデ - 頼朝 (小惑星) - ヨルダーンス (小惑星) - ヨルダン座 - ヨルト (小惑星)

## ラ行

### ら
ラー・シャローム (小惑星) - ライサ (小惑星) - ライスナー・ノルドシュトルム・ブラックホール - ライド (小惑星) - ライトシュミット式望遠鏡 - ライプニッツ (小惑星) - ライマンα線 - ライマンαの森 - ライマン・アルファ輝線天体 - ライマンブレーク銀河 - ラインハルト・ゲンツェル - ラインムーティア (小惑星) - ラインムート第1彗星 - ラヴジョイ彗星 (C/2011 W3) - ラヴジョイ彗星 (C/2013 R1) - ラウマ (小惑星) - ラウラ (小惑星) - ラエティティア (小惑星)- -ラオダミア (小惑星) - 老子 (小惑星) - ラオディカ (小惑星) - ラオメデイア (衛星) - ラカーユ (小惑星) - ラカーユ9352 - ラカーユ9352c - ラカディエラ (小惑星) - 洛陽 (小惑星5825番) - ラグランジア (小惑星) - ラグランジュ点 - ラグランジュ点に存在する物体の一覧 - ラクリモサ (小惑星) - ラグルーラ (小惑星) - ラケーレ (小惑星) - ラケシス (小惑星) - ラ・コンダミーヌ (小惑星) - ラシーヌ (小惑星) - ラジオアストロン - ラ・シヤ天文台 - らしんばん座 - らしんばん座アルファ星 - らしんばん座の恒星の一覧 - ラスカンパナス天文台 - らせん星雲 - ラダマントゥス (小惑星) - ラッセル (小惑星1762番) - ラッセル (小惑星2636番) - ラッセル第3彗星 - ラッセル第4彗星 - ラッペーンランタ (小惑星) - ラティスボナ (小惑星) - ラディスラス・ワイネック - ラデック (小惑星) - ラドクリフ天文台 - ラトナ (小惑星) - ラトビア (小惑星) - ラニアケア超銀河団 - ラバール・ノズル - ラハイナ・ヌーン - ラパス (小惑星) - ラハティ (小惑星) - ラファエラ (小惑星) - ラファエル・ナダル (小惑星) - ラフィタ (小惑星) - ラ・フォンテーヌ (小惑星) - ラプラス (小惑星) - ラプラタ (小惑星) - ラブルパイル天体 - ラブレー (小惑星) - ラマヌジャン (小惑星) - ラムシュタイン (小惑星) - ラムスデン式接眼鏡 - ラメイア (小惑星) - ラ・メトリー (小惑星) - ララージュ (小惑星) - ララフ (小惑星) - ラランデ暦書 - ラランド21185 - ラランド賞 - ラリッサ (衛星) - ラリッサ (小惑星) - ラルフ (小惑星) - ランスロット (小惑星) - ランツィア (小惑星) - ランディ (小惑星) - ランデブー (宇宙開発) - ランプランド (小惑星) - ランペティア (小惑星) - ランベルタ (小惑星) - ランタセッパ (小惑星) - 乱歩 (小惑星)

### り
リアクションホイール - リー (小惑星954番) - リー (小惑星26955番) - リーア (小惑星) - リーヴス (小惑星) - リーギ (小惑星) - リークトス (アマルテア) - リイシ・オテルマ - リース (小惑星) - リー・スモーリン - リーゼロッテ (小惑星) - リード (小惑星) - リーナ (小惑星) - リーハイ (小惑星) - リービット (小惑星) - リーマ (小惑星) - リーメンシュナイダー (小惑星) - リヴァディア (小惑星) - リヴィエラ (小惑星) - リヴジー (小惑星) - リオデジャネイロ (小惑星) - リオバ (小惑星) - リカ (小惑星) - リガ (小惑星) - 理科年表 - リカルダ (小惑星) - リクーザ (小惑星) - 陸前高田 (小惑星) - リクトリア (小惑星) - リグリア (小惑星) - リゲル - リシストラタ (小惑星) - リシテア (衛星) - 離心率ベクトル - リステンパート (小惑星) - リチャード・ゴット - リチャード・コワルスキー - リチャード・ヒンクリー・アレン - リチャード・マーティン・ウェスト - リツィア (小惑星) - リック天文台 - リック・ハズバンド (小惑星) - リッチー・クレチアン式望遠鏡 - リッペルタ (小惑星) - リッリ (小惑星) - リディア (小惑星) - リディヤ (小惑星) - リトワ (小惑星) - リヌス (衛星) - リバ (小惑星) - リビティナ (小惑星) - リヒャルト・ショール - リブッサ (小惑星) - リベラ (小惑星) - リベラトリックス (小惑星) - リベリア (小惑星) - リャーリャ (小惑星) - 龍ヶ岳 (小惑星) - リュウグウ (小惑星) - 劉洪 - りゅうこつ座 - りゅうこつ座a星 - りゅうこつ座AG星 - りゅうこつ座EV星 - りゅうこつ座l星 - りゅうこつ座p星 - りゅうこつ座q星 - りゅうこつ座RT星 - りゅうこつ座V382星 - りゅうこつ座V602星 - りゅうこつ座イータ星 - りゅうこつ座イオタ星 - りゅうこつ座イプシロン星 - りゅうこつ座ウプシロン星 - りゅうこつ座オメガ星 - りゅうこつ座カイ星 - りゅうこつ座シータ星 - りゅうこつ座の恒星の一覧 - りゅうこつ座ベータ星 - りゅうこつ座矮小銀河 - りゅう座 - りゅう座7番星 - りゅう座8番星 - りゅう座42番星 - りゅう座BY型変光星 - りゅう座BY星 - りゅう座EK星 - りゅう座LY星 - りゅう座RW星 - りゅう座V571星 - りゅう座WZ星 - りゅう座アルファ星 - りゅう座イータ星 - りゅう座イオタ星 - りゅう座イオタ星b - りゅう座イプシロン星 - りゅう座カイ星 - りゅう座ガンマ星 - りゅう座クシー星 - りゅう座シグマ星 - りゅう座ゼータ星 - りゅう座デルタ星 - りゅう座ニュー星 - りゅう座の恒星の一覧 - りゅう座プサイ1星 - りゅう座ベータ星 - りゅう座ミュー星 - りゅう座ラムダ星 - りゅう座矮小銀河 - 柳宿 - 流星クラスター現象 - 流星群の一覧 - 流星電波観測国際プロジェクト - 流星物質 - リューダ (小惑星) - リュードベリ (小惑星) - リューバ (小惑星) - リュカ (小惑星) - リュディナ (小惑星) - リュドミーラ・カラチキナ - リュドミーラ・ジュラヴリョーワ - リュドミーラ・チェルヌイフ - リュドミラ (小惑星) - リュドミラ・パイドゥシャーコヴァー - リュミエール (小惑星) - リュムケル山 - りょうけん座 - りょうけん座AM型星 - りょうけん座AM星 - りょうけん座RS型変光星 - りょうけん座RS星 - りょうけん座V星 - りょうけん座Y星 - りょうけん座アルファ2型変光星 - りょうけん座アルファ星 - りょうけん座の恒星の一覧 - りょうけん座ベータ星 - りょうけん座矮小銀河 - りょうけん座矮小銀河II - 量子宇宙論 - 龍馬 (小惑星) - リョンロート (小惑星) - リラエア (小惑星) - リリアナ (小惑星) - リリウム (小惑星) - リリオペ (小惑星) - リリト (小惑星) - リロフェー (小惑星) - リン (小惑星) - リンカーン研究所 - リンカーン地球近傍小惑星探査 - リンカルト (小惑星) - リンクルリッジ - リンダ (小惑星) - 林青霞 (小惑星) - リンツァーアーゲー (小惑星) - リンデマニア (小惑星) - リンドグレーン (小惑星) - リンドブラディア (小惑星) - リンナンコスキ (小惑星) - リンポポ (小惑星)

### る
ルアンダ (小惑星) - 瑞安中學 (小惑星) - ルイーザ (小惑星) - ルイージ・カルネラ - 涙香 (小惑星) - ルイ・ゴダン - ルイス・ボス - ルイテン168-9 b - ルイテン726-8 - ルイテンb - ルイテン星 - ルイ・ボワイエ - ルー (小惑星) - ルヴェリエ (小惑星) - ルーシー (探査機) - ルージェナ (小惑星) - ルース・ウルフ (小惑星) - ルーツィア (小惑星) - ルーテラ (小惑星) - ルーナータ (小惑星) - ルーペルト・ヴィルト - ルーペルト・ヴィルト (小惑星) - ルーペルト・カローラ (小惑星) - ルーメン (小惑星) - 鹿林彗星 - 鹿林天文台 - 落下閎 (小惑星) - 洛陽 (小惑星239200番) - ルガーノ (小惑星) - ルキナ (小惑星) - ルグドゥナ (小惑星) - ルクリーシア (小惑星) - ルクレティウス・カルス (小惑星) - ルシアン・ルドー - ルジーナ (小惑星) - ルジェル・ヨシプ・ボスコヴィッチ - ル・ジャンティ (小惑星) - ルスキニア (小惑星) - ルスジャン (小惑星) - ルチアーノ・テーシ (小惑星) - ルツ (小惑星) - ルテティア (小惑星) - ルドヴィカ (小惑星) - ルトヤント (小惑星) - ルドラ (小惑星) - ルドルフ・ウォルフ - ルドルフ表 - ルドルフ・ミンコフスキー - ルナ1号 - ルナ2号 - ルナ3号 - ルナ4号 - ルナ9号 - ルナ10号 - ルナ11号 - ルナ12号 - ルナ13号 - ルナ14号 - ルナ16号 - ルナ17号 - ルナ19号 - ルナ20号 - ルナ21号 - ルナ22号 - ルナ23号 - ルナ24号 - ルナ・オービター1号 - ルナ・オービター2号 - ルナ・オービター3号 - ルナ・オービター4号 - ルナ・オービター5号 - ルナチャルスキー (小惑星) - ルナリア (小惑星) - ルネ・ラシーヌ (小惑星) - ルノホート1号 - ルノホート2号 - ルビ (小惑星) - ルビア (小惑星) - ルビコン (小惑星) - ルボシュ・コホーテク - ルメートル (小惑星) - 留萌 (小惑星) - ルロワール (小惑星) - ルワンダ (小惑星) - ルンディア (小惑星) - ルンペルシュティルツ (小惑星)

### れ
レア (衛星) - レア (小惑星) - レアアース仮説 - レアシルヴィア - レアの地域一覧 - レアの地形一覧 - 零士 (小惑星) - レイモンド・ドゥーガン - レイラ (小惑星) - レインジャー1号 - レインジャー2号 - レインジャー3号 - レインジャー4号 - レインジャー5号 - レインジャー6号 - レインジャー7号 - レインジャー8号 - レインジャー9号 - レヴィ＝チヴィタ変換 - レウコス - レウコテア (小惑星) - レーウェンフック (小惑星) - レークプラシッド (小惑星) - レーハ (小惑星) - レーピン (小惑星) - レーメラ (小惑星) - レールモントフ (小惑星) - レーン＝エムデン方程式 - レオ・アントン・カール・デ・バル - レオカディア (小惑星) - レオナ (小惑星) - レオナルド (小惑星) - レオニシス (小惑星) - レオニダス (小惑星) - レオノーラ (小惑星) - レオポルディナ (小惑星) - レオポルド・シュルホフ - レオンティーナ (小惑星) - レオンハルト・オイラー - レオンハルト・オイラー望遠鏡 - 暦学 - 歴代の最も明るい恒星の一覧 - レギニータ (小惑星) - 暦表時 - レギンヒルト (小惑星) - レクイエム (小惑星) - レクセル (小惑星) - レグルス - レジノー・ウーティエ - レズニック (小惑星) - レスリー・ペルチャー - レセダ (小惑星) - レダ (衛星) - レダ (小惑星) - レチクル座 - レチクル座アルファ星 - レチクル座イプシロン星 - レチクル座ガンマ星 - レチクル座ゼータ星 - レチクル座デルタ星 - レチクル座の恒星の一覧 - レチクル座ベータ星 - レッジェ (小惑星) - レッドエッジ - レッドクランプ - レティクス (小惑星) - レト (小惑星) - レナ (小惑星) - レナーテ (小惑星) - レナード彗星 (C/2021 A1) - レニ (小惑星) - レニングラード (小惑星) - レノン (小惑星) - レピュニット (小惑星) - レフィルティム (小惑星) - レプソルダ (小惑星) - レプトン時代 - レベッカ (小惑星) - レムス (衛星) - レメック (小惑星) - レモン山サーベイ - レモン山天文台 - レン (小惑星) - 連星 - 連星系の居住可能性 - 連星パルサー - レンツィア (小惑星) - レンヌ (小惑星) - レンブラント (小惑星) - レンポ (小惑星)

### ろ
ロイ・A・タッカー - ロイヤル・ハーウッド・フロスト - ロウ (小惑星) - ロヴァニエミ (小惑星) - ロヴィーサ (小惑星) - ロヴマ (小惑星) - ローヴァ (小惑星) - ローウェル天文台 - ローカルシート - ローカル・ボイド - ローザ (小惑星) - ローザンナ (小惑星) - ロース (小惑星) - ローゼンカヴァリエ (小惑星) - ローダ (小惑星) - ローデシア (小惑星) - ロートラウト (小惑星) - ローマ (小惑星) - ローマン (小惑星) - ローラ (小惑星) - ローラン・カセグレン - ローランシア (小惑星) - ローリング・ストーンズ (小惑星) - ローレライ (小惑星) - ローレル (小惑星) - ローレル・クラーク (小惑星) - ローレンツ (小惑星) - ローンチ・ヴィークル - ロカルノ (小惑星) - ロクサネ (小惑星) - 六十進法 - 六分儀 (天体観測) - ろくぶんぎ座 - ろくぶんぎ座アルファ星 - ろくぶんぎ座の恒星の一覧 - ろくぶんぎ座矮小楕円体銀河 - ロゲ (衛星) - ロケット以外の打ち上げ方式 - ロケット・ミサイル技術の年表 - ロケ・デ・ロス・ムチャーチョス天文台 - ロゲリア (小惑星) - ロゴス (小惑星) - ろ座 - ろ座アルファ星 - ろ座銀河団 - ろ座の恒星の一覧 - ろ座ベータ星 - ロザムンデ (小惑星) - ロザリア (小惑星) - ロザリンデ (小惑星) - ロザリンド (衛星) - ろ座矮小銀河 - ロシア (小惑星) - ロジーナ (小惑星) - ロジェストヴェンスキー (小惑星) - ロジェン天文台 - ロシター効果 - 芦城 (小惑星) - ロス128 - ロス128b - ロス154 - ロス248 - ロス508b - ロス614 - ロスヴィタ (小惑星) - ロゼッタ (探査機) - ロゼッタ探査機の経過 - ロック (小惑星) - ロックフェリア (小惑星) - ロッシーニ (小惑星) - ロッシュ限界 - ロッシュ・ローブ - ロディア (小惑星) - ロティス (小惑星) - ロドペ (小惑星) - ロバート・キルシュナー - ロバート・グラント・エイトケン - ロバート・スタウェル・ボール - ロバート・トランプラー - ロバートの四つ子銀河 - ロバート・バーナム・ジュニア - ロバート・マクミラン - ロバート・マックノート - ロバチェフスキー (小惑星) - ロビン・フッド (小惑星) - ロフストロムループ - ロベリア (小惑星) - ロベルタ (小惑星) - ロベルト・ルター - ロベルモント (小惑星) - ロミア (小惑星) - ロミルダ (小惑星) - ロムルス (衛星) - ロレッタ (小惑星) - ロングモア彗星 - ロンドン・プラネタリウム

## ワ行

### わ
ワータネン彗星 - ワート (小惑星) - ワームホール - 歪曲収差 - 矮小渦巻銀河 - 矮小銀河 - 矮小楕円銀河 - 矮小楕円体銀河 - 矮新星 - 矮星 - ワイルズ (小惑星) - ワイルドの三つ子銀河 - 若い星状天体 - 若松 (小惑星) - 和歌山市立こども科学館 - 和歌山天文館 - 惑星 - 惑星X - 惑星移動 - 惑星科学 - 惑星間インターネット - 惑星間塵 - 惑星間物質 - 惑星記号 - 惑星系 - 惑星質量天体 - 惑星状星雲 - 惑星状星雲の一覧 - 惑星数が多い惑星系の一覧 - 惑星地質学 - 惑星の居住可能性 - 惑星の定義 - 惑星の命名法 - 惑星物理学 - 和久田実 - 和気清麻呂 (小惑星) - 若生康二郎 - わし座 - わし座15番星 - わし座31番星 - わし座NO星 - わし座V605星 - わし座V606星 - わし座V1302星 - わし座イータ星 - わし座イオタ星 - わし座イプシロン星 - わし座ガンマ星 - わし座クシー星 - わし座クシー星b - わし座シータ星 - わし座シグマ星 - わし座ゼータ星 - わし座デルタ星 - わし座の恒星の一覧 - わし座ベータ星 - わし座ラムダ星 - わし座ロー星 - わし星雲 - ワシントニア (小惑星) - ワシントン重星カタログ - 早稲田 (小惑星) - 和田信賢 (小惑星) - 渡辺和郎 - 渡部重十 - 渡部潤一 - 稚内 (小惑星) - ワッサーバーグ (小惑星) - ワッツ (小惑星) - ワトソニア (小惑星) - わび・さび (小惑星) - ワルキューレ (小惑星) - ワルク (小惑星) - ワロニア (小惑星)

### ん
ンドラ (小惑星)